# Selección de fútbol de Alemania
La selección masculina de fútbol de Alemania (en alemán: Deutsche Fußballnationalmannschaft o Die Mannschaft) es el equipo formado por jugadores de nacionalidad alemana que representa desde 1908 a la Federación Alemana de Fútbol (en alemán: Deutscher Fußball-Bund) en las competiciones oficiales organizadas por la Unión Europea de Asociaciones de Fútbol (UEFA) y la Federación Internacional de Asociaciones de Fútbol (FIFA).
Alemania se afilió a la FIFA pocos meses después de su primer Congreso, concretamente el 1 de septiembre de 1904, cuando anunció al organismo, mediante un telegrama, su adhesión al Estatuto. La escuadra alemana es conocida como Die Mannschaft («El Equipo»), Nationalelf («Once Nacional») o Die Adler («Las Águilas»).
Aunque ya existía un combinado alemán oficioso desde finales del siglo XIX, Alemania no disputaría su primer encuentro hasta 1908 cuando se enfrentó a Suiza. Es reconocida como una de las selecciones más exitosas y de mayor prestigio en el mundo, además —es la selección europea más laureada— y la sexta a nivel mundial con ocho títulos en torneos oficiales absolutos.
Los reconocimientos más destacados fueron el «Premio Laureus al Mejor Equipo Internacional» del año. Fue la primera selección que lideró la Clasificación mundial de la FIFA en agosto de 1993; asimismo, fue designada como «Mejor Equipo» por la FIFA en 1993, 2014 y 2017. La ubicación más baja fue el puesto 22, ocupado en marzo de 2006.
La selección alemana ha participado en veinte ediciones de la Copa Mundial de Fútbol y fue anfitriona en las ediciones de 1974 y 2006. La ha conquistado en cuatro ocasiones, en 1954, 1974, 1990 y 2014, siendo la segunda mejor en el palmarés (junto a Italia) y la segunda en número de participaciones, siendo superada únicamente por Brasil en ambos rubros. Es, asimismo, la selección que más finales ha disputado con ocho. También ha logrado ocupar el tercer puesto en las Copas del Mundo en cuatro oportunidades. Se encuentra en la segunda posición general de la clasificación histórica del certamen, por detrás de Brasil.
A nivel continental, con motivo de pertenecer a la UEFA tiene derecho a participar en la Eurocopa, para la cual se ha clasificado en 14 ediciones de las cuales en dos de estas (1988 y 2024) ha sido en calidad de anfitriona del torneo Ha disputado seis finales, más que ninguna otra selección y ocupa el segundo lugar en el palmarés con tres títulos en 1972, 1980, y 1996.solo por detrás de la selección española, aunque estadísticamente domina el torneo, pues se encuentra en la primera posición general de la clasificación histórica.
Ha competido también en tres ediciones de la Copa Confederaciones, siendo organizadora en 2005. Consiguió el título en la edición de 2017 tras imponerse por 1-0 a Chile. En la clasificación histórica de la competición, ostenta el cuarto lugar.
En sus tres participaciones en los Juegos Olímpicos para selecciones absolutas —antes de modificar el COI y la FIFA las normativas sobre las condiciones de los equipos participantes—. Fue anfitriona del torneo de 1936.
En la modalidad de selecciones amateurs obtuvo su única medalla de oro en los Juegos Olímpicos de Montreal 1976 como Alemania Democrática donde más adelante se volvería a unir a la selección federal. Actualmente compiten solo selecciones olímpicas, el mejor resultado obtenido, es la medalla de plata por parte de la selección sub-23 en los Juegos Olímpicos de Río 2016.
Cabe destacar la peculiaridad del equipo alemán, que debido a la división que sufrió Alemania tras la Segunda Guerra Mundial, se escindieron del equipo federal las selecciones del Sarre (1947-1956) y la Alemania Democrática (1949-1991). Durante ese período, «Die Mannschaft» representaba solo a la República Federal de Alemania, aunque no se la consideraba como un equipo distinto al actual, pues mantuvo las mismas organizaciones federativas, por lo que siguió actuando bajo el nombre de Alemania Federal, y así lo aceptaron la FIFA y la UEFA. Tras la Reunificación alemana, la selección oriental se disolvió y se integró de nuevo en el equipo federal.
Desde la separación, el equipo alemán ha logrado clasificarse en 18 ocasiones consecutivas al Mundial, un récord solo superado por la selección brasileña, que no ha faltado a ninguna cita. Fue curiosamente durante la división cuando Alemania conquistó la mayoría de sus títulos, los cuales han pasado a formar parte de los de la Alemania unificada, al considerarla la FIFA la sucesora y precursora del equipo federal.

## Historia

### Inicios y primeros torneos (1908-1930)
Entre 1899 y 1901, antes de la formación oficial del combinado nacional, tuvieron lugar 5 encuentros oficiosos entre seleccionados alemanes y británicos, acabando todos con sonadas derrotas alemanas. Ocho años después del nacimiento de la Federación Alemana de Fútbol (DFB) en 1900, se disputó el primer partido de la selección alemana.
El 5 de abril de 1908, los alemanes viajaron a Basilea para enfrentarse en su primer partido internacional oficial frente a la selección suiza. Los suizos ganaron el encuentro por 5-3, y Fritz Becker tuvo el honor de marcar el primer gol de la historia alemana y de ser el primero en anotar un doblete. El otro gol alemán fue obra de Fritz Förderer mientras que Ernst Jordan quedó registrado para la historia de la selección teutona como el primer jugador en anotar un autogol. Por aquel entonces los jugadores que conformaban el equipo eran seleccionados por la propia Federación al no existir seleccionador.
Alemania no pudo conseguir la primera victoria de su historia hasta el sexto partido, un año después, cuando curiosamente derrotó a los helvéticos por 1-0 en suelo alemán el 4 de abril de 1909. Apenas unas semanas antes, tuvo lugar un hecho negativo cuando el equipo cosechó la peor derrota de su historia, y que aún perdura en la actualidad. La selección inglesa, creadora del fútbol y con más años de historia, derrotó a Alemania por un contundente 9-0 en la ciudad de Oxford. Como creadores de este deporte, eran considerados por aquel entonces la mejor selección existente: únicamente les disputaban tal honor los demás combinados de las islas británicas.
La mala racha continuó durante los primeros años, donde en sus primeros 20 partidos solo fue capaz de vencer en cinco de ellos y perdió once en un período de dos años. Así, con apenas un par de años de existencia y una negativa cosecha, se enfrentó a su primera competición oficial, los Juegos Olímpicos.
En la competición de fútbol de 1912 de Estocolmo, Alemania cayó en la primera fase tras perder frente a la selección austriaca por 5-1. Dos días después llegó la mayor goleada a favor de su historia. En el torneo de consolación jugado entre las selecciones que no consiguieron medalla olímpica y vencieron a la selección rusa (antes de desaparecer en 1914: reapareció en 1923 tras la Revolución rusa de 1917 y pasó a formar la Unión Soviética), por un 16-0 que perduró hasta la actualidad. Alemania terminó en el séptimo puesto en su primera gran cita en un campeonato de fútbol.
No mejoraría mucho el combinado alemán, que no lograría su siguiente victoria hasta 8 años después, cuando derrotase por 1-0 a la selección húngara en Berlín. Con el escaso bagaje de victorias, y por consiguiente difícil manera de acceder a los grandes torneos, finalmente llegaba a la fase final de otra cita, la de los Juegos Olímpicos de 1928 de Ámsterdam. El equipo había experimentado una ligera mejoría que se dejaba sentir en sus resultados. Así llegaría, después de vencer a la selección suiza por 4-0, a los cuartos de final. Sin embargo, en ellos perdería frente a la selección uruguaya (una de las grandes dominadoras de la época) por 1-4. De nuevo finalizaba en 7.º lugar.
El fútbol era ya un deporte de masas a nivel mundial, y cada vez era más aclamado mientras se empezaban a ver las primeras profesionalizaciones.
Por tal motivo, la FIFA, que veía cómo el fútbol gozaba de gran reconocimiento en los Juegos Olímpicos que ella misma se encargó de organizar desde la edición de 1924, empezó a madurar la idea de crear un campeonato exclusivamente futbolístico que dirimiese al mejor equipo existente en el mundo. La periodicidad del mismo, al igual que los Juegos, sería de cuatro años.
Durante los últimos JJ. OO., la FIFA organizó un congreso donde se decidió finalmente celebrar un torneo de fútbol profesional de nivel internacional en 1930.
Inmediatamente varios países europeos presentaron su candidatura (Italia, Hungría, los Países Bajos, España y Suecia) junto a la de Uruguay. Jules Rimet, por aquel entonces presidente de la FIFA, estaba a favor de la realización del torneo en el país sudamericano, tanto por sus recientes éxitos deportivos como porque el país celebraría su centenario de la Jura de la Constitución.
Una Europa en crisis pronto mostraría su desacuerdo con la FIFA, con sede en Austria, y con su presidente, nacido en Francia, por llevar el primer certamen de la gran competición dedicada en exclusiva al fútbol, creado en Inglaterra, a Sudamérica. El primer boicot al campeonato estaba por llegar.

### Alemania antes de la división (1930-1949)

#### Primeras citas mundialistas
Durante el año 1930, se celebró en Uruguay la primera Copa del Mundo. Tras la designación del país sudamericano, considerado el combinado más potente por salir campeón de las anteriores dos citas olímpicas de fútbol en París 1924 y Ámsterdam 1928, la Federación alegó el largo viaje y coste necesario en barco hasta llegar al país sudamericano, por lo que rechazó tomar parte en la misma, a pesar de que Uruguay había decidido hacerse cargo de todos los gastos y compensar a las selecciones participantes en un intento por prestigiar el torneo.
Tanto Alemania, como la gran mayoría de los equipos nacionales europeos no aceptaron la invitación para jugar el Mundial debido al enfado por considerar inapropiado que el primer gran torneo se disputase fuera de Europa, y más en concreto, Inglaterra, al ser la cuna donde nació este deporte, pese a que el Viejo Continente se encontraba aún maltrecho por la Primera Guerra Mundial, y se abogaba por alentar la paz desde Uruguay.
Nacería así bajo la tutela del entonces presidente de la FIFA, Jules Rimet, la Copa Mundial y su trofeo de la "Diosa de la Victoria".
Tres años después de la primera cita mundialista, se sucedían los encuentros entre selecciones para potenciarse, ahora con más motivo, tras la creación de un torneo exclusivo de fútbol a nivel mundial, a la que Alemania accedería por primera vez en su segundo certamen.

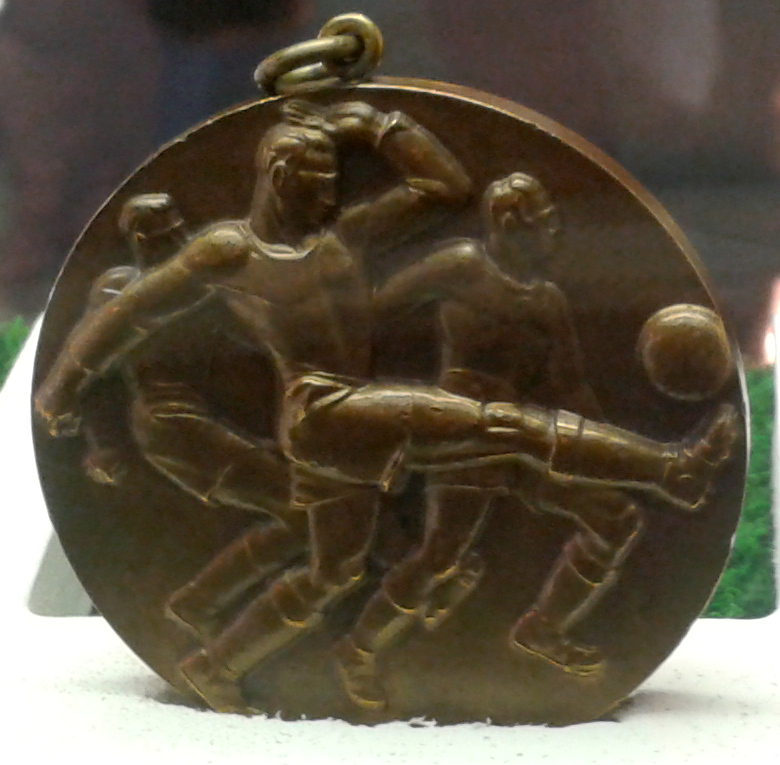
Medalla de bronce conquistada por Alemania en el Mundial de 1934 de Italia.

Alemania logró su clasificación para la Copa Mundial de 1934 de Italia en el Grupo 8 junto a la selección francesa, tras vencer ambos contundentemente a la selección luxemburguesa.
Una Alemania que se encontraba ya dominada por el Tercer «Reich» (en español, Imperio) de Adolf Hitler, que ellos mismos denominarían como el «Grossdeutsches Reich» (en español, Gran Imperio Alemán), realizaría una de las más destacadas actuaciones de un equipo debutante al finalizar en tercer lugar. Tras remontar un partido que perdía por 1-2 frente a la selección belga y que acabaría venciendo por 5-2 gracias a los tantos de Stanislaus Kobierski, primer goleador alemán en un Mundial, Otto Siffling y Edmund Conen, autor de un «hat-trick», se enfrentaría a la selección sueca en cuartos de final. Ahí Karl Hohmann anotaría dos tantos que harían insuficiente el solitario gol sueco por lo que los germanos llegarían a las semifinales del torneo.
En ellas se enfrentarían a la selección checoslovaca. Un país de clara diferencia política con respecto a Alemania, al encontrarse dominado por una república. El carácter más allá de lo deportivo depararía un gran encuentro en el que los checoslovacos, merced a una sobresaliente actuación de Oldřich Nejedlý, autor de 3 tantos,, y máximo realizador final del torneo, Checoslovaquia vencería por 3-1 a los alemanes, que solo pudieron anotar por mediación de Rudolf Noack.
Alemania se quedaba a tan solo un paso de poder disputar la final que finalmente vencerían sus allegados italianos, comandados por Benito Mussolini, amigo personal del Führer.
Alemania disputó un partido para dilucidar el tercer puesto del campeonato. En él, un gol de Conen y un doblete de Ernest Lehner darían una ajustada victoria por 3-2 a los teutones sobre la selección austriaca que les otorgaría la medalla de bronce que les acreditaba como terceros clasificados.

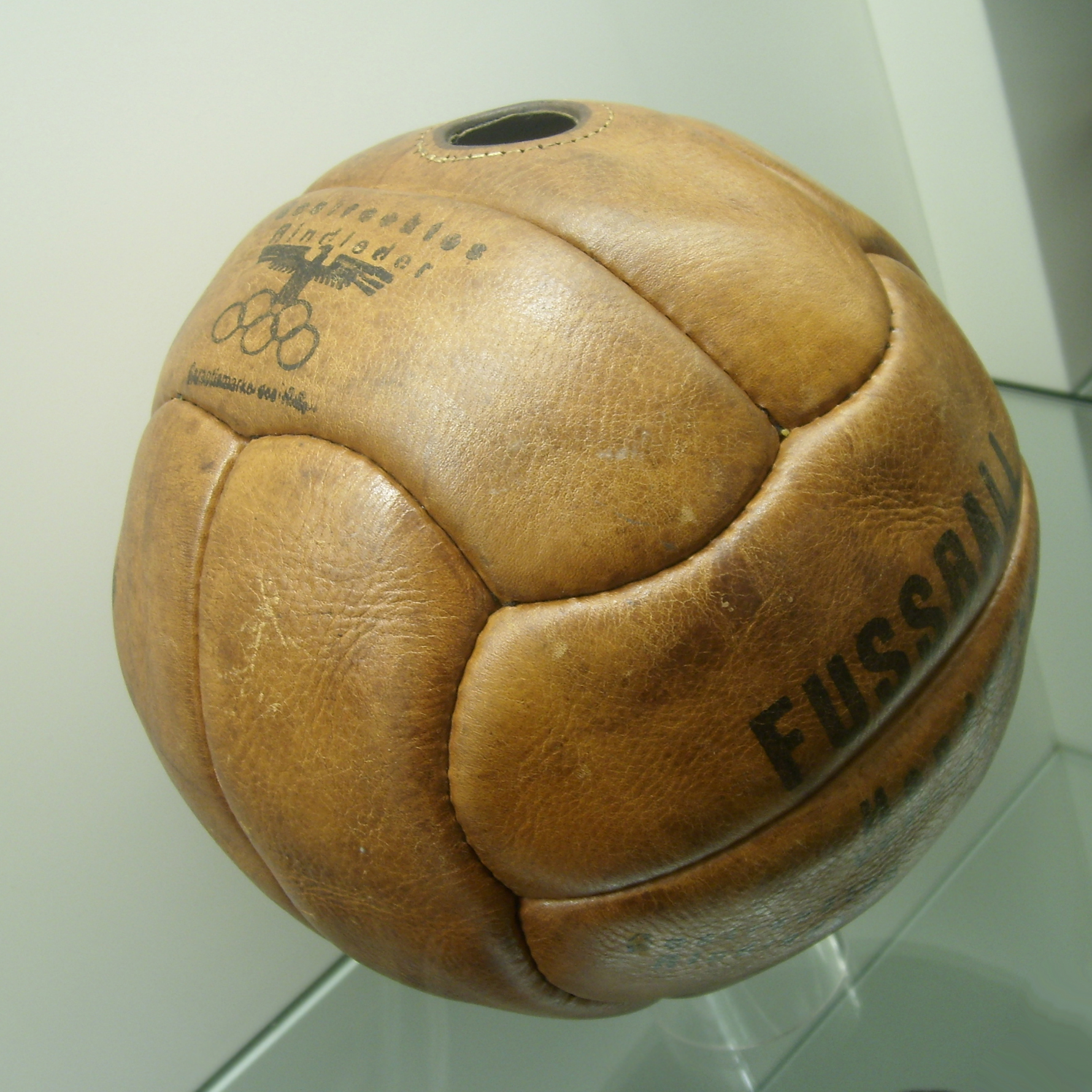
Balón con el que se jugó el torneo.

Tras las dos primeras citas mundialistas, Alemania acudiría a su tercera cita de los Juegos Olímpicos en los que serían los anfitriones en 1936, a celebrarse en Berlín.
La introducción de la primera Copa Mundial de la FIFA en 1930 (que supuso la ausencia del torneo de fútbol de los Juegos de 1932) condujo a una devaluación paulatina de cada torneo olímpico de fútbol posterior. En adelante, a las naciones competidoras solo se les permitiría jugar con sus mejores jugadores si estos fuesen «amateurs» o si sus jugadores profesionales estuviesen patrocinados por el Estado.
En el certamen, Alemania vencería por un contundente 9-0 a Luxemburgo que pondría de manifiesto las intenciones alemanas para con el torneo. En una época fuertemente marcada por la política, y al igual que hiciese su homónimo italiano Benito Mussolini, suponía un marco perfecto para demostrar al mundo la autoridad «nazi».
En el Poststadion, ante una multitud que incluía a Joseph Goebbels, Hermann Wilhelm Göring, Rudolf Hess y Hitler, que acudía a su primer encuentro futbolístico. Alemania fue eliminada por 2-0 ante Noruega. Goebbels escribió antes del encuentro: 

"El Führer está muy emocionado, casi no puedo contenerme. Un verdadero baño de nervios."
Joseph Goebbels, Ministro de Propaganda e Información.

 El resultado no deparó ninguna sorpresa para aquellos que se encontraban fuera de los rangos más altos del «Tercer Reich» ya que Noruega, daría también muchos problemas a los italianos en la siguiente cita mundialista, en un claro síntoma de buena salud futbolística en el país nórdico.
Alemania finalizaba 6.ª en sus Juegos Olímpicos, lo que fue considerado un fracaso por Hitler y el enfado ayudaría también a repercutir en una serie de desgraciados acontecimientos que repercutirían a nivel mundial. Hitler ansiaba el poder de Alemania, y el deporte sería también uno de los ámbitos incluidos que se verían desarrollados. Se avecinaba la Segunda Guerra Mundial.
Antes de los fatales acontecimientos que estaban por desencadenarse, ya se dejaron notar circunstancias en el mundo del fútbol.
Previamente a jugar la Copa Mundial de 1938 de Francia, Austria fue excluida debido al «Anschluss» (anexión con Alemania), mientras que el seleccionador germano fue repudiado a lo largo del torneo por el pueblo francés, debido a su saludo nazi.
Destacaría sobremanera el nombre del austriaco Matthias Sindelar, apodado «El Mozart del fútbol», que venía de llevar a su ya extinta selección a ser semifinalista mundial y medalla de plata olímpica. Este recibió la llamada para formar parte del combinado alemán, al no poder participar con su país natal, por formar parte de la nueva Alemania, y que con aplomo declinó.
En lo puramente deportivo, Alemania, que logró su segunda clasificación para un Mundial, empataría en su primer partido. Josef Gauchel sería el goleador alemán en el 1-1 final frente a la selección suiza. Se tuvo que repetir el encuentro que los suizos ganaron 4-2, resultado que les otorgaba el pase a cuartos de final.
Alemania decepcionaba de nuevo, demostrando estar aún lejos del alto nivel futbolístico existente en la época. Finalizaba en el décimo lugar del Mundial (su peor participación hasta la edición de 2022, en la que quedaron en el lugar vigésimo segundo), antes de que estallase la Segunda Guerra Mundial. Irónicamente, y más aún tras el resultado de la guerra, el futuro depararía un drástico cambio en el fútbol alemán. Estaba por llegar una de las mayores potencias futbolísticas del mundo.

### Alemania Federal (1949-1990)

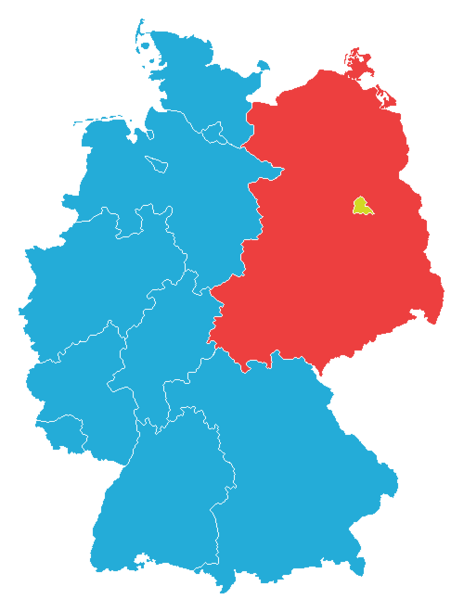
División de Alemania, 1949-90.

Tras la disputa del tercer Mundial, se desencadenaría el 1 de septiembre de 1939 la Segunda Guerra Mundial tras la invasión de Alemania a Polonia.
El suceso bélico tendría una duración de 6 años, durante los cuales se suspendieron las actividades deportivas oficiales entre selecciones. El fútbol conseguiría sobrevivir a los acontecimientos merced a la disputa de algunos partidos amistosos internacionales entre selecciones afines en el conflicto, pero sobre todo gracias a las competiciones domésticas propias de cada país.
 El combinado alemán sería uno de los países que se verían más afectados tras el final de la guerra. Esta supuso el fin de Alemania como país unificado, ya que desde entonces pasó a dividirse en 3 estados. Protectorado del Sarre, República Federal Alemana y República Democrática Alemana serían las divisiones a las que quedaría sometida el país.
Con tal motivo, pasaron a formarse 2 nuevas selecciones, una por cada nuevo estado. La selección sarrense y la selección oriental alemana. La selección alemana, pasó a cambiar su denominación por la de selección occidental alemana, tal como correspondía tras la división del país, pero continuó siendo representada por la Federación Alemana de Fútbol (DFB), motivo por el cual es considerada como la sucesora oficial de la antigua Alemania, y por lo que sus futuros éxitos computarían como conjuntados. No sucedería así con los de Alemania Democrática y Sarre, consideradas independientes.
 Curiosamente, con la división llegarían los mejores años del combinado germano, que se convertiría en una de las mayores potencias futbolísticas mundiales, y pasaría a dominar el palmarés futbolístico tras los dubitativos y nada halagüeños comienzos.
Alemania Federal no participaría en la primera edición del Mundial tras el parón obligado por los acontecimientos bélicos. Brasil celebraría la Copa Mundial de 1950 que hubo de haberse disputado en 1949, pero la FIFA decidió su aplazamiento a un año después ya que Europa se encontraba aún muy maltrecha por los desastres de la guerra, y para poder permitir un mayor número de selecciones participantes.
 Aun así el motivo de la no participación de la selección fue por prohibición de la FIFA como repudio a los crímenes cometidos durante la Segunda Guerra Mundial por los dirigentes nazis. La época dorada de Alemania estaba por llegar.

#### Mundial de Suiza 1954: El «milagro de Berna» y ascenso a la cumbre futbolística

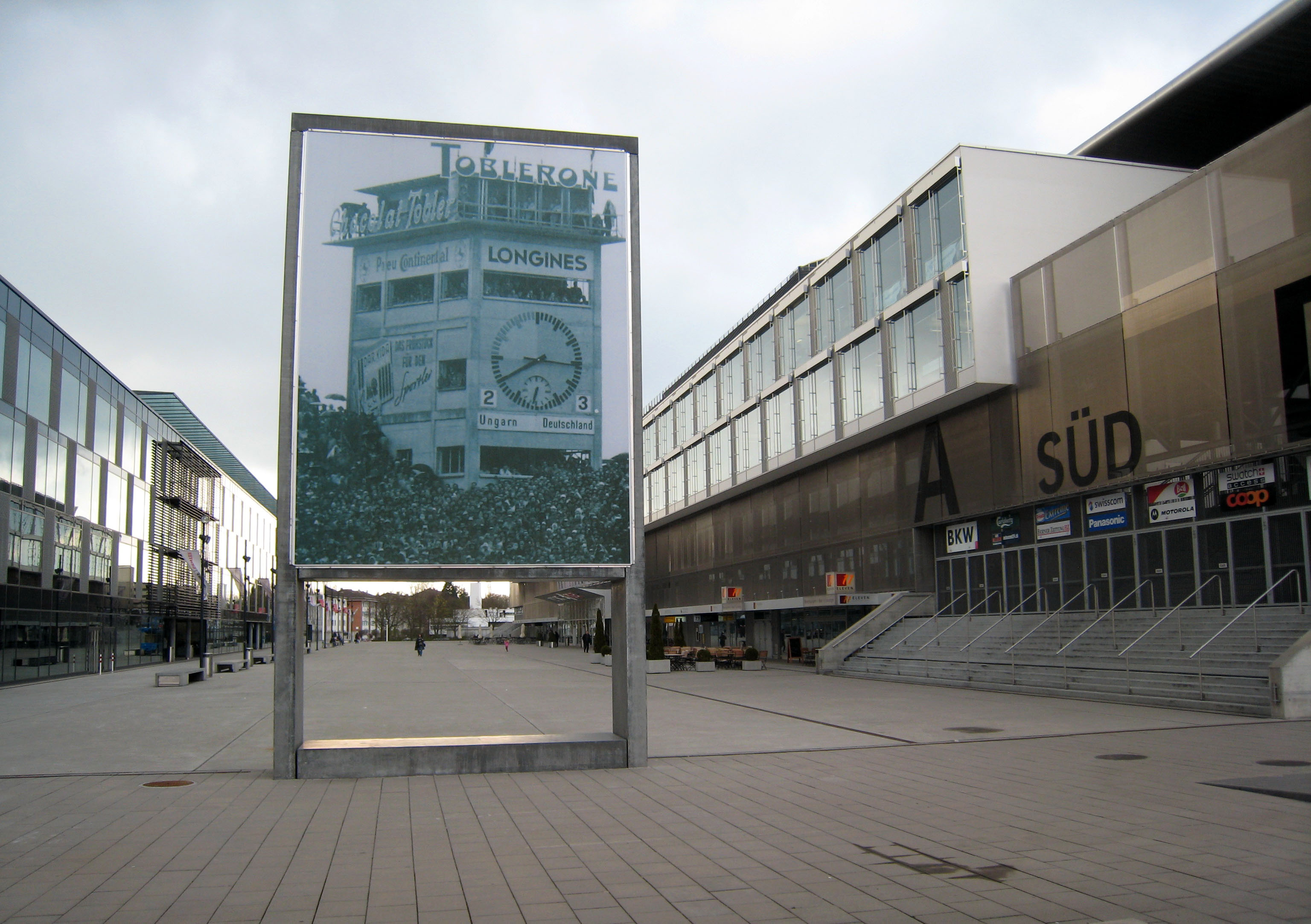
Fotografía de la final de 1954 instalada frente al sucesor del Estadio Wankdorf, el Stade de Suisse.

Bajo la conducción técnica del legendario y visionario Sepp Herberger –quien ya había tenido un primer ciclo entre 1936 y 1942–, el equipo alemán regresó al máximo escenario del fútbol internacional durante la Copa Mundial de Fútbol de 1954 en Suiza, luego del veto impuesto por la FIFA para la participación en la Copa Mundial de Fútbol de 1950 debido a los hechos de la Segunda Guerra Mundial. En la primera fase, fue asignada en el grupo B, en el primer partido se impuso 4-1 a Turquía, pero en el segundo recibió una goleada de 8-3 por parte del equipo de oro, la Hungría de Ferenc Puskás y Sandor Kocsis. Tras este tropiezo tuvo que repetir el partido contra Turquía, quien no fue rival como en el primer compromiso y le encajó un 7-2, así se clasificó a la segunda fase como segunda del grupo. En cuartos de final superaron a Yugoslavia por 2-0, mientras que en semifinales golearon 6-1 a Austria.

Ficha técnica del partido de la final.

Los alemanes disputarían su primera final con Fritz Walter como capitán. Aquella final, conocida también como el «Milagro de Berna», fue disputada en el Wankdorfstadion de Berna ante 60,000 espectadores que colmaron las gradas. Se le denominó «milagro» porque la selección húngara, considerada en la época como la mejor selección mundial —acaso la mejor de la historia—, partía como gran favorita. Los húngaros bautizados como el «Equipo de oro» o «Magiares mágicos» por sus grandes éxitos olímpicos,, serían pues los rivales de los germanos. Los húngaros, además de llegar con una racha acumulada de 33 partidos sin perder, habían derrotado previamente a los alemanes en el partido de la fase de grupos por un contundente 8-3, dando muestras de su superioridad.
La lluvia fue protagonista del partido, ya que dificultó el juego de ambos equipos, pero esta condición climática favorecía el juego del germano. Hungría tomó la ventaja con dos goles en apenas ocho minutos de juego. Ferenc Puskás abrió la cuenta a los seis minutos, y al minuto ocho, Zoltán Czibor ponía el marcador 0-2. Sin embargo, los magiares se relajaron y el equipo de Alemania Federal lograba empatar con una rapidez. Al minuto 10, Max Morlock anotaba el 1-2 y ocho minutos más tarde, Helmut Rahn igualaba el marcador. En el segundo tiempo fue figura el arquero alemán Toni Turek, parando varias ocasiones de gol de Hungría. Puskás comenzaba a cojear, fruto del golpe sufrido contra los alemanes en el primer tiempo. Faltaban seis minutos para el pitido final cuando Helmut Rahn marcaba el que sería el definitivo 3-2, que le daba una inesperada ventaja a los teutones. A tres minutos del final, Puskás conseguía el empate, pero el juez de línea Benjamin Griffiths anulaba el tanto por fuera de juego, en una polémica decisión. El árbitro inglés William Ling decretaba el final del partido, y la selección de Alemania Federal lograba así su primer título en la historia de los mundiales.
Este partido tuvo una trascendencia enorme en el país porque marcaba el renacimiento de Alemania a la vez que fue una inyección enorme de moral para una nación devastada por la guerra. En lo futbolístico, el «Milagro de Berna» marcaría un antes y un después en el derrotero del fútbol germano. Desde entonces, Alemania no ha fallado ninguna cita mundialista y no abandonaría la primera línea en el fútbol internacional. Mención aparte merece la figura del gran capitán Fritz Walter, considerado por la FIFA como uno de los más grandes de todos los tiempos, leyenda del fútbol alemán y su primer ídolo. Él más que nadie simbolizaría la «garra» del fútbol germano que tantas veces aparecería en la historia de los mundiales.

#### Del Mundial de Suecia 1958 al Mundial de México 1970
Alemania se clasificó como segunda del grupo 4 para el Mundial de 1958 en Suecia al acabar por debajo de la selección neerlandesa, y por encima de la selección finlandesa y la selección galesa. Con tres triunfos y mismo número de empates.
En el sorteo, le fue designado el grupo A, que compartió con las selecciones de Argentina, Checoslovaquia e Irlanda del Norte. Como vigentes campeones, en el primer partido se impusieron 3-1 al equipo argentino, celebrado el 8 de junio en el Malmö Stadion. Posteriormente alcanzaron un empate frente a los checoslovacos luego de estar abajo 2-0. En el último, también igualó 2-2 ante los norirlandeses, clasificaron primeros de su grupo.
El 19 de junio de 1958 en cuartos de final, nuevamente tuvieron como sede el Malmö Stadion. Helmut Rahn en el minuto 12 marcó el gol de la clasificación a semifinales frente a Yugoslavia.
El 24 de junio de 1958, en el Estadio Ullevi de Gotemburgo, sucumbieron 1-3 ante el organizador, la selección sueca. En la semifinal, Alemania comenzó ganando con gol de Hans Schäfer al 24, pero los locales empataron al 32 y en el segundo tiempo sepultaron al conjunto de Herberger.
Cuatro días después en la misma sede del partido anterior, la selección fue goleada en el partido por el tercer lugar por la escuadra francesa por 3-6. Para los germanos Rahn, Cieslarczyk y Schäfer; mientras que para los «galos», Just Fontaine marcó cuatro, en tanto Kopa y Douis complementaron el marcador. Alemania Occidental no logró refrendar su título, aun así Sepp Herberger se mantuvo como seleccionador.
Alemania participó en el Mundial de Chile 1962 tras quedar primera del Grupo 3 de la Clasificación UEFA, en donde se enfrentó a las selecciones griega y norirlandesa. Quedó encuadrada en el grupo B con la anfitriona selección chilena, la selección italiana y la selección suiza.
En la primera ronda, se clasificó como primera tras empatar frente a Italia y lograr triunfos ante Suiza por 2-1 y ante Chile por 2-0; ya en cuartos de final, la selección yugoslava vengó su eliminación del mundial pasado en la misma fase y por el mismo marcador de 1-0.
A partir de 1964 Helmut Schön, quien fuera asistente de Herberger, asumió el cargo de seleccionador para el siguiente mundial. Los alemanes superaron con éxito el grupo 2 de la clasificación de la UEFA, compartido con la selecciones de Suecia y Chipre. En la fase final del Mundial de Inglaterra quedó instalada en el grupo 2 junto a los selectivos de Argentina, España y Suiza.
La participación del equipo alemán occidental inició el 12 de julio, en el Estadio Hillsborough de Sheffield, con una goleada sobre la selección suiza por 5-0, con un tanto de Held, dobletes de Helmut Haller al 20 y al 77 de penal, y de Franz Beckenbauer al 39 y al 52. Aquel resultado dio luces de la nueva generación alemana que más tarde tendría una generación en la siguiente década.
En el segundo encuentro del grupo, fue disputado el 16 de julio dentro de Villa Park de Birmingham, ante la selección argentina, ambos conjuntos sellaron el empate, el cual les resultó benéfico más tarde.
En el último choque, vencieron a la selección española por 2-1, los ibéricos abrieron el marcador con gol de Josep Maria Fusté al 22. Pese a ello, la escuadra nacional dio vio vuelta al partido con anotaciones de Lothar Emmerich en el minuto 38, y casi al finalizar el encuentro, en el minuto 84, Uwe Seeler sentenció el partido y le cedió el primer lugar del grupo a su equipo.
Uno de los cuartos de final más brillantes, se dio cita el 23 de julio en el Estadio Hillsborough, la selección uruguaya se emparejó ante los europeos. Un Helmut Haller con un doblete incluido (11 y 38), y los tantos de Beckenbauer en el minuto 70 y de Uwe Seeler al 75, incrementaron las posibilidades teutonas de consagrarse tras exponer en el encuentro duramente al cuadro sudamericano.
En contraste con el enfrentamiento anterior, la semifinal ante la selección soviética fue muy equilibrado, y se definió gracias a la puntería de Haller y Beckenbauer, un efectivo 2-1 clasificó a Alemania Federal a la final doce años después del primer título ante los húngaros.
El compromiso decisivo se suscitó el 30 de julio, ante la anfitriona selección inglesa, con el estadio de Wembley como sede ante 96,924 espectadores. Helmut Haller abrió el marcador al minuto 12, sin embargo en el minuto 18 los ingleses respondieron con gol de Geoff Hurst. Martin Peters al 78 por los locales y Wolfgang Weber al 89 por Alemania Occidental sellaron el empate parcial; por ello en tiempos extra un polémico gol de Hurst fue validado por el juez al 101, más nunca se pudo determinar si el esférico pegó en el travesaño y botó en el césped antes de que el esférico volviera al terreno de juego, o si ingreso completamente en la portería. Hurst sentenció el campeonato al 120 para finalizar 4-2, Inglaterra ganó su primera y única copa hasta el momento y Hurst se convirtió en el primer futbolista en la historia de los mundiales que marca hattrick en una final.

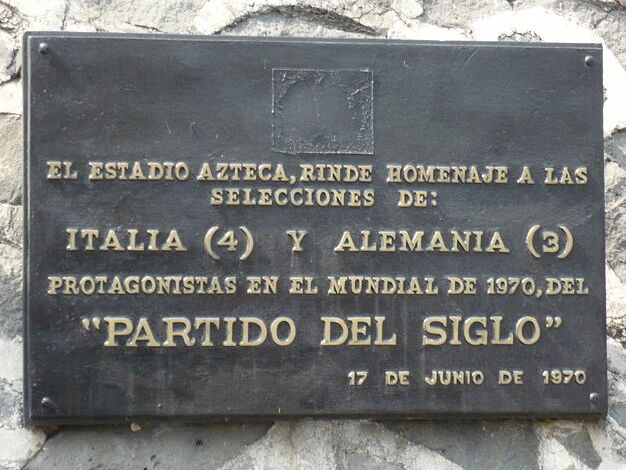
Placa conmemorativa en el Estadio Azteca.

En la fase clasificatoria para el Mundial de México 1970, el equipo quedó encuadrado en el Grupo 7 junto a las selecciones austriaca, chipriota y escocesa. Así pues, consiguió su plaza mundialista venciendo 3-2 a Escocia en Hamburgo.
Alemania conquistó el grupo 4, donde se encontraban la selección búlgara, la selección marroquí y la selección peruana, además jugaría contra esos rivales en el Estadio Nou Camp de León. Ganó el primer partido 2-1 a Marruecos, venció 5-2 a Bulgaria y se impuso a 3-1 a los sudamericanos. Con la totalidad de triunfos se clasificó a la siguiente fase como una de los selectivos favoritos.
El duelo de la final anterior se repitió en los cuartos de final, en aquella ocasión los germanos saldaron cuentas contras los «Pross». Los ingleses se adelantaron 2-0 en el marcador con los tantos Alan Mullery al 31 y del anotador en la final pasada Martin Peters al 49. En una histórica tarde, el selectivo germano con Franz Beckenbauer (68), Uwe Seeler (82) y Gerd Müller (108) le dieron vuelta al partido en la prórroga, logrando conjuntamente el pase a semifinales.
La semifinal que protagonizaron junto con los italianos el 17 de junio de 1970 en el Estadio Azteca, pasó a integrar la leyenda del fútbol y es conocida también como «El Partido del Siglo». En aquel partido histórico de volteretas, los italianos se llevaron el encuentro. El italiano Roberto Boninsegna marcó el primer gol de partido en el minuto 8, sin embargo casi por cumplir el tiempo, en el minuto 90 el defensa Karl-Heinz Schnellinger empató para Alemania. La prórroga fue la única en la historia en que se marcaron cinco tantos, en dicho duelo Franz Beckenbauer se lesionó el brazo pero continuó dentro del terreno. Gerd Müller en el minuto 94 adelantó a la escuadra alemana. Sin embargo, el marcador se volvió a dar la vuelta, esta vez a favor de Italia, ya que Tarcisio Burgnich en el minuto 98 y Luigi Riva en el minuto 104 ponían el 3-2. Nuevamente se emparejó el partido con Gerd Müller al 110, pero un minuto después el gol decisivo lo marcó el italiano Gianni Rivera tras asistencia de Boninsegna, el marcador finalizó 4-3.
Como consuelo, la «Mannschaft» consiguió el tercer puesto de la competencia venciendo por la mínima a la selección charrúa gracias al tanto de Wolfgang Overath en el minuto 26.
La descollante actuación del «bombardero» Gerd Müller en la justa mexicana, Bota de Oro del Mundial con 10 goles, le valió el Balón de Oro France Football 1970, el primero que consiguiera un futbolista alemán. Sin embargo, el jugador insignia de esta época fue el querido Uwe Seeler, uno de los mayores iconos del fútbol germano, capitán honorífico de la selección alemana y que comparte con Pelé y con el también alemán Miroslav Klose, máximo artillero en la historia de la competición, el honor de ser el único jugador en haber marcado en cuatro ediciones de la Copa del Mundo: 1958 (2 goles), 1962 (2 goles), 1966 (2 goles) y 1970 (3 goles).
Tras no disputar las primeras ediciones del recientemente creado Campeonato de Europa de Naciones,, Alemania demostraría finalmente su poderío en la máxima competición europea que sería el comienzo de la época más gloriosa de la historia de la selección.

#### Época dorada (1972-1980)

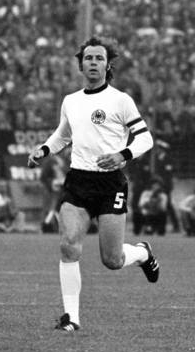
Franz Beckenbauer, capitán de la selección alemana campeona en Alemania 1974.

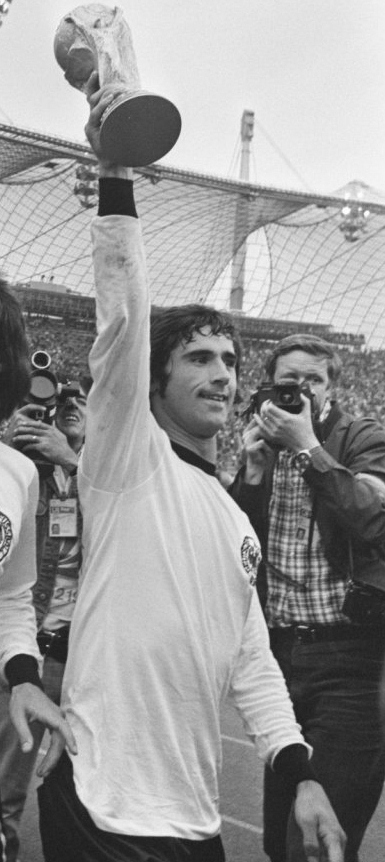
Gerd Müller alzando el trofeo de la Copa Mundial de Fútbol de 1974.

Este período de dominación alemana también coincidió con la época de gloria de sus clubes en el Viejo Continente, cuando Bayern de Múnich y posteriormente Borussia Mönchengladbach eran protagonistas de las Copas de Europa.
Para la clasificación de la Euro de 1972, Alemania Occidental ganó el grupo 8 de forma invicta ante Albania, Polonia y Turquía, sumando 10 puntos, con 4 triunfos y 2 empates. En la siguiente ronda de la eliminatoria, se disputó una liguilla contra la selección de Inglaterra para definir el clasificado a la fase final. El primer partido fue un 3-1 a favor de los alemanes en el estadio de Wembley de Londres, celebrado el 29 de abril de 1972. En el Estadio Olímpico de Berlín fue un empate favorable a los teutones, quienes lograron su primera clasificación a una fase final de una Euro el 13 de mayo, con marcador global de 3-1.
Bajo el mando de Helmut Schön, los alemanes dieron muestras de su nivel futbolístico en la fase final, celebrada en Bélgica. El 14 de junio, en el Bosuilstadion de Amberes, se impusieron en semifinal por 2-1 a la anfitriona selección belga con doblete de Gerd Müller.
Ya en la final, celebrada el 18 de junio en el Heysel Stadium de Bruselas, la escuadra, con dos tantos de Gerd Müller y uno de Herbert Wimmer derrotó por 3-0 a la Unión Soviética, selección en ese entonces protagonista de los torneos europeos. Alemania Occidental logró conquistar por primera vez en su historia la Eurocopa, y Müller fue el goleador del torneo con cuatro anotaciones.
La «Mannschaft» se presentó como la segunda selección favorita —después de la neerlandesa— para ganar la Copa Mundial de Fútbol de 1974, pues era la vigente campeona de Europa y organizadora del evento. Alemania Occidental dentro del grupo A, venció 1-0 a Chile en su primer partido con gol de Paul Breitner al minuto 18. En el segundo duelo, con anotaciones de Overath, Cullmann y Müller venció contundentemente por 3-0 a Australia. En el tercer encuentro perdió 1-0 ante su contraparte, Alemania Democrática, cuando Jürgen Sparwasser anotó cerca del final, por lo tanto el segundo puesto de grupo clasificó a los de occidente a la segunda ronda.
En la segunda fase quedó en el grupo 2. En su primer encuentro, que fue disputado el 24 de junio en el Rheinstadion de Düsseldorf venció sin complicaciones por 2-0 a Yugoslavia con Breitner y Müller como anotadores.
Después en el mismo escenario se impusieron por 4-2 a Suecia con goles de Wolfgang Overath (51), Bonhof (52), Grabowski (76) y Hoeness (89 de penal).
En el último choque del grupo, venció 1-0 a Polonia con gol Gerd Müller en el minuto 76. El compromiso fue disputado el 3 de julio en el Waldstadion de Fráncfort y significó para los germanos el boleto a la final.

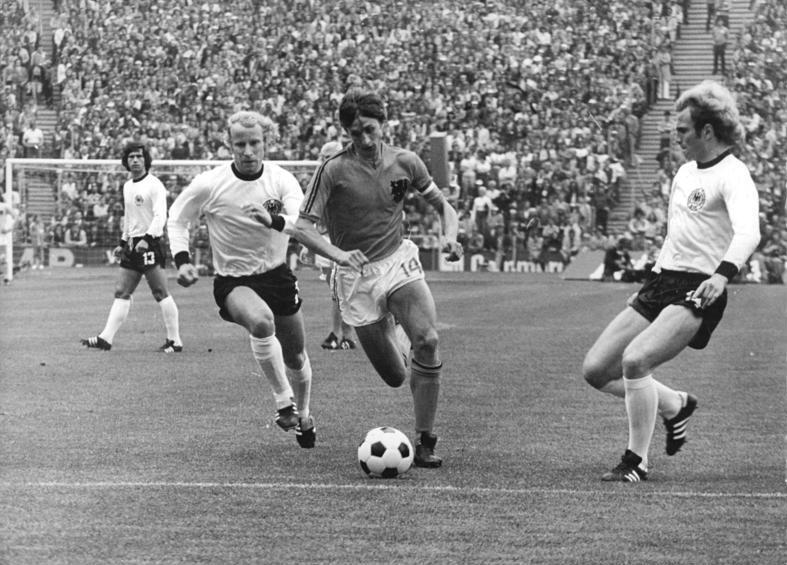
Final de la Copa Mundial de 1974, en Múnich (Olympiastadion).

En la final, Alemania se enfrentó a la selección neerlandesa el 7 de julio en el estadio Olímpico de Múnich, donde se reunieron 75 200 espectadores. El partido comenzó con gol de los neerlandeses de penalti convertido por Johan Neeskens al minuto 2 sin que los alemanes tocaran el balón. Luego de 25 minutos, Paul Breitner empató el encuentro para Alemania por la misma vía y después, al minuto 43, Gerd Müller logró el gol de la victoria, consiguiendo así la escuadra local su segundo título mundial. Alemania Occidental se convirtió en el primer seleccionado en levantar la nueva versión del Trofeo de la Copa Mundial de Fútbol. Se habían presentado 54 proyectos para el nuevo trofeo y se eligió el diseño del italiano Silvio Gazzaniga, de oro macizo, cinco kilos de peso y base de malaquita, ya que la Copa Jules Rimet había sido concedida a perpetuidad a Brasil en el torneo anterior.
En la Eurocopa 1976 celebrada en Yugoslavia, no pudieron refrendar su título conseguido cuatro años antes. La fase final comenzó en semifinales, Alemania Federal remontó un 2-0 adverso ante la anfitriona Yugoslavia, Dieter Müller con triplete y Heinz Flohe marcaron los tantos para el 4-2. Así Alemania alcanzó su tercera final consecutiva, tras la Eurocopa de 1972 y el Mundial de 1974.
En la final del certamen, alcanzó a empatar un 2-0 en contra ante Checoslovaquia, con goles de Dieter Müller y Bernd Hölzenbein, quien emparejó el marcador en el minuto 90. El partido fue muy equilibrado por lo que prosiguió a la prórroga y después a penales, donde el futbolista alemán Uli Hoeneß erró su tiro. En aquella tanda de penales histórica, el checoslovaco Antonín Panenka sorprendió al mundo inventando una elegante forma de cobrar un penal, que consistió en golpear el balón con la punta de la bota la parte inferior de la pelota, introduciendo el balón por el medio de la portería, este penalti le dio el título a su país.
Como vigente campeona, Alemania Federal se clasificó automáticamente al Mundial de Argentina 1978. Quedó integrada en el grupo 2 junto con los equipos de México, Polonia y Túnez. El primer partido fue celebrado el 1 de junio, en el Estadio Monumental, y empató sin goles con Polonia. Cinco días después goleó 6-0 a los mexicanos en el Estadio Olímpico de Córdoba con anotaciones de Dieter Müller, Hansi Müller, y dos tantos de Rummenigge y de Flohe. En el último compromiso logró calificar a la segunda fase tras empatar nuevamente 0-0, esta vez ante los tunecinos.
En la siguiente fase disputó sus choques en el Olímpico de Córdoba, comenzó con un empate a cero ante la selección italiana, luego por tercera ocasión en la copa volvió a negociar un empate ante los Países Bajos. Y en el último duelo fue vencida por la selección austriaca por 3-2, finalizando su participación sin poder refrendar su campeonato. Dicho fracaso terminó con el ciclo de Helmut Schön como entrenador.
Jupp Derwall asumió el puesto de seleccionador después de la eliminación en segunda fase del Mundial de 1978. Alemania Federal clasificó a la fase final de la Eurocopa de 1980 sin complicaciones, donde quedó integrada en el grupo 7 junto a las selecciones de Gales, Malta y Turquía. Finalizó invicta la fase clasificatoria con 4 victorias y 2 empates; además con 17 goles anotados y solo uno recibido.
En el torneo de Italia fue asignada en el grupo A, en el primer duelo debutó con triunfo por la mínima ante Checoslovaquia con gol de Karl-Heinz Rummenigge en el minuto 57. En el segundo compromiso lograron avanzar a la final después de triunfar por 3-2, Klaus Allofs marcó triplete ante la selección de Países Bajos. Mientras que en el último partido empató sin goles con Grecia. El 22 de junio de 1980, Alemania ganó su segunda Eurocopa derrotando en la final a Bélgica por 2-1 en el Stadio Olimpico. Horst Hrubesch fue la figura del partido al haber anotado los dos goles.

#### La sequía de títulos (1980-1990)
En la fase de clasificación para el mundial de 1982 compartió el grupo 1 con sus similares de Albania, Austria, Bulgaria y Finlandia. Con una totalidad de 8 triunfos, 33 goles anotados y solo tres encajados clasificó al Mundial de España 1982 con grandes expectativas.
Ya en España le fue asignado mediante el sorteo el grupo B, junto con las selecciones argelina, austriaca y chilena. En dicha fase de grupos le fue asignada como sede de sus partidos El Molinón de Gijón. El primer encuentro celebrado lo perdió 1-2 ante Argelia. Después superaron con autoridad por 4-1 a Chile, con triplete de Karl-Heinz Rummenigge (9, 57 y 66) y otro tanto de Uwe Reinders en el minuto 88.
En el último partido, Alemania requería del triunfo para avanzar a la segunda fase, mientras que su rival en turno, Austria, ya había clasificado ganando sus encuentros; el 25 de junio se vivió uno de los partidos más polémicos de la historia de los mundiales, el duelo se saldó con un 1-0 favorable a los alemanes, con gol tempranero de Horst Hrubesch al minuto 10. El resultado benefició a los alemanes y austriacos, y perjudicó directamente a los argelinos.
En la segunda fase fue encuadrada en el grupo 2 y además le fue asignada el estadio Santiago Bernabéu como sede, donde se impusieron 2-1 a la anfitriona España con goles de Pierre Littbarski y Klaus Fischer. Luego empataron sin goles contra Inglaterra, sellando así su pase a semifinales.
El 8 de julio, las semifinal fue albergada por el Estadio Ramón Sánchez Pizjuán de Sevilla, se vivió un histórico 3-3 entre Francia y Alemania Occidental. Littbarski anotó el 1-0 al 17, pero al 26 Michel Platini convirtió el empate por la vía penal. Ya cuando se llegó a tiempos extra, los franceses Trésor y Giresse le dieron la ventaja de 3-1 a su país. Sin embargo en los siguientes minutos, los alemanes con goles Rummenigge y Fischer alcanzaron a empatar el partido de forma agónica. Al finalizar los 120 minutos, por primera vez en la historia, un encuentro se definiría desde el punto penal; en la tanda de penales, los alemanes se llevaron el boleto a la final con un penal errado de Stielike, mientras que los galos fallaron dos de sus tiros, uno de ellos de Platini.
Ya en la final, que se celebró el 11 de julio en el Santiago Bernabéu, Alemania Occidental perdió 1-3 ante la «Squadra azzurra» de Paolo Rossi (quien anotó un gol).
Jupp Derwall siguió como seleccionador y clasificaría al equipo alemán para la Eurocopa de 1984 en Francia. En la fase de clasificación, estuvo en el grupo 6, donde se enfrentó a la selección albanesa, la selección austriaca, la selección norirlandesa y la selección turca. Con empate de 11 puntos frente a Irlanda del Norte, logró su participación en Francia, gracias a su mayor diferencia de goles.
En su primera Eurocopa tras el subcampeonato del mundo, estuvo dentro del grupo 2 con la selección española, la selección portuguesa y la selección rumana.
Los teutones comenzaron el torneo con un empate por 0-0 frente a Portugal. Con el triunfo de 2-1 sobre Rumania recompusieron el camino, Rudi Völler fue el autor de los dos tantos. Finalmente cayeron 0-1 frente a España con gol en el minuto 90 de Antonio Maceda. Alemania Federal quedaba finalmente tercera de grupo, por lo que no se clasificaría para disputar las semifinales.
También sucumbió en la segunda final de 1986 2-3 ante la Argentina de Maradona. y sus lugartenientes. Curiosamente los alemanes volvieron a ser verdugos de los franceses en semifinales, aunque se impusieron esta vez en el tiempo reglamentario (2-0).
Con Franz Beckenbauer en el banquillo, en 1988 por primera vez albergaron la Eurocopa, así que sin disputar las eliminatorias europeas confirmaron su participación dos años antes. El sorteo de la fase final determinó que el equipo fue designado al grupo A con antelación por ser el país anfitrión. Compartió su grupo con Dinamarca, España e Italia. Casualmente el «grupo de la muerte» de aquel torneo europeo. En el inicio la selección alemana empató 1-1 con la selección italiana, la escuadra «azzurra» marcó el 1-0 al 52 de Roberto Mancini, aunque rápidamente el cuadro local empató al 55 por conducto de Andreas Brehme. En el segundo partido se impusieron 2:0 a Dinamarca con anotaciones de Jürgen Klinsmann (10) y Olaf Thon (85); y posteriormente también doblegaron a España 2-0 con doblete de Rudi Völler en los minutos 29 y 51. De esa manera logró avanzar a la semifinal como líder de su grupo con 5 puntos; sin embargo los planes de los germanos de obtener el título en casa, se vieron frustrados gracias a la selección neerlandesa, liderada por Marco van Basten, quien fue figura de la derrota teutona por 1-2.
Estos años fueron dominados, entre otras, por las figuras estelares de Karl Heinz Rummenigge (doble Balón de Oro France Football en 1980 y 1981) y en una menor medida por Lothar Matthäus, quien se ilustraría en la década siguiente, concretamente en el Mundial de 1990.

#### Tricampeonato en el Mundial de Italia 1990

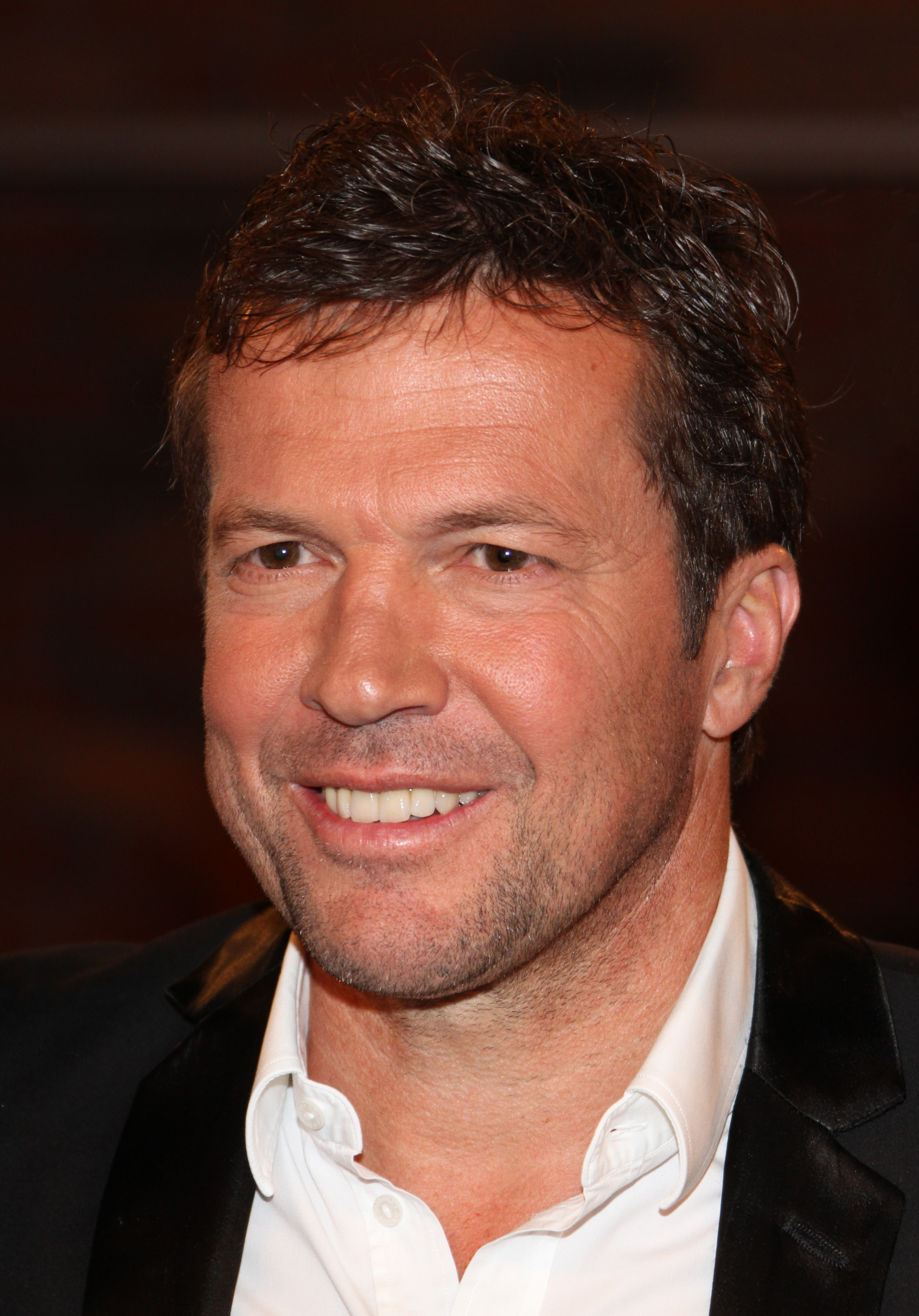
Lothar Matthäus, capitán de la selección campeona en 1990.

Alemania clasificó al vencer a Gales 2-1 con gol de Thomas Häßler.
Alemania compitió por su tercer título en el Mundial de Italia 1990. En la primera fase del campeonato, quedó integrada en el Grupo D junto a la selección colombiana, la selección emirati y la selección yugoslava.
En su primer choque, venció por 4-1 a Yugoslavia con doblete de Lothar Matthäus, y una anotación de Rudi Völler y Jürgen Klinsmann. En el segundo, ante Emiratos Árabes Unidos también consiguió un favorable 5-1 con doblete de Völler, mientras Matthäus, Klinsmann y Bein marcaron los goles complementarios. En el último partido ya clasificada, ante Colombia, consiguió un empate 1-1 con un gol tardío de Pierre Littbarski al 88, mientras que los sudamericanos igualaron en tiempo de compensación con una jugada de Freddy Rincón. Así el combinado nacional acabó como campeón de grupo.
En la segunda fase enfrentaron a rivales de jerarquía. Los octavos de final contra la selección neerlandesa, se celebraron el 24 de junio. Un encuentro que se resolvió por un ajustado 2-1, gracias a los goles de Klinsmann al minuto 51 y Andreas Brehme al 82'; por parte de la «naranja mecánica», Ronald Koeman descontó al minuto 89 de penalti.
El 1 de julio, disputó los cuartos de final en el Stadio Giuseppe Meazza contra la selección checoslovaca. Alemania Occidental ganó por 1-0 por la vía de penal de Lothar Matthäus en el minuto 25, alcanzando una vez más la fase de semifinales. Cabe señalar que los checoslovacos disputaron su último encuentro mundialista antes de su desintegración en 1992.

Ficha técnica del encuentro de la final.

En la semifinal del 4 de julio, en el Stadio delle Alpi de Turín, la escuadra se encontró con la selección inglesa, Brehme marcó el primero al 60, mientras que diez minutos antes de finalizar el juego el inglés Gary Lineker empató el marcador y el partido se alargó a la prórroga. Después de 120 minutos, la tanda de penales se definió con todos los tiros acertados por parte de los alemanes y dos fallos de los ingleses Pearce y Waddle. Así, Alemania Occidental avanzó a su tercera final consecutiva después de 1982 y 1986.
El torneo terminaría con una final disputada en el Estadio Olímpico de Roma entre alemanes y argentinos nuevamente, por lo que —por primera vez en la historia se repetía una final de forma consecutiva—.
Los dos conjuntos contaron con sus oportunidades, pero con cierto dominio de la «Mannschaft». El partido estuvo caracterizado por errores arbitrales del colegiado uruguayo nacionalizado mexicano Edgardo Codesal, sumado a la expulsión de dos jugadores de la «Albiceleste» y la agresión voluntaria de Diego Armando Maradona a un jugador alemán.
Un solitario gol, producto de un polémico penalti convertido por Andreas Brehme en el minuto 87, cinco minutos antes del silbatazo final que se dio a los dos minutos de compensación le daría la tercera copa mundial a la escuadra de Alemania Occidental. Diez años después de su haber ganado su última Eurocopa, se coronaba nuevamente en el país transalpino y algunos meses antes de que se concretara el proceso de reunificación de dicho país.
A nivel de distinciones individuales, el mencionado Lothar Matthäus, capitán de la selección campeona del mundo, se hizo con el prestigioso Balón de Oro France Football en 1990 y con la primera edición del Jugador Mundial de la FIFA en 1991. Otro logró que cosecharon los alemanes fue que el histórico exfutbolista Franz Beckenbauer quien fuera campeón mundial en 1974, logró ahora el título mundial como entrenador.

### Primeras competiciones como Alemania reunificada (1992-1999)
Tras coronarse campeona mundial en Italia, los alemanes se mantuvieron en la cima del éxito, en la Eurocopa 1992 luego de eliminar a la anfitriona Suecia 3-2 en semifinales, alcanzaron la final. Pero en el encuentro decisivo fue vencida por Dinamarca con un 2-0.
En agosto de 1993, se convirtió en la primera selección en ocupar el primer puesto del Clasificación mundial de la FIFA, que fue instaurada por la FIFA para medir el rendimiento y jerarquía de todos los selectivos nacionales del mundo asociados a dicha organización.

#### Mundial de Estados Unidos 1994
Llegaron como favoritos a su propia sucesión al Mundial de 1994 en los Estados Unidos pero fueron eliminados del torneo en cuartos de final por la Bulgaria de Hristo Stoichkov por 1-2.

#### Triunfo en la Eurocopa de Inglaterra 1996
En 1996, siendo Berti Vogts el seleccionador y con motivo de la Eurocopa de Inglaterra, Alemania se clasificó tras finalizar primero del grupo 7 la eliminatoria, imponiéndose a Bulgaria por tres puntos encima. En la fase final le fue asignado el grupo C, junto con Italia, República Checa y Rusia. En el primer encuentro venció a la selección checa por 2-0 con goles de Christian Ziege y Andreas Möller. En el segundo encuentro se impusieron a Rusia por 3-0 con una destacada participación de Jürgen Klinsmann, quien marcó doblete y Matthias Sammer. En el último compromiso del grupo, empató sin anotaciones con Italia, así terminaron como primeros del grupo.
En cuartos de final se impusieron 2-1 a Croacia, en el cual nuevamente Klinsmann y Sammer marcaron los tantos para el triunfo germano, mientras que el croata Davor Šuker marcó el descuento para su equipo.
En semifinales eliminaron a la selección anfitriona, Inglaterra, luego de empatar el partido que iniciaron abajo en el marcador con gol a los tres minutos de Alan Shearer, Stefan Kuntz empató al minuto 16. El partido prosiguió a la prórroga y enseguida a los penales, los ingleses erraron en muerte súbita un tiro de Gareth Southgate, mientras que los alemanes con el penal de Möller acertaron todos sus tiros y avanzaron a la final.
La final de fue disputada el 30 de junio, en el Estadio de Wembley. Alemania enfrentó nuevamente a la selección checa como en la final de 1976 y tras el primer encuentro en la primera fase. En la primera parte los dos selectivos se mantuvieron equilibrados, pero en la segunda parte República Checa marcó un gol de penalti de Patrik Berger en el 59. Sin embargo los alemanes reaccionaron al ingresar de cambio a Oliver Bierhoff, en el minuto 73 Bierfhoff consiguió el gol del empate; y ya en la prórroga el mismo Bierhoff marcó el gol de oro para Alemania en el minuto 95. La invicta selección de Alemania se coronó así por tercera vez como campeona de la Eurocopa tras la edición de 1980, obteniendo revancha ante los checos y rompiendo una sequía de dieciséis años sin ganarla.
Matthias Sammer, fue reconocido como el futbolista del torneo e incluso obtuvo el reconocimiento internacional de la prensa al ganar el Balón de Oro 1996.

#### Mundial de Francia 1998
Durante el Mundial de Francia 1998, los alemanes fueron eliminados nuevamente en cuartos de final, esta vez a manos de Croacia, que se cobró la revancha de 1996 –pues habían sido eliminados por los germanos en cuartos de la Eurocopa de 1996– endosándole un humillante 3-0 a la «Mannschaft». Fue el último partido en Copas del Mundo de toda una generación de exitosos jugadores alemanes encabezados por Lothar Matthäus quien se despidió con el récord de partidos disputados en los mundiales (25) y también el récord de ser legendario (compartido con el arquero mexicano Antonio Carbajal y el arquero italiano Gianluigi Buffon) de participaciones a los mundiales (5).
Participó por primera vez en la joven Copa Confederaciones en la edición de México 1999. Fue encuadrada en el grupo B, la selección quedó fuera en la primera fase después de ganarle a la selección neozelandesa con resultado de 2-0; y ser vencida por 0-4 por Brasil y 0-2 por Estados Unidos.

### Años 2000

#### Eurocopa 2000
Para la Eurocopa de 2000 celebrada en Bélgica y en Países Bajos, Alemania logró su clasificación en el grupo 3 de la UEFA donde tuvo como rivales a la selección turca, la selección finlandesa, y las débiles representantes selección norirlandesa y selección moldava. Fue la selección que más puntos acumuló, un total de 19, sumando 6 victorias, un empate y una derrota, con 20 goles a favor, y tan solo 4 en contra.
Quedó encuadrada en el grupo A junto con Inglaterra, Portugal y Rumania. En el Stade Maurice Dufrasne de Lieja (Bélgica) logró un empate 1-1 ante la selección rumana en el primer partido. En el segundo encuentro, disputado en el Stade du Pays de Charleroi, cayó 0-1 ante la escuadra inglesa; y en el último, disputado en el Stadion Feijenoord de Róterdam, perdió de forma humillante por 0-3 ante la suplente selección portuguesa.
Así se consumó la peor participación alemana en las Eurocopas junto con la del torneo de 2004, pues por primera vez en su historia quedó eliminada en la ronda de grupos de una fase final. Inmediatamente el seleccionador Erich Ribbeck renunció el 21 de junio. El 3 de julio fue sustituido por el exfutbolista Rudi Völler.

#### Mundial de Corea y Japón 2002
Alemania estuvo encuadrada en el grupo 9 de las eliminatorias, en busca de la clasificación para el primer Mundial celebrado en Asia que también fue el primero coorganizado por dos países; Japón y Corea del Sur. Este grupo deparó un doble enfrentamiento, muy especial por la enconada rivalidad, contra Inglaterra. Sus otros rivales fueron Finlandia, Grecia y Albania. Alemania tuvo que acudir a la repesca para poder disputar el Mundial. Esto sucedió por una serie de resultados adversos, como los empates (2-2 y 0-0) concedidos frente a Finlandia y sobre todo una derrota abultada ante Inglaterra por 1-5 en Múnich. No obstante, en la repesca, venció a Ucrania con un resultado global de 5-2.

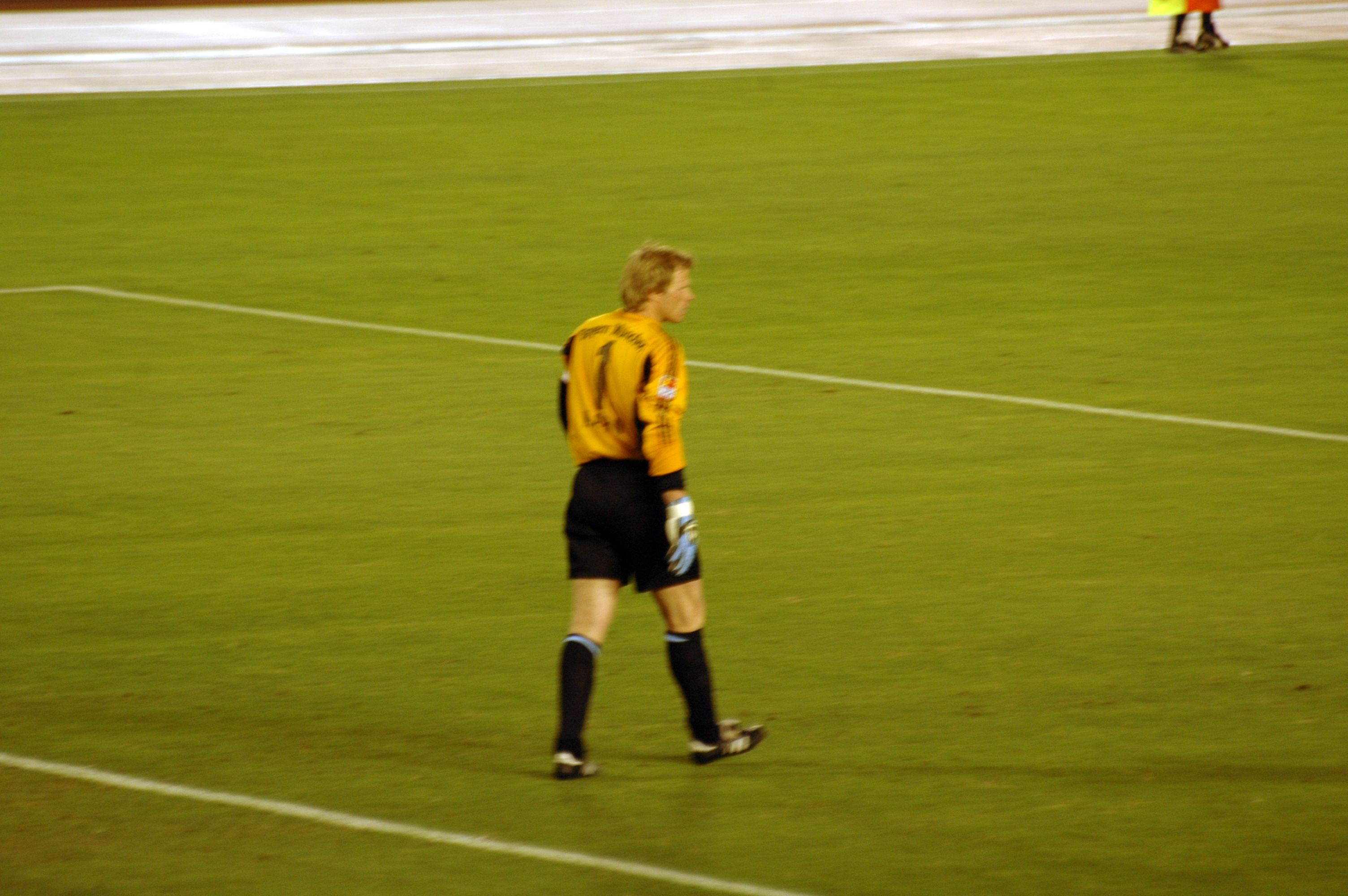
Oliver Kahn, elegido el mejor jugador y guardameta de la Copa Mundial de 2002, primero en su posición que logró ganar el Balón de Oro del Mundial.

En la fase de grupos del mundial, Alemania estuvo encuadrada en el grupo E junto a sus pares de Irlanda, Camerún y Arabia Saudí. Sus tres encuentros los disputó en suelo japonés. Debutó el 1 de junio en el Sapporo Dome, frente a los saudíes, rival contra el que se saldó con la mayor goleada de los germanos en cualquier cita mundialista, ya que les venció por 8-0. La «abultada victoria teutona» llegó a través del triplete de Miroslav Klose y los goles de Michael Ballack, Carsten Jancker, Thomas Linke, Oliver Bierhoff y Bernd Schneider.
En el segundo partido del grupo, empató a uno contra la selección de República de Irlanda, cotejo donde los irlandeses empataron en los últimos instantes del choque por mediación de Robbie Keane.
Ya en el tercer duelo, disputado el 11 de junio en el estadio Ecopa de Shizuoka, Alemania ganó el tercer partido sin muchas dificultades por 2-0 frente a Camerún, partido en el cual el arquero Oliver Kahn realizó varias atajadas; en tanto, las anotaciones fueron marcadas por Marco Bode al 50 y Miroslav Klose al 79. Así logró el liderato del grupo rumbo a la segunda fase.
En el partido de octavos de final, celebrado el 15 de junio en el Estadio Mundialista de Jeju de Seogwipo, venció 1-0 a Paraguay por conducto de Oliver Neuville al minuto 88.
Seis días después, en cuartos de final disputó su primer encuentro en el país surcoreano, específicamente el Estadio Munsu de Ulsan, lograron vencer por la mínima a la selección estadounidense con gol de cabeza de Michael Ballack al 39 del encuentro.
En la antesala de la final, se enfrentaron con la polémica selección surcoreana. En un rígido encuentro, la «Mannschaft» se impuso a la anfitriona por 1-0 con gol de Ballack al 75, clasificó así nuevamente a una final el 25 de junio en el Estadio mundialista de Seúl. Lo negativo que dejó el pase para los de Rudi Völler fue la suspensión del citado Ballack para la final.
El rival de la séptima final germana era el Brasil de Ronaldo, y se dio cita en el estadio de Yokohama, el 30 de junio. Era un doble duelo, en el cual de decidía quien sería el mejor jugador del torneo que se disputaba entre el mejor portero del mundo en ese momento, Oliver Kahn, frente al mejor delantero de esa cita, un renacido Ronaldo. Era la primera vez que ambas naciones se enfrentaban en un Mundial. Con doblete del mencionado Ronaldo, Brasil se impuso por dos goles a cero aunque para consuelo de los germanos, Oliver Kahn obtuvo el Balón de Oro y el trofeo Lev Yashin de la justa.

#### Eurocopa 2004
Luego del subcampeonato mundial obtenido en 2002 y ganar su clasificación en el grupo 5 de la eliminatoria venciendo 3-0 a Islandia, Alemania confirmó su asistencia en la duodécima edición de la Eurocopa celebrada en el país ibérico, Portugal. Pese a las altas expectativas, la selección no logró avanzar a la segunda fase por segunda vez consecutiva como en la edición pasada. Fue asignada en el grupo D, su debut se dio el 15 de junio en el Estádio do Dragão de Oporto, en dicho compromiso empató con la selección de Países Bajos por 1-1, Torsten Frings al 30 de partido marcó la victoria parcial, pero en el minuto 81, el neerlandés Ruud van Nistelrooy igualó el encuentro.
En el segundo disputado el 19 de junio en el Estádio do Bessa XXI de Oporto, ante Letonia, el combinado germano se complicó la participación al no lograr concretar su primera victoria, empatando sin goles.
El último partido fue celebrado el 23 de junio en el Estádio José Alvalade de Lisboa, por lo tanto en —el duelo decisivo— cayó por 1-2 ante la selección checa, el centrocampista Michael Ballack marcaba el gol de la clasificación a los cuartos de final, pero los checos remontaron el marcador con anotaciones de Heinz al 30 y Baroš al 77; así el combinado nacional sumó otro fracaso internacional. Luego de dicho fracaso, Rudi Völler dimitió del puesto de entrenador.

#### Anfitriona del Mundial de 2006
El 7 de julio de 2000, en reñido sorteo, con doce votos a favor contra once para Sudáfrica, la FIFA le concedió a Alemania la organización de la decimoctava edición de la Copa Mundial de Fútbol. El 26 de julio de 2004, el exseleccionado Jürgen Klinsmann regresó a Alemania para ocupar su nuevo puesto de entrenador del equipo nacional de Alemania, sucediendo a su antiguo compañero de equipo y atacante Rudi Völler. Klinsmann emprendió posteriormente un ambicioso y agresivo proyecto a fin de modernizar la gerencia del equipo. Trayendo a Oliver Bierhoff, otro atacante alemán, recibió apoyo en la difusión de las tareas de relaciones públicas previstas. Además, creó un nuevo movimiento para reanimar el envejeciente equipo tras la desastrosa prestación durante la Eurocopa de 2004. La falta de compromisos oficiales tuvo como consecuencia una sensible baja de Alemania en el ranking FIFA ya que ocupó su peor posición en marzo de 2006 (22.º).
Aun así, la «Mannschaft» tuvo un buen desempeño en la Confederaciones de 2005, que organizó al finalizar tercera practicando un fútbol abiertamente ofensivo. Encabezaron el grupo A, que ganaron luego de imponerse 4-3 a Australia, 3-0 a Túnez, y empatar 2-2 con Argentina. En semifinales fue eliminada por Brasil con un marcador de 2-3, con anotaciones alemanas de Lukas Podolski y Michael Ballack; y dos de Adriano y un penal de Ronaldinho para los brasileños. En el partido por el tercer puesto vencieron 4-3 a México con goles alemanes de Podolski, Schweinsteiger, Huth y Ballack; y dos de Jared Borgetti y uno de Francisco Fonseca para los mexicanos.

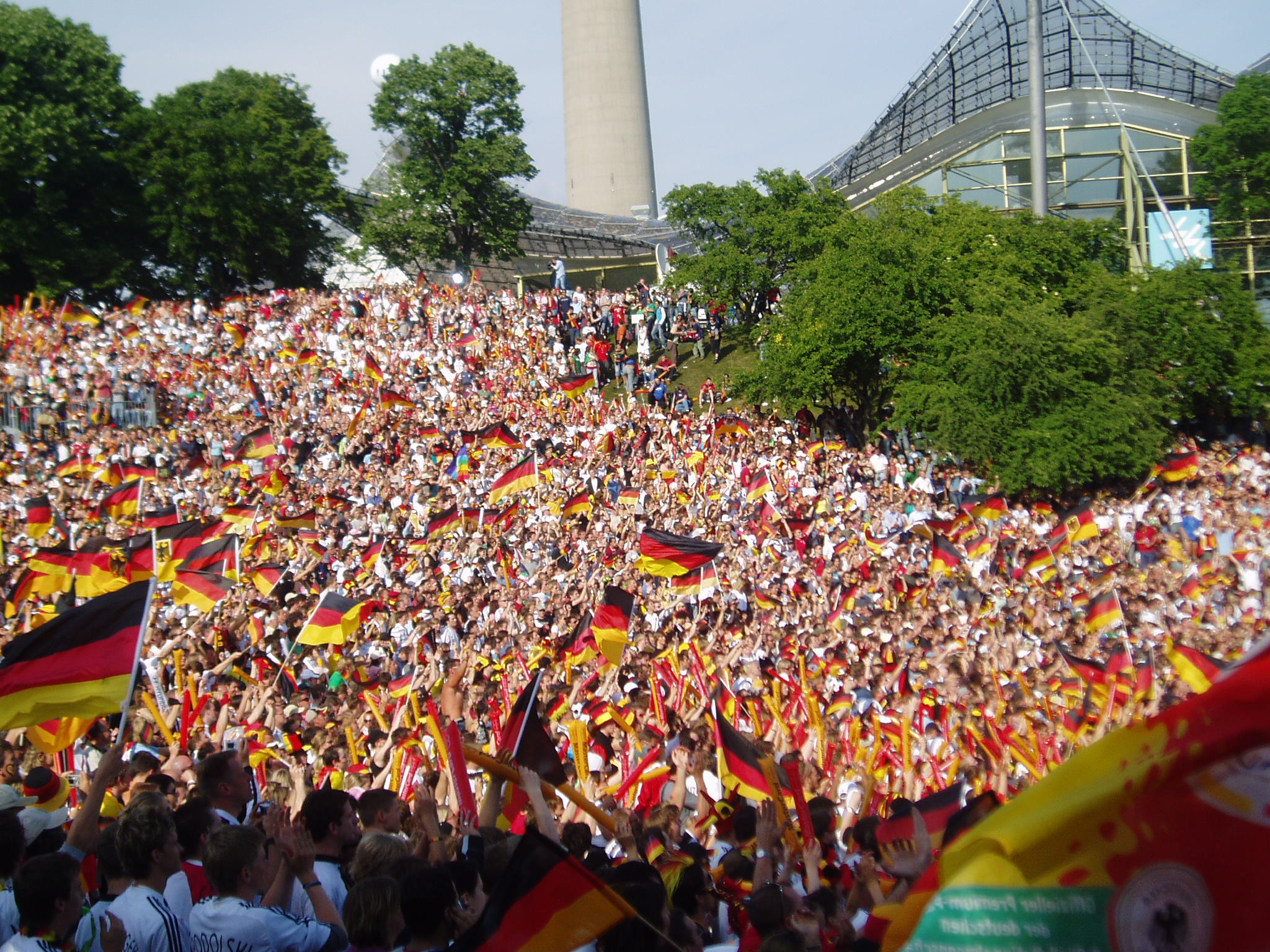
Aficionados alemanes observan el partido inaugural en el Parque Olímpico de Múnich.

Alemania ingresó directamente al Grupo A de la Copa Mundial como sede organizadora de la misma, acompañado por Ecuador, Polonia y Costa Rica.
Disputó el partido inaugural de la Copa frente a Costa Rica en el Allianz Arena de Múnich, el día 9 de junio. El equipo germánico se puso en ventaja rápidamente con un gol de Philipp Lahm, apenas seis minutos después de comenzado el encuentro, aunque el conjunto centroamericano logró empatar el partido poco después por medio de Paulo Wanchope. Sin embargo, el alemán Miroslav Klose volvió a poner a su equipo arriba antes de llegar a los veinte minutos de la primera parte. Ya en el segundo tiempo, el mismo jugador anotó el tercer tanto para aumentar la diferencia, a pesar de que Wanchope descontó más tarde. Torsten Frings fue el jugador que anotó el último gol de los europeos para el 4-2 definitivo, a tan solo tres minutos de la finalización del encuentro. Por sus dos goles, el futbolista Miroslav Klose fue elegido Jugador Budweiser del partido, que casualmente ese mismo día festebaja su cumpleaños número 28.
Cinco días más tarde, Alemania debió enfrentarse a Polonia. El partido se llevó a cabo en el Signal Iduna Park, de la ciudad de Dortmund, y se presentó como el más complicado para el conjunto germánico dentro de la fase de grupos, que luego de noventa minutos de incesable pelea, encontró el gol gracias a Oliver Neuville en tiempo de descuento de la segunda parte. Philipp Lahm fue elegido como el Jugador Budweiser del partido. El triunfo logrado frente a la selección polaca, sumado al obtenido días antes frente a Costa Rica y al gran desempeño del conjunto ecuatoriano (que también derrotó a las mismas selecciones), posicionaron a Alemania directamente en los octavos de final de la Copa, días antes de tener que enfrentarse al equipo sudamericano para cerrar la fase de grupos.

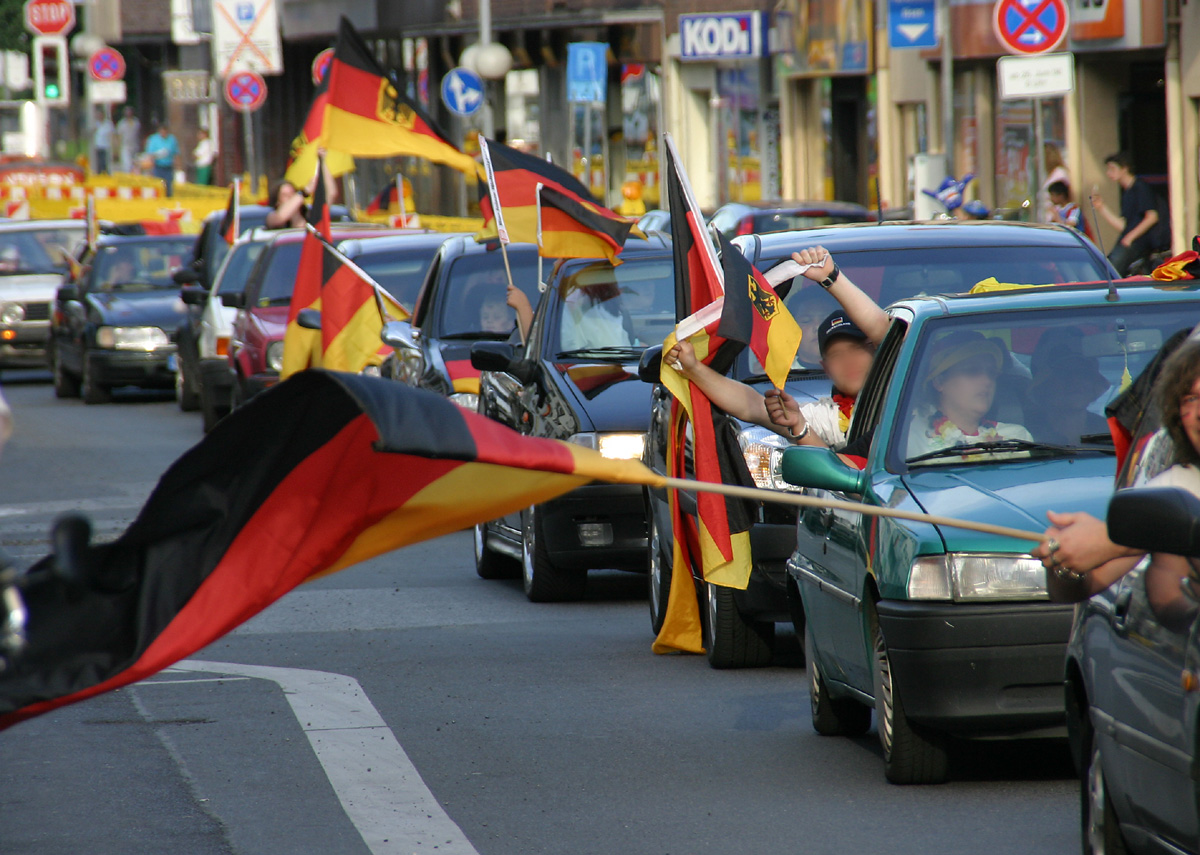
Aficionados alemanes flamean la bandera tras la clasificación a la segunda ronda.

El 20 de junio, las selecciones de Alemania y Ecuador se presentaron en el Estadio Olímpico de Berlín con el objetivo de definir cuál de ambos finalizaría ganando el grupo y cual terminaría en segundo lugar (ambos equipos ya estaban clasificados a la siguiente ronda). Bastaron solamente cuatro minutos para que el conjunto germánico abriera el marcador por medio de Miroslav Klose, mismo jugador que convirtió el segundo tanto a solamente minutos de que acabe el primer tiempo. Lukas Podolski dio cifras definitivas al partido luego de anotar el tercero en los minutos iniciales del segundo período. De esa manera, Alemania se clasificó primera en la zona por quinta vez consecutiva en la historia. Michael Ballack fue elegido Jugador Budweiser del partido.
Se impuso por 2-0 a Suecia en octavos. En cuartos se tuvo que recurrir a la tanda de penaltis —un ejercicio donde la «Manschaft» suele ser efectiva– para eliminar a Argentina con memorable actuación del cancerbero Jens Lehmann que atajó dos penaltis. La semifinal ante Italia fue el partido más vibrante de la justa. Alemania solo sucumbió en las postrimerías de la prórroga con dos goles de Fabio Grosso (119 min.) y Alessandro Del Piero (121 min.). El partido por el tercer lugar vio a Alemania superar sin problemas por 3-1 a Portugal en medio del júbilo popular. Tras finalizar tercera, Jürgen Klinsmann renunció como seleccionador ya que declinó renovar su contrato, informando a la DFB su decisión el 11 de julio de 2006.
Miroslav Klose, autor de 5 goles, se adjudicó la Bota de Oro de la justa. Por otro lado, este Mundial también lanzó al estrellato a jugadores jóvenes que estarían destinados a tener protagonismo en el futuro, como Philipp Lahm, Bastian Schweinsteiger o Lukas Podolski (este último ganador del galardón al mejor jugador joven del torneo).

### Era Joachim Löw (2006-2021)

#### Eurocopa 2008

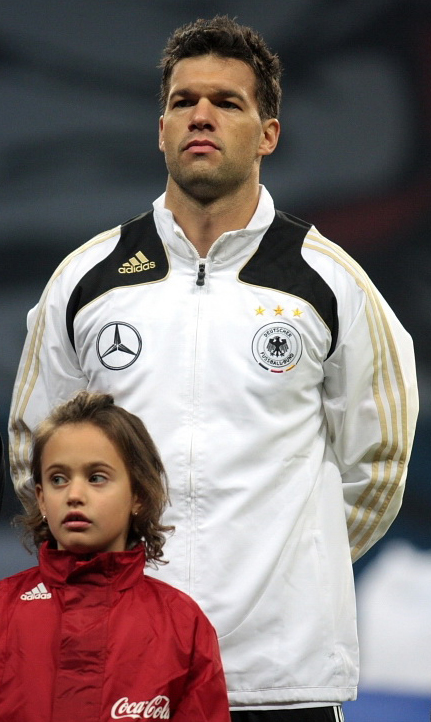
Michael Ballack, el capitán de la selección alemana hasta 2010.

Joachim Löw, quien fuera asistente de Klinsmann en el proceso anterior, tomó el cargo de seleccionador del equipo alemán en julio de 2006 luego de que Klinsmann decidiera no renovar su contrato.
Siempre animado por una filosofía de juego de ataque, Alemania superó las eliminatorias a la Eurocopa 2008 con 27 puntos (8 victorias, 3 empates y 1 derrota) convirtiéndose en la primera selección europea en clasificarse a la justa. En la fase final quedó encuadrada en el grupo B junto con Austria, Croacia y Polonia. En su debut en Klagenfurt venció 2-0 a Polonia con goles del polaco nacionalizado alemán, Lukas Podolski. Después cayó ante la selección croata 1-2 con anotaciones de Darijo Srna y Ivica Olić para los croatas, mientras Podolski acortó el marcador final. En su partido final venció a los co-organizadores austriacos, Michael Ballack marcó el único tanto. Alemania clasificó como segunda de su grupo.
En cuartos de final, se impusieron por 3-2 a Portugal. En aquel partido, las máximas figuras alemanas, Schweinsteiger, Klose y Ballack marcaron los tres tantos contra los dos de los portugueses de Hélder Postiga y Nuno Gomes.
En semifinales, por el mismo marcador eliminaron a Turquía. Schweinsteiger y Klose marcaron los dos primeros goles, y Philipp Lahm marcó el tercero al minuto 90, luego de que el turco Şentürk había empatado en el minuto 86.
Después de doce años, Alemania nuevamente disputó una final luego de aquella en Inglaterra 1996 ante República Checa. La final se disputó en Viena con una afición local en contra y una selección española histórica. Aun así, fue un encuentro muy reñido, el gol de Fernando Torres al minuto 33 sentenció la final para la selección de España.

#### Mundial de Sudáfrica 2010
Reiniciadas las eliminatorias rumbo a Sudáfrica 2010, Alemania volvió a dominar sin problemas su grupo de clasificación (26 puntos, 8 victorias y 2 empates). A pocas semanas del torneo una cascada de lesiones, entre las cuales la del capitán Michael Ballack, obligó a Löw a llamar a jugadores de la sub-20 entre los cuales destacaban Mesut Özil, Thomas Müller y Sami Khedira.
En el Mundial de Sudáfrica de 2010, el conjunto alemán estuvo integrado en el Grupo D y tuvo como rivales a Australia, Ghana y Serbia.
Alemania le ganó 4-0 a la selección australiana, con goles de Lukas Podolski (8), Klose (26), Thomas Müller (68) y Cacau (70). Sin embargo en el siguiente fue vencida por la selección serbia por 0-1. La derrota ante los serbios obligó al combinado a sacar el triunfo frente a los ghaneses, que si se suscitó, aunque con mucha complicación Mesut Özil marcó el único gol en el minuto 60.
El choque fue en el Estadio Free State de Bloemfontein, el 27 de junio de 2010, practicando un fútbol vistoso en octavos de final frente a Inglaterra consiguió un triunfo histórico de 4-1. Primero Klose y Podolski adelantaron el marcador 2-0, pero el descuento inglés llegó por conducto de Matthew Upson, y más tarde Frank Lampard con un tiro de fuera del área ponía el 2-2 antes del descanso, sin embargo el árbitro uruguayo Jorge Larrionda determinó que el balón no ingresó a la portería y anuló el tanto, dicho gol fue comparado con el —gol fantasma de la final de 1966—. En el segundo tiempo, Thomas Müller marcó un doblete que sentenció el partido (67 y 70).
El rival en cuartos de final fue el mismo que hace cuatro años, Argentina, esta vez dirigida por el exfutbolista Diego Maradona. El partido fue disputado el 3 de julio, en el Estadio Green Point de Ciudad del Cabo. Müller a los tres minutos adelantó a su equipo, pese a la presión argentina por empatar, la igualada no se concretó. En el segundo tiempo, Klose con dos tantos y Arne Friedrich al 74, anularon las esperanzas de los sudamericanos poniendo el 4-0 lapidario. Por tercera vez consecutiva en mundiales, los teutones clasificaron a las semifinales.
Sin embargo España volvió a ser verduga de los alemanes en la semifinal, con gol de cabeza de Carles Puyol en el minuto 73.
Adjudicándose con el tercer lugar del certamen el día 10 de julio en el Estadio Nelson Mandela Bay, la selección derrotó en un vistoso encuentro por 3-2 a Uruguay, con Müller (19), Marcell Jansen (56) y Khedira (82), mientras que para los sudamericanos los goles fueron convertidos por Edinson Cavani y Diego Forlán.
Thomas Müller fue doblemente galardonado como Bota de Oro (mayor goleador) con 5 goles y mejor jugador joven del torneo, mientras que el experimentado atacante Miroslav Klose, autor de 4 tantos en la contienda, igualó la marca de Gerd Müller con 14 goles.

#### Eurocopa 2012
Como parece haberse vuelto costumbre con Joachim Löw, las eliminatorias para la Eurocopa 2012 fueron un verdadero paseo triunfal, alcanzando el pleno de victorias (10 de 10) en el grupo A del preliminar. Tras un arranque esperanzador en la fase final con cuatro victorias al hilo ante Portugal (1-0), Países Bajos (2-1), Dinamarca (2-1), en primera ronda, y 4-2 ante Grecia en cuartos, Alemania sucumbió 1-2 en semifinales ante su bestia negra histórica, la selección italiana, con sensacional actuación del ariete jugador Mario Balotelli quien marcó un doblete. Este torneo dio por concluida la particular luna de miel entre Joachim Löw y la prensa alemana que le reprochó un enfoque romántico del fútbol (juego bonito pero sin títulos).
Sin embargo, Alemania demostró una gran regularidad en los últimos torneos, con cuatro semifinales consecutivas desde el 2006 y un récord de 15 victorias oficiales consecutivas en partidos de competición oficial entre el 10 de julio de 2010 (Alemania 3-2 Uruguay) y el 22 de junio de 2012 (Alemania 4-2 Grecia).

#### Tetracampeonato en el Mundial de Brasil 2014

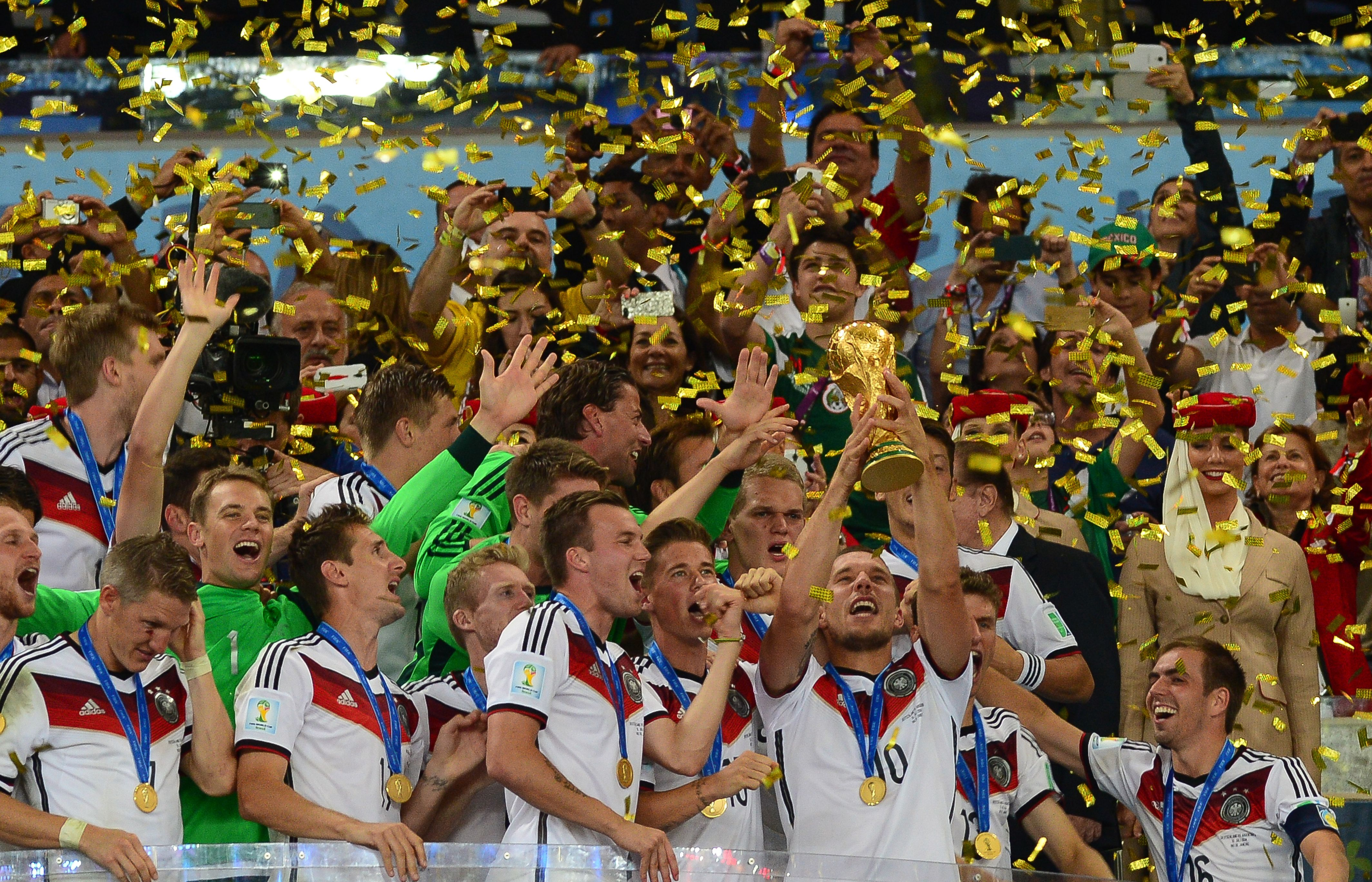
Podolski levantando el trofeo de la Copa del Mundo.

Alemania disputó la eliminatoria rumbo al Mundial 2014 en el grupo C de la zona europea. Al derrotar 3-0 a Irlanda, el 11 de octubre de 2013 en Colonia, certificó su presencia al Mundial de Brasil 2014 con una jornada de antelación. Como suele ser la tónica con Joachim Löw, la «Mannschaft» alcanzó números demoledores en la eliminatoria: 10 partidos jugados, 9 victorias, 1 empate, 36 goles marcados y 10 encajados.
Durante el Mundial, la «Mannschaft» estuvo encuadrada en el grupo G, como cabeza de serie, junto a las selecciones de Portugal, Estados Unidos y Ghana.
En su debut, disputado el 16 de junio en el Arena Fonte Nova de Salvador, venció con un contundente 4-0 a la selección portuguesa con triplete de Thomas Müller y gol de cabeza de Mats Hummels.
En el segundo, ante la escuadra ghanesa rescató un empate de 2-2. Los goles alemanes fueron obra de Klose en el minuto 51 y Mario Götze al 71, mientras que para los africanos anotaron André Ayew (54) y Asamoah Gyan (63). Aquel encuentro tuvo cita el 21 de junio en el Estadio Aderaldo Plácido Castelo de Fortaleza. En aquel encuentro, Klose igualó el récord de los 15 goles en la Copa Mundial de la FIFA del brasileño Ronaldo.
En el último choque del grupo, disputado el 26 de junio en la Arena Pernambuco de Recife, obtuvo su segunda victoria frente a Estados Unidos por 1-0 con anotación de Müller al minuto 55. Al finalizar la primera fase lideró dicho grupo con 7 unidades, fruto de dos victorias.
En el partido de octavos de final, celebrado el 30 de junio en el Estadio Beira-Rio de Porto Alegre, se midió ante la selección argelina ganando en la prórroga por 2-1, por conducto de André Schürrle al minuto 92 y Mesut Özil al 119.
El 4 de julio en el Estadio Maracaná, ya en la ronda de cuartos venció a Francia por la mínima con gol de cabeza de Hummels en el minuto 12. Así logró avanzar a semifinales por cuarta vez consecutiva desde el mundial de 2002.

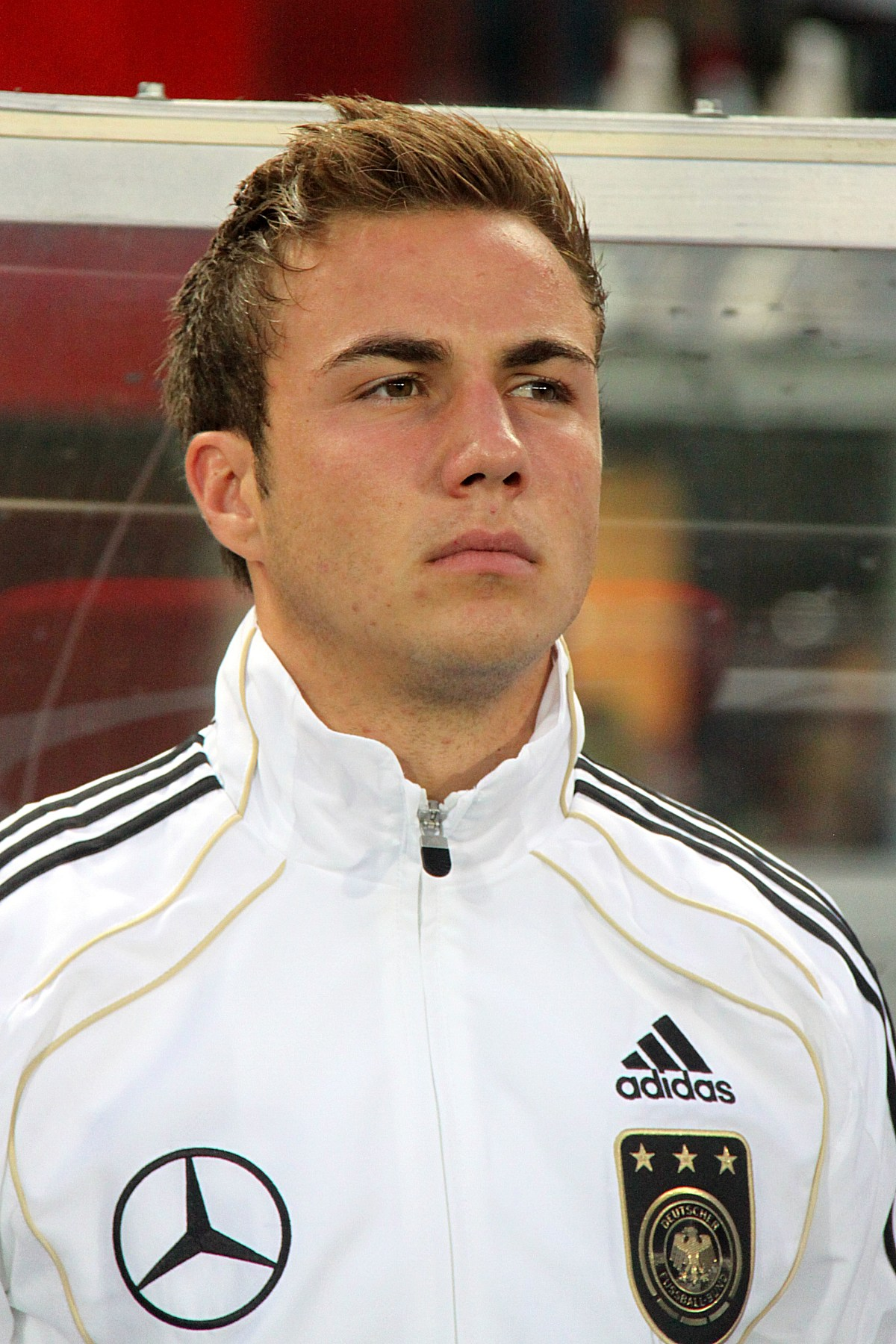
Mario Götze marcó el gol en la Final del Mundial de Fútbol de 2014.

Sin embargo, el 8 de julio en el estadio Mineirão de Belo Horizonte, Alemania conseguiría en semifinales una de las mayores hazañas de la historia del fútbol al vencer al país organizador, Brasil, por un abultado marcador de 7-1, convirtiéndose en la mayor derrota de la «Scratch» en su historia. Müller abrió el marcador al minuto 11 tras un error de marca brasileña en un tiro de esquina, once minutos después el 2-0 cayó al 22 por conducto de Klose para convertirse en el máximo goleador de la historia de los mundiales, con 16 dianas, superando a Ronaldo quien dejó su marca en 15. Después del segundo gol, los alemanes presionaron a los brasileños en cada salida, lo que rindió frutos, ya que el centrocampista Toni Kroos anotó el doblete más rápido de los mundiales, en tan solo 69 segundos (24 y 25).
Alemania con anotación de Sami Khedira al 29 ya goleaba contundentemente a la escuadra anfitriona por 5-0 antes de la media hora de juego. En la segunda mitad, André Schürrle marcó doblete al 69 y al 79; y casi al final del encuentro, Oscar marcó la única anotación brasileña. Como consecuencia el partido fue bautizado como el «Mineirazo» y pasó a la historia como la semifinal con más goles en la historia de los mundiales y la mayor goleada a un país anfitrión y campeón del mundo.
Alemania jugó su octava final histórica y su tercera ante Argentina, el domingo 13 de julio de 2014, en el Maracaná de Río de Janeiro. En un rígido encuentro y con llegadas claras de ambos equipos, Alemania logró imponerse por 1-0 en la prórroga al minuto 113 con solitario gol de Mario Götze, y así se adjudicó su cuarta estrella mundial, convirtiéndose en el primer país europeo en coronarse en el continente americano.
Manuel Neuer fue galardonado con el guante de oro de la justa, con lo cual logró vencer al costarricense Keylor Navas y al argentino Sergio Romero. Por su parte Thomas Müller alcanzó los 10 goles en tan solo 13 partidos disputados con la selección en Sudáfrica 2010 y Brasil 2014, quedando a 6 goles del máximo artillero Miroslav Klose. La escuadra germana finalizó el mundial de forma invicta con seis triunfos y un empate, a su vez siendo la mejor ofensiva con 18 goles y apenas cuatro encajados; además mantuvo la portería invicta en cuatro de los siete partidos disputados.

#### Eurocopa 2016
Tras obtener su cuarta Copa Mundial en Brasil, Alemania debutó en la clasificación como local el 7 de septiembre de 2014, en Dortmund, se impuso 2-1 sobre Escocia con doblete de Thomas Müller, mientras que el escocés Ikechi Anya marcó el tanto para su país. El 11 de octubre, Alemania cayó en Varsovia por 2-0 ante Polonia con anotaciones de Milik y Mila. El 14 de octubre, Alemania comprometió su participación en la fase final tras empatar 1-1 ante Irlanda, como anotadores, Toni Kroos para teutones y el irlandés John O'Shea emparejó en el tiempo de compensación.
El 14 de noviembre en Núremberg, triunfaron 4-0 ante el debutante Gibraltar con dos goles de Müller, Götze y autogol de Yogan Santos. El 29 de marzo de 2015, logró el triunfo por 2-0 ante Georgia en Tifis, con anotaciones de Marco Reus y Müller. En la sexta fecha disputada el 13 de junio goleó 7-0 a Gibraltar en Faro, Portugal, André Schürrle marcó triplete, Max Kruse logró un doblete, Bellarabi y Gündoğan completaron el marcador.
El 4 de septiembre en Fráncfort del Meno, con gol de Müller y doblete Götze, Alemania se impuso 3-1 a Polonia para recuperar el liderato de la clasificación. Tres días después con un triunfo 3-2 en Glasgow ante Escocia los teutones acercaron su participación en el evento final de Francia, Müller fue destacado por marcar doblete, mientras que Gündoğan marcó la anotación de la victoria.
Pero el 8 de octubre, consiguió su segunda derrota ante Irlanda en Dublín, Shane Long convirtió el triunfo irlandés. En la última fecha, consiguieron la clasificación tras vencer sufridamente 2-1 a Georgia en Leipzig, Müller de penal, y Kruse, para los georgianos, Kankava marcó desde fuera del área.
En la fase final, le fue asignado el grupo C, junto con Ucrania, Polonia e Irlanda del Norte. Su debut fue el día 12 de junio en Lille, con victoria por 2-0 ante la selección ucraniana. Posteriormente igualó sin anotaciones frente a Polonia, el 16 de julio en Saint Denis. Su último compromiso fue contra Irlanda del Norte, el 21 de junio en París, con un corto resultado de 1-0; Alemania avanzó a octavos de final como líder de su grupo con siete puntos y mejor diferencia de goles que Polonia.
Ya en octavos de final se impuso 3-0 con destacada participación de Julian Draxler, a la selección eslovaca, el 26 de junio en Lille. En cuartos de final empató 1-1 con la selección de Italia en tiempo regular; con casi nulas oportunidades de recuperar el resultado, el partido prosiguió a la tanda de penales. Históricamente los germanos no solían perder en penales pero tampoco vencer a los italianos, posteriormente fue vencedora por 6:5 en una errática tanda y por ello clasificó por octava vez a una semifinal de Europa. Cayó 2-0 en la semifinal ante la selección francesa con goles de Antoine Griezmann en Marsella. Con el rendimiento estadístico durante el torneo ocupó el cuarto puesto después de Gales, Francia y Portugal.
Alemania fue amplio dominador del partido con Francia con lo cual Joachim Löw en conferencia de prensa catalogó de tener mala suerte en no concretar las acciones que tuvieron de gol.

#### Campeona de la Copa Confederaciones de Rusia 2017
Alemania ganó su derecho a participar en la copa como «Campeona Mundial de 2014», Joachim Löw para dicho torneo convocó un seleccionado alternativo, siendo el más joven del certamen. Estuvo encuadrada en el grupo B y tuvo de rivales a los combinados nacionales de Chile, Australia y Camerún.
En su primer partido de la fase de grupos, venció 3-2 a los australianos, con goles de Lars Stindl, Julian Draxler y Leon Goretzka.
En el segundo encuentro, se enfrentó al conjunto de Sudamérica, empató por 1-1 con gol de Lars Stindl en el minuto 41, y otro del chileno Alexis Sánchez.
En su último partido de grupo, venció por 3-1 a los africanos, con dos anotaciones de Timo Werner y una de Kerem Demirbay. Avanzó a seminales como ganadora del grupo con siete unidades.
El 29 de junio, disputó en el Estadio Olímpico de Sochi la semifinal del torneo frente a México. En el primer tiempo, Goretzka marcó el doblete más rápido de la historia de la selección en los minutos 6 y 8. En el segundo tiempo Werner y Amin Younes cerraron el marcador por 4-1, previamente el mexicano Marco Fabián había descontado 3-1.
El 2 de julio, disputó la final de la competencia en el Estadio Krestovski de San Petersburgo ante la selección chilena, a quien había enfrentado en la ronda anterior. La selección resultó vencedora por marcador de 1-0 con gol de Stindl (minuto 20'), tras aprovechar un error del sudamericano Marcelo Díaz.
Por primera vez, Alemania ganó dicha competición, y así se unió a Brasil, Argentina y Francia como ganadores de las tres copas más importantes de selecciones: Mundial, Confederaciones y la respectiva copa continental (Eurocopa). Enseguida de ganar el certamen, Joachim Löw ganó el doblete como campeón mundial y de la Confederaciones, e igualó el logro del exentrenador alemán Helmut Schön.
Julian Draxler fue distinguido con el balón de oro y Leon Goretzka con el balón de bronce. Timo Werner, Goretzka y Stindl con tres anotaciones ganaron la bota de oro, plata y bronce respectivamente. Al combinado también le fue otorgado el «Premio al Juego Limpio».

#### Fracaso en el Mundial de Rusia 2018
En la fase clasificatoria logró el pleno de victorias con cuarenta y tres goles a favor y solo cuatro en contra. En el sorteo fue cabeza de serie y encajó en el Grupo F junto a México, Suecia y Corea del Sur. Su primer encuentro, disputado en el Estadio Luzhnikí en Moscú, fue ante los mexicanos, donde cayeron por la mínima diferencia con un gol de Hirving Lozano a los 35 minutos. Su siguiente choque fue en Sochi ante Suecia, a la cual vencieron por 2-1 gracias a un gol de Toni Kroos en el último minuto de adición.
El último partido fue en Kazán ante Corea del Sur. Por consecuencia de las tardías anotaciones de Kim Young-Gwon y Son Heung-min Alemania fue derrotada por 2-0, y eliminada de la competición en primera fase por primera vez en su historia desde la Copa Mundial de Fútbol de 1938

#### Liga de Naciones de la UEFA 2020-21
La selección acabó en segundo lugar de la Liga A, grupo 4. Como nota negativa el resultado contra España en la última jornada en la que fue derrotada por seis goles a cero siendo en su historia el partido oficial en el que cayeron por mayor diferencia de goles. La selección teutona no había encajado un marcador tan abultado desde el 24 de mayo de 1931 cuando, en partido amistoso, cayeron frente a Austria con idéntico resultado.
El 9 de marzo de 2021 se hizo público que Joachim Löw dejará la selección alemana tras la Eurocopa 2020. Posteriormente, Hansi Flick fue anunciado oficialmente como el entrenador sucesor del conjunto alemán.

#### Eurocopa 2020
En la Euro 2020 la selección Alemana quedó en el grupo F junto a Hungría, Portugal y Francia, el cual fue llamado por los aficionados "el grupo de la muerte". Pasó a la fase de eliminación perdiendo 1-0 ante Francia, ganándole 4-2 a la anterior campeona de la Eurocopa, Portugal, y empatando 2-2 a Hungría. Logró pasar de segundo lugar en su grupo.
Cuando llegó a los octavos de final se enfrentó contra Inglaterra y perdió 2-0.
Se retiró en el puesto 15 de la Eurocopa 2020 y con la despedida de Joachim Löw como director de la selección alemana.

### Actualidad

#### Nuevo fracaso en el Mundial de Catar 2022
Durante las eliminatorias hacia Catar 2022, La selección alemana quedó primera en el grupo J, con una racha casi perfecta de 9 partidos ganados de los 10 que disputó y una única derrota ante Macedonia del Norte, clasificándose así con dos jornadas de antelación.
Tras el sorteo de los grupos para el Mundial, la selección de Alemania quedó en el grupo E junto a las selecciones de España (esta como cabeza de serie), Costa Rica y Japón
En su debut, el 23 de noviembre en el Estadio Internacional Khalifa de Doha, la selección alemana se enfrentó al combinado nipón, partido que sorprendentemente ganó la escuadra japonesa por 2 goles a 1. El gol alemán fue realizado por İlkay Gündoğan en el minuto 33 desde el punto penal, mientras que los 2 goles del conjunto japonés fueron anotados por Ritsu Dōan, en el minuto 75, y Takuma Asano, en el minuto 83. Este resultado, sumado a la victoria de España por 7-0 sobre los ticos, dejaba a los alemanes mal posicionados en su grupo, pero aún con posibilidades de pasar a la siguiente ronda.
El 27 de noviembre, en su segundo partido, los alemanes supieron empatar a 1 gol contra los ibéricos en el Estadio Al Bayt, en Jor. Los goles del partido fueron realizados por Álvaro Morata para España en el minuto 62, y Niclas Füllkrug para Alemania en el minuto 83. Pero de igual manera los germánicos seguían necesitando la victoria ante la escuadra tica y esperar el resultado del partido entre «La Roja» y los nipones para pasar a la ronda siguiente.
El 1 de diciembre se enfrentó a Costa Rica y a pesar de que los teutones lograron una victoria por 4-2, Japón sorprendió a España por 2-1, junto a la diferencia de goles del combinado español de +6 en comparación al +1 de Alemania, el seleccionado alemán quedó nuevamente eliminado de la competencia en primera ronda.

#### Anfitriona en la Eurocopa 2024
Alemania nuevamente se convirtió en el país organizador de la Eurocopa tras vencer a Turquía por 12 votos a 4 el 27 de septiembre de 2018.
La selección alemana quedó en el grupo A junto con Escocia, Hungría y Suiza, en su debut se impuso ante los escoceses por una goleada de 5 a 1, posteriormente lograrón una victoria por 2 a 0 ante el conjunto húngaro, asegurando su clasificación a los octavos de final y en la última fecha de la fase de grupos obtuvieron un empate agónico de 1 a 1 ante el conjunto helvético, logrando el liderato de su grupo con 7 puntos.
En los octavos de final, se enfrentaron a Dinamarca, encuentro que quedó marcado por una tormenta eléctrica, obligando a que el encuentro fuera momentáneamente detenido, pero pese a eso, lograron una victoria por 2 a 0, logrando avanzar a los cuartos de final. 
En los cuartos de final se enfrentaron a España, donde los alemanes empezaron perdiendo a los 51 minutos de juego con gol de Dani Olmo, sin embargo lograron forzar el tiempo suplementario gracias a Florian Writz a los 89 minutos de juego, ya en el tiempo suplementario, no hubo goles en el primer tiempo, pero en el segundo tiempo, en el minuto 119, Mikel Merino anotaría el 2 a 1 a favor del conjunto español, dejando eliminada a la «Manschaft» de la competición, significando no solamente que no consiguieran el título continental como anfitriones al igual que en 1988, sino también el adiós definitivo de figuras como Toni Kroos, Thomas Müller, İlkay Gündoğan y Manuel Neuer de la selección alemana, cerrando así el ciclo de una generación dorada.Jamal Musiala por sus 3 goles en la cita continental obtuvo la bota de oro junto con otros 5 jugadores.

## Uniforme y escudo

El «Reichsadler» (Águila Imperial) sería desde 1871 y hasta la actualidad la imagen más representativa del país, y de su selección. Fue renombrado como «Bundesadler» (Águila Federal) en 1950.

En su uniforme titular, Alemania ha vestido siempre con camisa blanca y pantalón negro, a excepción de los primeros años cuando alternaba ambos colores, e incluso llegó a combinarlos en algunos años. Los colores derivan de la bandera del siglo XIX del estado alemán del norte de Prusia. A lo largo de su historia muchas de las equipaciones usadas incluyen detalles de la bandera de Alemania.
A diferencia de su uniforme titular, el uniforme alternativo ha cambiado varias veces. Históricamente empezó usando camiseta verde y pantalón blanco. Con el paso del tiempo también ha usado los colores gris y negro. Un cambio al rojo llegó en 2006 a petición de Jürgen Klinsmann citando que los equipos que visten de rojo tienden a tener mayor éxito. Se especuló con utilizar el rojo como primera opción para el Mundial 2006, sin embargo jugaría todos sus partidos con el histórico blanco. De cara al Mundial 2010 se retomaron los colores negro (camiseta) y blanco (pantalón) para el uniforme alternativo, pero en el torneo se ocuparon los pantalones negros del uniforme titular. En la Eurocopa 2012 y después de 12 años se retomaron los colores verdes y blancos.
| Primero | (Ver evolución) | Actual |

La marca deportiva alemana Adidas AG ha sido el proveedor de los uniformes de la selección durante toda su historia. Un patrocinio que comenzó en 1954  hasta 2018. La marca deportiva Nike, en agosto de 2007, se habría ofrecido para vestir al combinado alemán durante ocho años. Sin embargo la Federación Alemana decidió permanecer con Adidas.
El actual contrato con Adidas durará hasta el año 2026 que retiró la opción de la personalización de las camisetas debido al parecido del número 4 con la simbología nazi, cuando comenzarán a vestir la marca Nike.

## Rivalidades
Desde su creación en 1908, la selección alemana de fútbol ha mantenido unas rivalidades deportivas con distintas selecciones nacionales marcadas por sus enfrentamientos a lo largo de la historia. En Europa ha vivido episodios negativos y positivos ante Italia, España y Francia, con un carácter más deportivo, mientras que mantiene una gran rivalidad de carácter político con Austria debido a su cercanía y protesta a la Anschluss, es decir la incorporación de Austria a la Alemania nazi el 12 de marzo de 1938 como una provincia del III Reich, pasando de Österreich a Ostmark y con Polonia debido a los diferentes conflictos políticos que han tenido a lo largo de su historia.
También mantiene una rivalidad, pero de carácter político, con Inglaterra, surgida debido a los enfrentamientos en las Guerras Mundiales, y al antigermanismo por parte de algunos ingleses. Sin embargo, según Peter J Beck, la rivalidad no es compartida en demasía por parte de los alemanes como los ingleses.
Además fuera de Europa, en Sudamérica, otra rivalidad deportiva relevante es hacia Argentina, país con el que ha disputado la Copa Mundial de Fútbol en tres ocasiones, con un saldo de dos victorias alemanas en 1990 y 2014 y una argentina en 1986.
Aparte, mantiene una rivalidad histórica con Hungría, que surgió en la final de la Copa Mundial de Fútbol de 1954, nombrado históricamente como el Milagro de Berna.

## Jugadores

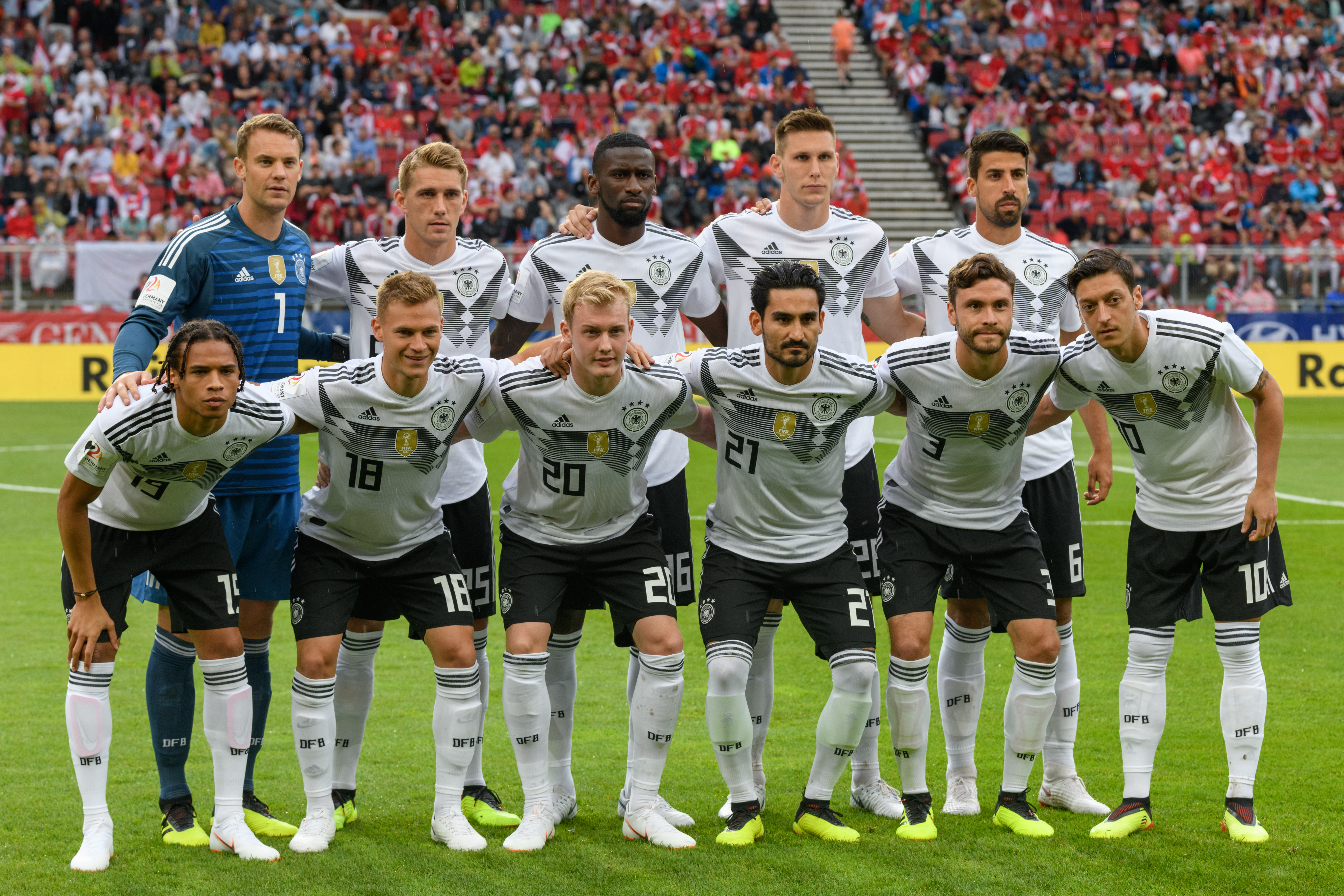
Alineación de la Selección de fútbol de Alemania en junio de 2018.

A lo largo de la historia de la selección alemana de fútbol, han sido 928 futbolistas los que han representado al país desde 1908. De este modo, veinte de sus jugadores han ganado los dos títulos, y seis tienen ganado medallas de oro, plata y bronce en la Copa del Mundo. Lothar Matthäus ha jugado en un total de 25 partidos de la Copa Mundial, y cuenta con participación en cinco torneos junto con el mexicano Antonio Carbajal.
Miroslav Klose es el máximo goleador de la historia de la selección con 71 goles y del mundial con 16, además de ello, es el primer polaco/alemán y el cuarto futbolista del mundo después de Carlos José Castilho, Nilton Santos (ambos estuvieron en 1950, 1954, 1958 y 1962) y Pelé (1958, 1962, 1966 y 1970) que logrando participar en su cuarto y último mundial logró ganarla poniendo fin a su brillante carrera, mientras Gerd Müller con 14 ocupa el tercer puesto. Franz Beckenbauer es considerado el mejor futbolista alemán de todos los tiempos y el inventor de la posición de líbero; incluso es una de las únicas tres personas en ganar la Copa Mundial como jugador y como entrenador.
Lothar Matthäus es el futbolista con más partidos internacionales con 150 vistiendo la camiseta alemana. Fue el primer ganador del FIFA World Player en 1991, y es uno de los cinco jugadores de Alemania se han adjudicado Jugador Europeo del Año; dos de los cuales, Franz Beckenbauer y Karl-Heinz Rummenigge, han ganado cada uno el premio dos veces. Beckenbauer también fue votado como el octavo mejor Jugador FIFA del siglo, y fue seleccionado para el Club del Siglo de la FIFA. Diez jugadores alemanes fueron nombrados en el FIFA 100, una lista de los 125 futbolistas vivos más grandes elegidos por el exfutbolista Pelé, y diez son en el club siglo de la FIFA, después de haber ganado 100 o más partidos. y los 71 goles de Miroslav Klose, lo colocan como en el undécimo puesto dentro de los goleadores internacionales.
Los excapitanes del equipo nacional pueden adjudicarse el título de «Ehrenspielführer» (capitán honorario), por la Federación Alemana de Fútbol. Hasta la fecha, cuatro exjugadores de la selección masculina han recibido este premio: Fritz Walter en 1958, Uwe Seeler en 1972, Franz Beckenbauer en 1982 y Lothar Matthäus en 2001.
La frontera de Alemania sufrió muchos cambios durante el siglo XX, que tenían un efecto sobre la composición del equipo de fútbol alemán. Después de la anexión de Austria, el equipo austriaco fue absorbido por el equipo alemán, dando como resultado la inclusión de varios austriacos al equipo para el Mundial de 1938. Después de la Segunda Guerra Mundial y la desintegración de Alemania, dos equipos nacionales separatistas eran formada: Sarre (1950-1956) y Alemania Oriental (1952-1990). Durante este período, el equipo se conoce comúnmente como Alemania Occidental hasta la reunificación del país en 1990, cuando el equipo de Alemania del este. fue reintegrado en el equipo nacional alemán.

### Última convocatoria
- Los siguientes futbolistas fueron convocados para disputar los cuartos de final de la Liga de Naciones de 2024-25 frente a Italia en marzo de 2025:[278]

| N.º                 | Nombre                 | Posición      | Edad    | PJ | Goles | Club                     |
| ------------------- | ---------------------- | ------------- | ------- | -- | ----- | ------------------------ |
| 12                  | Oliver Baumann         | Portero       | 35 años | 4  | 0     | T. S. G. 1899 Hoffenheim |
| 24                  | Alexander Nübel        | Portero       | 28 años | 2  | 0     | VfB Stuttgart            |
| 1                   | Marc-André ter Stegen  | Portero       | 33 años | 40 | 0     | Fútbol Club Barcelona    |
| 21                  | Stefan Ortega          | Portero       | 32 años | 0  | 0     | Manchester City F. C.    |
| 2                   | Antonio Rüdiger        | Defensa       | 32 años | 79 | 3     | Real Madrid C. F.        |
| 3                   | Robin Koch             | Defensa       | 29 años | 12 | 0     | Eintracht Fráncfort      |
| 4                   | Jonathan Tah           | Defensa       | 29 años | 35 | 0     | Bayer Leverkusen         |
| 6                   | Joshua Kimmich         | Defensa       | 30 años | 99 | 8     | F. C. Bayern Múnich      |
| 15                  | Nico Schlotterbeck     | Defensa       | 25 años | 20 | 0     | Borussia Dortmund        |
| 17                  | Yann Aurel Bisseck     | Portero       | 24 años | 1  | 0     | Inter de Milán           |
| 18                  | Maximilian Mittelstädt | Defensa       | 28 años | 4  | 1     | VfB Stuttgart            |
| 22                  | David Raum             | Defensa       | 27 años | 27 | 0     | R. B. Leipzig            |
| 5                   | Pascal Groß            | Mediocampista | 34 años | 14 | 1     | Borussia Dortmund        |
| 8                   | Leon Goretzka          | Mediocampista | 30 años | 59 | 15    | F. C. Bayern Múnich      |
| -                   | Florian Wirtz          | Mediocampista | 22 años | 18 | 1     | Bayer Leverkusen         |
| 10                  | Jamal Musiala          | Mediocampista | 22 años | 40 | 8     | F. C. Bayern Múnich      |
| 11                  | Nadiem Amiri           | Mediocampista | 28 años | 7  | 0     | 1. FSV Mainz 05          |
| 14                  | Jamie Leweling         | Mediocampista | 24 años | 2  | 1     | VfB Stuttgart            |
| 16                  | Angelo Stiller         | Mediocampista | 24 años | 4  | 0     | VfB Stuttgart            |
| 19                  | Leroy Sané             | Mediocampista | 29 años | 69 | 14    | F. C. Bayern Múnich      |
| 20                  | Karim Adeyemi          | Mediocampista | 23 años | 6  | 1     | Borussia Dortmund        |
| 23                  | Robert Andrich         | Mediocampista | 30 años | 18 | 0     | Bayer Leverkusen         |
| 7                   | Jonathan Burkardt      | Delantero     | 25 años | 3  | 0     | 1. FSV Mainz 05          |
| 9                   | Tim Kleindienst        | Delantero     | 29 años | 6  | 4     | Borussia Mönchengladbach |
| 13                  | Deniz Undav            | Delantero     | 29 años | 5  | 3     | VfB Stuttgart            |
| Bandera de Alemania | Julian Nagelsmann      | Entrenador    | 38 años |    |       |                          |

### Más presencias

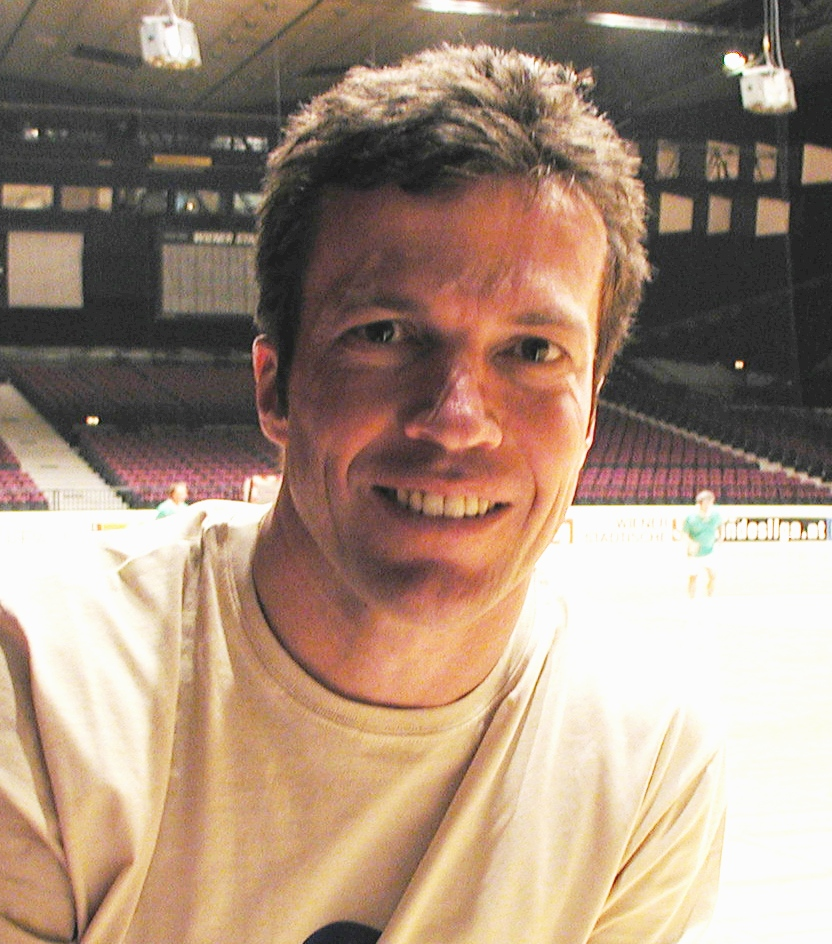
Lothar Matthäus es el futbolista con mayor cantidad de partidos internacionales con 150.

Actualizado hasta el 23 de junio de 2024.
| #  | Futbolista             | Periodo   | Presencias | Goles | Promedio | Títulos                   |
| -- | ---------------------- | --------- | ---------- | ----- | -------- | ------------------------- |
| 1  | Lothar Matthäus        | 1980–2000 | 150        | 23    | 0.15     | Copa del Mundo de la FIFA |
| 2  | Miroslav Klose         | 2001–2014 | 137        | 71    | 0.52     | Copa del Mundo de la FIFA |
| 3  | Thomas Müller          | 2010-2024 | 131        | 45    | 0.34     | Copa del Mundo de la FIFA |
| 4  | Lukas Podolski         | 2004–2017 | 130        | 49    | 0.38     | Copa del Mundo de la FIFA |
| 5  | Bastian Schweinsteiger | 2004–2016 | 125        | 24    | 0.2      | Copa del Mundo de la FIFA |
| 6  | Manuel Neuer           | 2009-2024 | 124        | 0     | 0        | Copa del Mundo de la FIFA |
| 7  | Philipp Lahm           | 2004–2014 | 113        | 5     | 0.04     | Copa del Mundo de la FIFA |
| 8  | Toni Kroos             | 2010–2024 | 112        | 17    | 0.16     | Copa del Mundo de la FIFA |
| 9  | Jürgen Klinsmann       | 1987–1998 | 108        | 47    | 0.44     | Copa del Mundo de la FIFA |
| 10 | Jürgen Kohler          | 1986–1998 | 105        | 2     | 0.02     | Copa del Mundo de la FIFA |
| 11 | Per Mertesacker        | 2004–2014 | 104        | 4     | 0.04     | Copa del Mundo de la FIFA |
| 12 | Franz Beckenbauer      | 1965–1977 | 103        | 14    | 0.14     | Copa del Mundo de la FIFA |

### Máximos goleadores

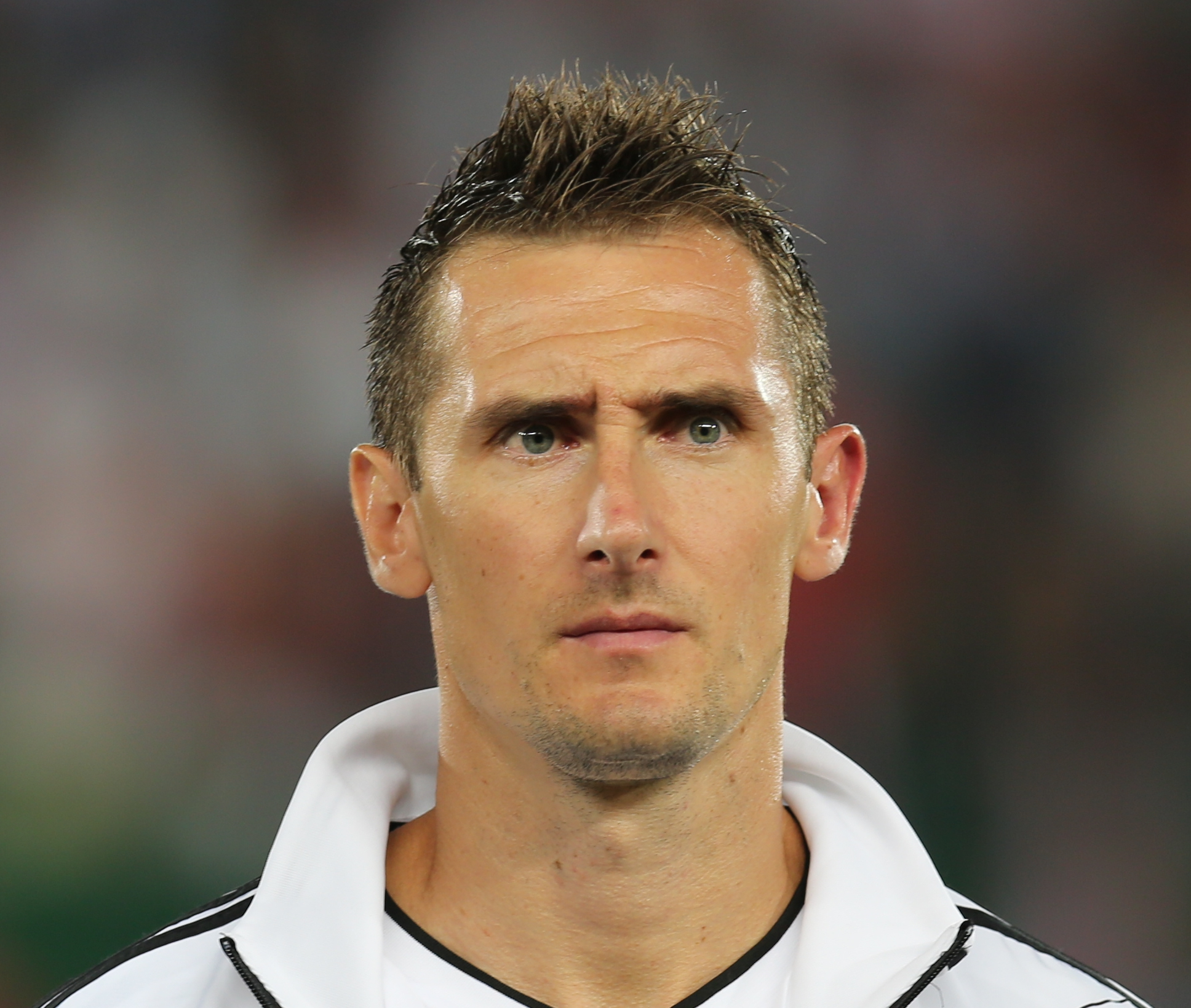
Miroslav Klose es el máximo anotador histórico de la selección con 71 goles. También es el goleador de las fases finales de la Copa Mundial de Fútbol con 16.

Actualizado hasta el 26 de marzo de 2024.
| #  | Futbolista            | Periodo   | Goles | Presencias | Promedio | Títulos                   |
| -- | --------------------- | --------- | ----- | ---------- | -------- | ------------------------- |
| 1  | Miroslav Klose        | 2001–2014 | 71    | 137        | 0.51     | Copa del Mundo de la FIFA |
| 2  | Gerd Müller           | 1966–1974 | 68    | 62         | 1.09     | Copa del Mundo de la FIFA |
| 3  | Lukas Podolski        | 2004–2017 | 49    | 130        | 0.37     | Copa del Mundo de la FIFA |
| 4  | Jürgen Klinsmann      | 1987–1998 | 47    | 108        | 0.43     | Copa del Mundo de la FIFA |
| 4  | Rudi Völler           | 1982–1994 | 47    | 90         | 0.52     | Copa del Mundo de la FIFA |
| 6  | Karl-Heinz Rummenigge | 1976–1986 | 45    | 95         | 0.47     |                           |
| 7  | Thomas Müller         | 2010–2024 | 45    | 131        | 0.34     | Copa del Mundo de la FIFA |
| 8  | Uwe Seeler            | 1954–1970 | 43    | 72         | 0.60     |                           |
| 9  | Michael Ballack       | 1999–2010 | 42    | 98         | 0.43     |                           |
| 10 | Oliver Bierhoff       | 1996–2002 | 37    | 70         | 0.53     |                           |

## Seleccionadores
A lo largo de su historia, Alemania ha contado con tan solo 12 seleccionadores, lo que ha representado la continuidad de pocos pero largos procesos, que en su mayoría han rendido frutos. Destacando que todos ellos han sido de nacionalidad alemana.
El seleccionador que más veces ha dirigido a la selección alemana es Sepp Herberger con 167 encuentros y 94 victorias en dos períodos, de 1936 a 1942 y de 1950 a 1964, siendo su mayor logro la consecución de la Copa Mundial de Fútbol en 1954.
Helmut Schön es el que más títulos logró al conquistar el doblete: la Eurocopa 1972 y la Copa Mundial de Fútbol de 1974. Por su parte, Joachim Löw ostenta la Copa Mundial de Fútbol de 2014 y la Confederaciones 2017, además es el seleccionador con más triunfos obtenidos con 102 en 152 encuentros.

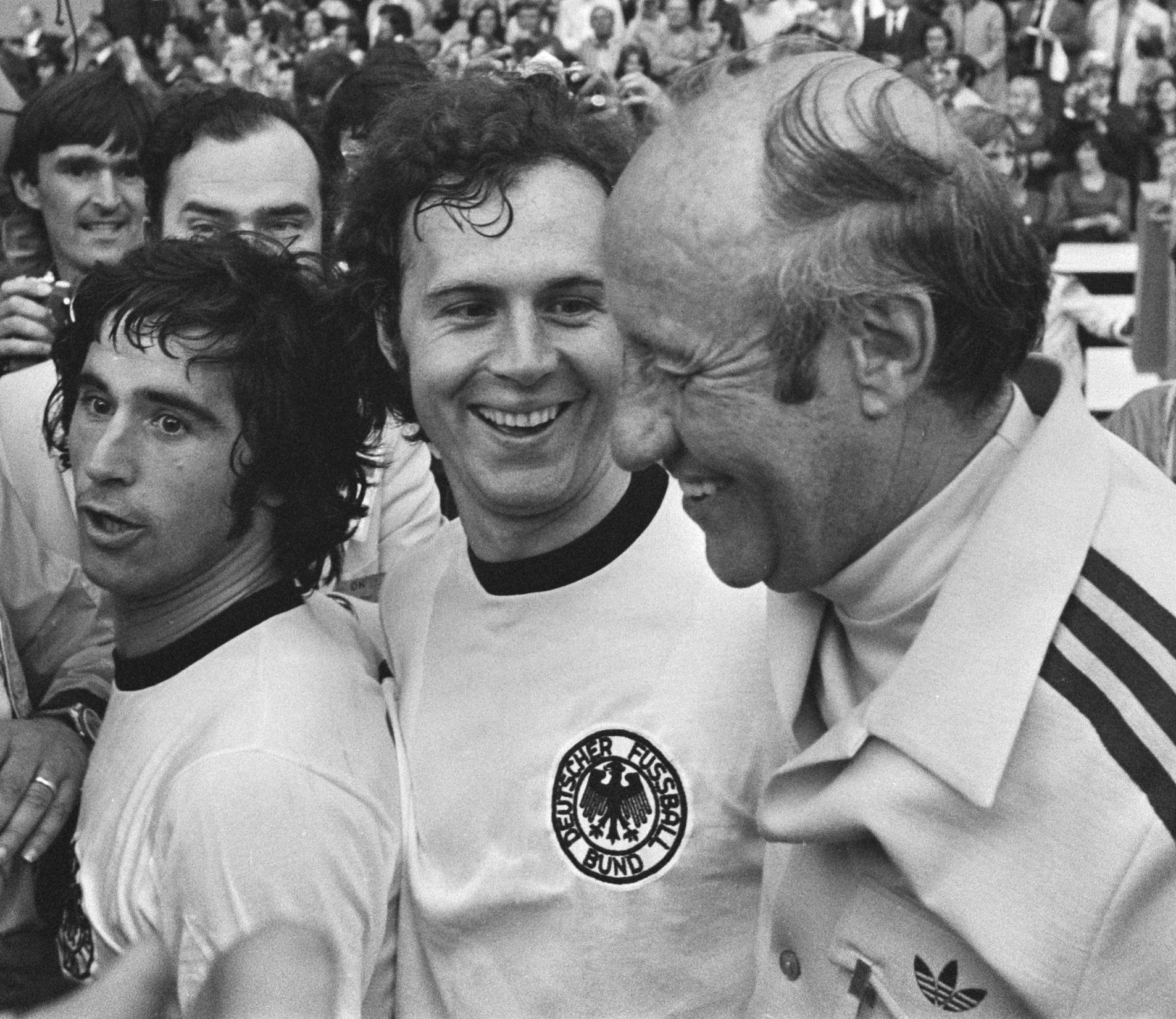
Helmut Schön junto con Gerd Müller y Franz Beckenbauer.

Jupp Derwall –campeón de la Eurocopa 1980– y Berti Vogts –campeón de la Eurocopa 1996–, se suman a la historia como entrenadores ganadores en torneos internacionales. Destaca Franz Beckenbauer como el único futbolista junto con el brasileño Mário Zagallo y el francés Didier Deschamps en conseguir el campeonato mundial tanto como jugador como seleccionador; en Alemania Occidental 1974 levantó el «Trofeo de la Copa Mundial de Fútbol» como capitán, mientras que en Italia 1990 lo logró estando en el banquillo.
La selección de Alemania estuvo muchos años sin poseer un entrenador de fútbol, desde su creación en 1908 hasta 1926. Durante ese periodo era la propia posición de los jugadores en la que actuaban en sus respectivos clubes la que se les asignaba en la selección. Los distintos organismos futbolísticos y de clubes eran los que se encargaban de anunciar los seleccionados y las alineaciones. Motivo por el que el combinado alemán tuvo actuaciones tan pobres, y era superada constantemente por los demás combinados mundiales. No fue hasta 1925 cuando Felix Linnemann se hace cargo de la Federación Alemana de Fútbol (DFB) cuando aparece el primer seleccionador del conjunto alemán, Otto Nerz en 1926, que se mantendría en el cargo hasta el sonado fracaso en los Juegos Olímpicos de 1936 en Berlín.
Lista de técnicos
- Comité DFB (1908–1926)
- Otto Nerz (1926–1936)
- Sepp Herberger (1936–1942) y (1950–1964)
- Helmut Schön (1964–1978)
- Jupp Derwall (1978–1984)
- Franz Beckenbauer (1984–1990)
- Berti Vogts (1990–1998)
- Erich Ribbeck (1998–2000)
- Rudi Völler (2000–2004)
- Jürgen Klinsmann (2004–2006)
- Joachim Löw (2006–2021)
- Hansi Flick (2021–2023)
- Julian Nagelsmann (2023–)

## Últimos partidos y próximos encuentros
Actualizado al último partido jugado el 8 de junio de 2025
| Fecha      | Ciudad               | Local             | Resultado | Visitante         | Competición                     |
| ---------- | -------------------- | ----------------- | --------- | ----------------- | ------------------------------- |
| 23-06-2024 | Frankfurt            | Alemania          | 1:1       | Suiza             | Eurocopa 2024                   |
| 29-06-2024 | Dortmund             | Alemania          | 2:0       | Dinamarca         | Eurocopa 2024                   |
| 05-07-2024 | Stuttgart            | Alemania          | 1:2       | España            | Eurocopa 2024                   |
| 07-09-2024 | Düsseldorf           | Alemania          | 5:0       | Hungría           | Liga de Naciones UEFA 24/25     |
| 10-09-2024 | Ámsterdam            | Países Bajos      | 2:2       | Alemania          | Liga de Naciones UEFA 24/25     |
| 11-10-2024 | Zenica               | Bosnia y Hrz.     | 1:2       | Alemania          | Liga de Naciones UEFA 24/25     |
| 14-10-2024 | Múnich               | Alemania          | 1:0       | Países Bajos      | Liga de Naciones UEFA 24/25     |
| 16-11-2024 | Friburgo             | Alemania          | 7:0       | Bosnia y Hrz.     | Liga de Naciones UEFA 24/25     |
| 19-11-2024 | Budapest             | Hungría           | 1:1       | Alemania          | Liga de Naciones UEFA 24/25     |
| 20-03-2025 | Milán                | Italia            | 1:2       | Alemania          | Liga de Naciones UEFA 24/25     |
| 23-03-2025 | Dortmund             | Alemania          | 3:3       | Italia            | Liga de Naciones UEFA 24/25     |
| 04-06-2025 | Múnich               | Alemania          | 1:2       | Portugal          | Liga de Naciones UEFA 24/25     |
| 08-06-2025 | Stuttgart            | Alemania          | 0:2       | Francia           | Liga de Naciones UEFA 24/25     |
| 04-09-2025 | Bratislava           | Eslovaquia        | -:-       | Alemania          | Clasificación Copa Mundial 2026 |
| 07-09-2025 | Colonia              | Alemania          | -:-       | Irlanda del Norte | Clasificación Copa Mundial 2026 |
| 10-10-2025 | TBD                  | Alemania          | -:-       | Luxemburgo        | Clasificación Copa Mundial 2026 |
| 13-10-2025 | Belfast              | Irlanda del Norte | -:-       | Alemania          | Clasificación Copa Mundial 2026 |
| 14-11-2025 | Ciudad de Luxemburgo | Luxemburgo        | -:-       | Alemania          | Clasificación Copa Mundial 2026 |
| 17-11-2025 | TBD                  | Alemania          | -:-       | Eslovaquia        | Clasificación Copa Mundial 2026 |

## Estadísticas
| Competición                        | PJ   | PG  | PE  | PP  | GF   | GC   | Dif.  |
| ---------------------------------- | ---- | --- | --- | --- | ---- | ---- | ----- |
| Copa Mundial de Fútbol             | 112  | 68  | 21  | 23  | 232  | 130  | +102  |
| Copa FIFA Confederaciones          | 13   | 8   | 2   | 3   | 29   | 22   | +7    |
| Eurocopa                           | 53   | 27  | 13  | 13  | 78   | 55   | +23   |
| Juegos Olímpicos                   | 7    | 3   | 0   | 4   | 32   | 14   | +18   |
| Copa de Oro de Campeones Mundiales | 2    | 0   | 0   | 2   | 2    | 6    | -4    |
| Clasificación para la Copa Mundial | 104  | 83  | 18  | 3   | 328  | 74   | +254  |
| Clasificación para la Eurocopa     | 106  | 76  | 20  | 10  | 267  | 68   | +199  |
| Liga de Naciones de la UEFA        | 16   | 3   | 9   | 4   | 24   | 29   | -5    |
| Total oficiales                    | 414  | 268 | 83  | 62  | 984  | 387  | +597  |
| Total amistosos                    | 596  | 313 | 126 | 157 | 1274 | 796  | +478  |
| Total                              | 1010 | 582 | 209 | 219 | 2267 | 1194 | +1073 |

### Copa Mundial de Fútbol
| Fase final                | Fase final                                         | Fase final                                         | Fase final                                         | Fase final                                         | Fase final                                         | Fase final                                         | Fase final                                         | Fase final                                         | Fase final                                         | Fase final                                         | Fase final                                         | Fase final                                         |
| Edición                   | Resultado                                          | Posición                                           | PJ                                                 | PG                                                 | PE                                                 | PP                                                 | GF                                                 | GC                                                 | Dif.                                               | Pts.                                               | Rend.                                              | Goleador                                           |
| ------------------------- | -------------------------------------------------- | -------------------------------------------------- | -------------------------------------------------- | -------------------------------------------------- | -------------------------------------------------- | -------------------------------------------------- | -------------------------------------------------- | -------------------------------------------------- | -------------------------------------------------- | -------------------------------------------------- | -------------------------------------------------- | -------------------------------------------------- |
| 1930                      | No participó                                       | No participó                                       | No participó                                       | No participó                                       | No participó                                       | No participó                                       | No participó                                       | No participó                                       | No participó                                       | No participó                                       | No participó                                       | No participó                                       |
| 1934                      | Tercer puesto                                      | 3.ª                                                | 4                                                  | 3                                                  | 0                                                  | 1                                                  | 11                                                 | 8                                                  | 3                                                  | 6                                                  | 75%                                                | Edmund Conen: 4                                    |
| 1938                      | Octavos de final                                   | 10.ª                                               | 2                                                  | 0                                                  | 1                                                  | 1                                                  | 3                                                  | 5                                                  | -2                                                 | 1                                                  | 25%                                                | Hahnemann y Gauchel: 1                             |
| 1950                      | Excluida por su papel en la Segunda Guerra Mundial | Excluida por su papel en la Segunda Guerra Mundial | Excluida por su papel en la Segunda Guerra Mundial | Excluida por su papel en la Segunda Guerra Mundial | Excluida por su papel en la Segunda Guerra Mundial | Excluida por su papel en la Segunda Guerra Mundial | Excluida por su papel en la Segunda Guerra Mundial | Excluida por su papel en la Segunda Guerra Mundial | Excluida por su papel en la Segunda Guerra Mundial | Excluida por su papel en la Segunda Guerra Mundial | Excluida por su papel en la Segunda Guerra Mundial | Excluida por su papel en la Segunda Guerra Mundial |
| Como Alemania Federal     |                                                    |                                                    |                                                    |                                                    |                                                    |                                                    |                                                    |                                                    |                                                    |                                                    |                                                    |                                                    |
| 1954                      | Campeón                                            | 1.ª                                                | 6                                                  | 5                                                  | 0                                                  | 1                                                  | 25                                                 | 14                                                 | 11                                                 | 10                                                 | 83.3%                                              | Max Morlock: 6                                     |
| 1958                      | Cuarto puesto                                      | 4.ª                                                | 6                                                  | 2                                                  | 2                                                  | 2                                                  | 12                                                 | 14                                                 | -2                                                 | 6                                                  | 50%                                                | Helmut Rahn: 6                                     |
| 1962                      | Cuartos de final                                   | 6.ª                                                | 4                                                  | 2                                                  | 1                                                  | 1                                                  | 4                                                  | 2                                                  | 2                                                  | 5                                                  | 62.5%                                              | Uwe Seeler: 2                                      |
| 1966                      | Subcampeón                                         | 2.ª                                                | 6                                                  | 4                                                  | 1                                                  | 1                                                  | 15                                                 | 6                                                  | 9                                                  | 9                                                  | 75%                                                | Helmut Haller: 6                                   |
| 1970                      | Tercer puesto                                      | 3.ª                                                | 6                                                  | 5                                                  | 0                                                  | 1                                                  | 17                                                 | 10                                                 | 7                                                  | 10                                                 | 83.3%                                              | Gerd Müller: 10                                    |
| 1974                      | Campeón                                            | 1.ª                                                | 7                                                  | 6                                                  | 0                                                  | 1                                                  | 13                                                 | 4                                                  | 9                                                  | 12                                                 | 85.7%                                              | Gerd Müller: 4                                     |
| 1978                      | Segunda fase                                       | 6.ª                                                | 6                                                  | 1                                                  | 4                                                  | 1                                                  | 10                                                 | 5                                                  | 5                                                  | 6                                                  | 37.5%                                              | Karl-Heinz Rummenigge: 3                           |
| 1982                      | Subcampeón                                         | 2.ª                                                | 7                                                  | 3                                                  | 2                                                  | 2                                                  | 12                                                 | 10                                                 | 2                                                  | 8                                                  | 57.1%                                              | Karl-Heinz Rummenigge: 5                           |
| 1986                      | Subcampeón                                         | 2.ª                                                | 7                                                  | 3                                                  | 2                                                  | 2                                                  | 8                                                  | 7                                                  | 1                                                  | 8                                                  | 57.1%                                              | Rudi Völler: 3                                     |
| 1990                      | Campeón                                            | 1.ª                                                | 7                                                  | 5                                                  | 2                                                  | 0                                                  | 15                                                 | 5                                                  | 10                                                 | 12                                                 | 85.7%                                              | Lothar Matthäus: 4                                 |
| Como Alemania reunificada |                                                    |                                                    |                                                    |                                                    |                                                    |                                                    |                                                    |                                                    |                                                    |                                                    |                                                    |                                                    |
| 1994                      | Cuartos de final                                   | 5.ª                                                | 5                                                  | 3                                                  | 1                                                  | 1                                                  | 9                                                  | 7                                                  | 2                                                  | 10                                                 | 66.6%                                              | Jürgen Klinsmann: 5                                |
| 1998                      | Cuartos de final                                   | 7.ª                                                | 5                                                  | 3                                                  | 1                                                  | 1                                                  | 8                                                  | 6                                                  | 2                                                  | 10                                                 | 66.6%                                              | Bierhoff y Klinsmann: 3                            |
| 2002                      | Subcampeón                                         | 2.ª                                                | 7                                                  | 5                                                  | 1                                                  | 1                                                  | 14                                                 | 3                                                  | 11                                                 | 16                                                 | 76.1%                                              | Miroslav Klose: 5                                  |
| 2006                      | Tercer puesto                                      | 3.ª                                                | 7                                                  | 5                                                  | 1                                                  | 1                                                  | 14                                                 | 6                                                  | 8                                                  | 16                                                 | 76.1%                                              | Miroslav Klose: 5                                  |
| 2010                      | Tercer puesto                                      | 3.ª                                                | 7                                                  | 5                                                  | 0                                                  | 2                                                  | 16                                                 | 5                                                  | 11                                                 | 15                                                 | 71.4%                                              | Thomas Müller: 5                                   |
| 2014                      | Campeón                                            | 1.ª                                                | 7                                                  | 6                                                  | 1                                                  | 0                                                  | 18                                                 | 4                                                  | 14                                                 | 19                                                 | 90.4%                                              | Thomas Müller: 5                                   |
| 2018                      | Fase de grupos                                     | 22.ª                                               | 3                                                  | 1                                                  | 0                                                  | 2                                                  | 2                                                  | 4                                                  | -2                                                 | 3                                                  | 33,3%                                              | Reus y Kroos: 1                                    |
| 2022                      | Fase de grupos                                     | 17.º                                               | 3                                                  | 1                                                  | 1                                                  | 1                                                  | 6                                                  | 5                                                  | 1                                                  | 4                                                  | 44,4%                                              | Havertz y Füllkrug: 2                              |
| 2026                      | Por definirse                                      | Por definirse                                      | Por definirse                                      | Por definirse                                      | Por definirse                                      | Por definirse                                      | Por definirse                                      | Por definirse                                      | Por definirse                                      | Por definirse                                      | Por definirse                                      | Por definirse                                      |
| Total                     | 20/22                                              | 2.ª                                                | 112                                                | 68                                                 | 21                                                 | 23                                                 | 232                                                | 130                                                | 102                                                | 186                                                | 70.27%                                             | Miroslav Klose: 16                                 |

| Fase clasificatoria       | Fase clasificatoria | Fase clasificatoria                                | Fase clasificatoria                                | Fase clasificatoria                                | Fase clasificatoria                                | Fase clasificatoria                                | Fase clasificatoria                                | Fase clasificatoria                                | Fase clasificatoria                                | Fase clasificatoria                                | Fase clasificatoria                                | Fase clasificatoria                                |
| Edición                   | Resultado           | Posición                                           | PJ                                                 | PG                                                 | PE                                                 | PP                                                 | GF                                                 | GC                                                 | Dif.                                               | Pts.                                               | Rend.                                              | Goleador                                           |
| ------------------------- | ------------------- | -------------------------------------------------- | -------------------------------------------------- | -------------------------------------------------- | -------------------------------------------------- | -------------------------------------------------- | -------------------------------------------------- | -------------------------------------------------- | -------------------------------------------------- | -------------------------------------------------- | -------------------------------------------------- | -------------------------------------------------- |
| 1930                      | No participó        | No participó                                       | No participó                                       | No participó                                       | No participó                                       | No participó                                       | No participó                                       | No participó                                       | No participó                                       | No participó                                       | No participó                                       | No participó                                       |
| 1934                      | Clasificado         | 1.º Grupo 8                                        | 1                                                  | 1                                                  | 0                                                  | 0                                                  | 9                                                  | 1                                                  | 8                                                  | 2                                                  | 100%                                               | Josef Rasselnberg: 4                               |
| 1938                      | Clasificado         | 1.º Grupo 1                                        | 3                                                  | 3                                                  | 0                                                  | 0                                                  | 11                                                 | 1                                                  | 10                                                 | 6                                                  | 100%                                               | Ernst Lehner: 3                                    |
| 1950                      | Excluida            | Excluida por su papel en la Segunda Guerra Mundial | Excluida por su papel en la Segunda Guerra Mundial | Excluida por su papel en la Segunda Guerra Mundial | Excluida por su papel en la Segunda Guerra Mundial | Excluida por su papel en la Segunda Guerra Mundial | Excluida por su papel en la Segunda Guerra Mundial | Excluida por su papel en la Segunda Guerra Mundial | Excluida por su papel en la Segunda Guerra Mundial | Excluida por su papel en la Segunda Guerra Mundial | Excluida por su papel en la Segunda Guerra Mundial | Excluida por su papel en la Segunda Guerra Mundial |
| Como Alemania Federal     |                     |                                                    |                                                    |                                                    |                                                    |                                                    |                                                    |                                                    |                                                    |                                                    |                                                    |                                                    |
| 1954                      | Clasificado         | 1.º Grupo 1                                        | 4                                                  | 3                                                  | 1                                                  | 0                                                  | 12                                                 | 3                                                  | 9                                                  | 7                                                  | 87.5%                                              | Max Morlock: 6                                     |
| 1958                      | Clasificado         | Campeón defensor                                   | Campeón defensor                                   | Campeón defensor                                   | Campeón defensor                                   | Campeón defensor                                   | Campeón defensor                                   | Campeón defensor                                   | Campeón defensor                                   | Campeón defensor                                   | Campeón defensor                                   | Campeón defensor                                   |
| 1962                      | Clasificado         | 1.º Grupo 3                                        | 4                                                  | 4                                                  | 0                                                  | 0                                                  | 11                                                 | 5                                                  | 6                                                  | 8                                                  | 100%                                               | Brülls, Dörfel y Seeler: 3                         |
| 1966                      | Clasificado         | 1.º Grupo 2                                        | 4                                                  | 3                                                  | 1                                                  | 0                                                  | 14                                                 | 2                                                  | 12                                                 | 7                                                  | 87.5%                                              | Brunnenmeier: 3                                    |
| 1970                      | Clasificado         | 1.º Grupo 7                                        | 6                                                  | 5                                                  | 1                                                  | 0                                                  | 20                                                 | 3                                                  | 17                                                 | 11                                                 | 90%                                                | Gerd Müller: 9                                     |
| 1974                      | Clasificado         | Anfitrión                                          | Anfitrión                                          | Anfitrión                                          | Anfitrión                                          | Anfitrión                                          | Anfitrión                                          | Anfitrión                                          | Anfitrión                                          | Anfitrión                                          | Anfitrión                                          | Anfitrión                                          |
| 1978                      | Clasificado         | Campeón defensor                                   | Campeón defensor                                   | Campeón defensor                                   | Campeón defensor                                   | Campeón defensor                                   | Campeón defensor                                   | Campeón defensor                                   | Campeón defensor                                   | Campeón defensor                                   | Campeón defensor                                   | Campeón defensor                                   |
| 1982                      | Clasificado         | 1.º Grupo 1                                        | 8                                                  | 8                                                  | 0                                                  | 0                                                  | 33                                                 | 3                                                  | 30                                                 | 16                                                 | 100%                                               | Rummenigge: 9                                      |
| 1986                      | Clasificado         | 1.º Grupo 2                                        | 8                                                  | 5                                                  | 2                                                  | 1                                                  | 22                                                 | 9                                                  | 13                                                 | 12                                                 | 75%                                                | Rummenigge: 4                                      |
| 1990                      | Clasificado         | 2.º Grupo 4                                        | 6                                                  | 3                                                  | 3                                                  | 0                                                  | 13                                                 | 3                                                  | 10                                                 | 9                                                  | 75%                                                | Rudi Völler: 4                                     |
| Como Alemania reunificada |                     |                                                    |                                                    |                                                    |                                                    |                                                    |                                                    |                                                    |                                                    |                                                    |                                                    |                                                    |
| 1994                      | Clasificado         | Campeón defensor                                   | Campeón defensor                                   | Campeón defensor                                   | Campeón defensor                                   | Campeón defensor                                   | Campeón defensor                                   | Campeón defensor                                   | Campeón defensor                                   | Campeón defensor                                   | Campeón defensor                                   | Campeón defensor                                   |
| 1998                      | Clasificado         | 1.º Grupo 9                                        | 10                                                 | 6                                                  | 4                                                  | 0                                                  | 23                                                 | 9                                                  | 14                                                 | 22                                                 | 73.3%                                              | Oliver Bierhoff: 6                                 |
| 2002                      | Clasificado         | 2.º Grupo 9                                        | 10                                                 | 6                                                  | 3                                                  | 1                                                  | 19                                                 | 12                                                 | 7                                                  | 21                                                 | 70%                                                | Michael Ballack: 6                                 |
| 2006                      | Clasificado         | Anfitrión                                          | Anfitrión                                          | Anfitrión                                          | Anfitrión                                          | Anfitrión                                          | Anfitrión                                          | Anfitrión                                          | Anfitrión                                          | Anfitrión                                          | Anfitrión                                          | Anfitrión                                          |
| 2010                      | Clasificado         | 1.º Grupo 4                                        | 10                                                 | 8                                                  | 2                                                  | 0                                                  | 26                                                 | 5                                                  | 21                                                 | 26                                                 | 86.6%                                              | Miroslav Klose: 7                                  |
| 2014                      | Clasificado         | 1.º Grupo C                                        | 10                                                 | 9                                                  | 1                                                  | 0                                                  | 36                                                 | 10                                                 | 26                                                 | 28                                                 | 93.3%                                              | Mesut Özil: 8                                      |
| 2018                      | Clasificado         | 1.º Grupo C                                        | 10                                                 | 10                                                 | 0                                                  | 0                                                  | 43                                                 | 4                                                  | 39                                                 | 30                                                 | 100%                                               | T. Müller y Wagner: 5                              |
| 2022                      | Clasificado         | 1.º Grupo J                                        | 10                                                 | 9                                                  | 0                                                  | 1                                                  | 36                                                 | 4                                                  | 32                                                 | 27                                                 | 90%                                                | Gnabry, Gündoğan y Werner: 5                       |
| Total                     | 20/22               | 7.ª                                                | 104                                                | 83                                                 | 18                                                 | 3                                                  | 328                                                | 74                                                 | 254                                                | 232                                                | 86.57%                                             | Rummenigge y Klose: 13                             |

### Eurocopa
| Fase final                | Fase final            | Fase final            | Fase final            | Fase final            | Fase final            | Fase final            | Fase final            | Fase final            | Fase final            | Fase final            | Fase final            | Fase final            |
| Edición                   | Resultado             | Posición              | PJ                    | PG                    | PE                    | PP                    | GF                    | GC                    | Dif.                  | Pts.                  | Rend.                 | Goleador              |
| Como Alemania Federal     | Como Alemania Federal | Como Alemania Federal | Como Alemania Federal | Como Alemania Federal | Como Alemania Federal | Como Alemania Federal | Como Alemania Federal | Como Alemania Federal | Como Alemania Federal | Como Alemania Federal | Como Alemania Federal | Como Alemania Federal |
| ------------------------- | --------------------- | --------------------- | --------------------- | --------------------- | --------------------- | --------------------- | --------------------- | --------------------- | --------------------- | --------------------- | --------------------- | --------------------- |
| 1960                      | No participó          | No participó          | No participó          | No participó          | No participó          | No participó          | No participó          | No participó          | No participó          | No participó          | No participó          | No participó          |
| 1964                      | No participó          | No participó          | No participó          | No participó          | No participó          | No participó          | No participó          | No participó          | No participó          | No participó          | No participó          | No participó          |
| 1968                      | No clasificó          | No clasificó          | No clasificó          | No clasificó          | No clasificó          | No clasificó          | No clasificó          | No clasificó          | No clasificó          | No clasificó          | No clasificó          | No clasificó          |
| 1972                      | Campeón               | 1.ª                   | 2                     | 2                     | 0                     | 0                     | 5                     | 1                     | 4                     | 4                     | 100%                  | Gerd Müller: 4        |
| 1976                      | Subcampeón            | 2.ª                   | 2                     | 1                     | 1                     | 0                     | 6                     | 4                     | 2                     | 3                     | 75%                   | Dieter Müller: 4      |
| 1980                      | Campeón               | 1.ª                   | 4                     | 3                     | 1                     | 0                     | 6                     | 3                     | 3                     | 7                     | 87.5%                 | Klaus Allofs: 3       |
| 1984                      | Fase de grupos        | 5.ª                   | 3                     | 1                     | 1                     | 1                     | 2                     | 2                     | 0                     | 3                     | 50%                   | Rudi Völler: 2        |
| 1988                      | Semifinal             | 3.ª                   | 4                     | 2                     | 1                     | 1                     | 6                     | 3                     | 3                     | 5                     | 62.5%                 | Rudi Völler: 2        |
| Como Alemania reunificada |                       |                       |                       |                       |                       |                       |                       |                       |                       |                       |                       |                       |
| 1992                      | Subcampeón            | 2.ª                   | 5                     | 2                     | 1                     | 2                     | 7                     | 8                     | -1                    | 5                     | 50%                   | Karlheinz Riedle: 3   |
| 1996                      | Campeón               | 1.ª                   | 6                     | 4                     | 2                     | 0                     | 10                    | 3                     | 7                     | 14                    | 77.7%                 | Jürgen Klinsmann: 3   |
| 2000                      | Fase de grupos        | 15.ª                  | 3                     | 0                     | 1                     | 2                     | 1                     | 5                     | -4                    | 1                     | 11.1%                 | Mehmet Scholl: 1      |
| 2004                      | Fase de grupos        | 12.ª                  | 3                     | 0                     | 2                     | 1                     | 2                     | 3                     | -1                    | 2                     | 22.2%                 | Frings y Ballack: 1   |
| 2008                      | Subcampeón            | 2.ª                   | 6                     | 4                     | 0                     | 2                     | 10                    | 7                     | 3                     | 12                    | 66.6%                 | Lukas Podolski: 3     |
| 2012                      | Semifinal             | 3.ª                   | 5                     | 4                     | 0                     | 1                     | 10                    | 6                     | 4                     | 12                    | 80%                   | Mario Gómez: 3        |
| 2016                      | Semifinal             | 4.ª                   | 6                     | 3                     | 2                     | 1                     | 7                     | 3                     | 4                     | 11                    | 61.1%                 | Mario Gómez: 2        |
| 2020                      | Octavos de final      | 15.ª                  | 4                     | 1                     | 1                     | 2                     | 6                     | 7                     | -1                    | 4                     | 33.3%                 | Kai Havertz: 2        |
| 2024                      | Cuartos de final      | 5.ª                   | 5                     | 3                     | 1                     | 1                     | 11                    | 4                     | 7                     | 10                    | 66.6%                 | Musiala: 3            |
| 2028                      | Por definir           | Por definir           | Por definir           | Por definir           | Por definir           | Por definir           | Por definir           | Por definir           | Por definir           | Por definir           | Por definir           | Por definir           |
| Total global              | 14/17                 | 1.ª                   | 58                    | 30                    | 14                    | 14                    | 89                    | 59                    | 30                    | 104                   | 59.77%                | Klinsmann y Gómez: 5  |

| Fase clasificatoria       | Fase clasificatoria   | Fase clasificatoria   | Fase clasificatoria   | Fase clasificatoria   | Fase clasificatoria   | Fase clasificatoria   | Fase clasificatoria   | Fase clasificatoria   | Fase clasificatoria   | Fase clasificatoria   | Fase clasificatoria   | Fase clasificatoria      |
| Edición                   | Resultado             | Posición              | PJ                    | PG                    | PE                    | PP                    | GF                    | GC                    | Dif.                  | Pts.                  | Rend.                 | Goleador                 |
| Como Alemania Federal     | Como Alemania Federal | Como Alemania Federal | Como Alemania Federal | Como Alemania Federal | Como Alemania Federal | Como Alemania Federal | Como Alemania Federal | Como Alemania Federal | Como Alemania Federal | Como Alemania Federal | Como Alemania Federal | Como Alemania Federal    |
| ------------------------- | --------------------- | --------------------- | --------------------- | --------------------- | --------------------- | --------------------- | --------------------- | --------------------- | --------------------- | --------------------- | --------------------- | ------------------------ |
| 1960                      | No participó          | No participó          | No participó          | No participó          | No participó          | No participó          | No participó          | No participó          | No participó          | No participó          | No participó          | No participó             |
| 1964                      | No participó          | No participó          | No participó          | No participó          | No participó          | No participó          | No participó          | No participó          | No participó          | No participó          | No participó          | No participó             |
| 1968                      | No clasificó          | 2.º Grupo 4           | 4                     | 2                     | 1                     | 1                     | 9                     | 2                     | 7                     | 5                     | 62.5%                 | Gerd Müller: 5           |
| 1972                      | Clasificado           | 1.º Grupo 8           | 8                     | 5                     | 3                     | 0                     | 13                    | 3                     | 10                    | 13                    | 81.2%                 | Gerd Müller: 7           |
| 1976                      | Clasificado           | 1.º Grupo 1           | 8                     | 4                     | 4                     | 0                     | 17                    | 5                     | 12                    | 12                    | 75%                   | Jupp Heynckes: 4         |
| 1980                      | Clasificado           | 1.º Grupo 7           | 6                     | 4                     | 2                     | 0                     | 17                    | 1                     | 16                    | 10                    | 83.3%                 | Klaus Fischer: 6         |
| 1984                      | Clasificado           | 1.º Grupo 6           | 8                     | 5                     | 1                     | 2                     | 15                    | 5                     | 10                    | 11                    | 68.7%                 | Karl-Heinz Rummenigge: 7 |
| 1988                      | Clasificado           | Anfitrión             | Anfitrión             | Anfitrión             | Anfitrión             | Anfitrión             | Anfitrión             | Anfitrión             | Anfitrión             | Anfitrión             | Anfitrión             | Anfitrión                |
| Como Alemania reunificada |                       |                       |                       |                       |                       |                       |                       |                       |                       |                       |                       |                          |
| 1992                      | Clasificado           | 1.º Grupo 5           | 6                     | 5                     | 0                     | 1                     | 13                    | 4                     | 9                     | 10                    | 83.3%                 | Rudi Völler: 3           |
| 1996                      | Clasificado           | 1.º Grupo 7           | 10                    | 8                     | 1                     | 1                     | 27                    | 10                    | 17                    | 25                    | 83.3%                 | Jürgen Klinsmann: 9      |
| 2000                      | Clasificado           | 1.º Grupo 3           | 8                     | 6                     | 1                     | 1                     | 20                    | 4                     | 16                    | 19                    | 79.1%                 | Oliver Bierhoff: 7       |
| 2004                      | Clasificado           | 1.º Grupo 5           | 8                     | 5                     | 3                     | 0                     | 13                    | 4                     | 9                     | 18                    | 75%                   | Ballack y Bobic: 4       |
| 2008                      | Clasificado           | 2.º Grupo D           | 12                    | 8                     | 3                     | 1                     | 35                    | 7                     | 28                    | 27                    | 75%                   | Lukas Podolski: 8        |
| 2012                      | Clasificado           | 1.º Grupo A           | 10                    | 10                    | 0                     | 0                     | 34                    | 7                     | 27                    | 30                    | 100%                  | Miroslav Klose: 9        |
| 2016                      | Clasificado           | 1.º Grupo D           | 10                    | 7                     | 1                     | 2                     | 24                    | 9                     | 15                    | 22                    | 73.3%                 | Thomas Müller: 9         |
| 2020                      | Clasificado           | 1.º Grupo C           | 8                     | 7                     | 0                     | 1                     | 30                    | 7                     | 23                    | 21                    | 87.5%                 | Serge Gnabry: 8          |
| 2024                      | Clasificado           | Anfitrión             | Anfitrión             | Anfitrión             | Anfitrión             | Anfitrión             | Anfitrión             | Anfitrión             | Anfitrión             | Anfitrión             | Anfitrión             | Anfitrión                |
| Total                     | 14/17                 | 5.ª                   | 106                   | 76                    | 20                    | 10                    | 267                   | 68                    | 199                   | 223                   | 80.22%                | Miroslav Klose: 16       |

### Copa FIFA Confederaciones
| Edición      | Resultado      | Posición     | PJ           | PG           | PE           | PP           | GF           | GC           | Dif.         | Pts.         | Rend.        | Goleador                     |
| ------------ | -------------- | ------------ | ------------ | ------------ | ------------ | ------------ | ------------ | ------------ | ------------ | ------------ | ------------ | ---------------------------- |
| 1992         | No clasificó   | No clasificó | No clasificó | No clasificó | No clasificó | No clasificó | No clasificó | No clasificó | No clasificó | No clasificó | No clasificó | No clasificó                 |
| 1995         | No clasificó   | No clasificó | No clasificó | No clasificó | No clasificó | No clasificó | No clasificó | No clasificó | No clasificó | No clasificó | No clasificó | No clasificó                 |
| 1997         | No participó   | No participó | No participó | No participó | No participó | No participó | No participó | No participó | No participó | No participó | No participó | No participó                 |
| 1999         | Fase de grupos | 5.ª          | 3            | 1            | 0            | 2            | 2            | 6            | -4           | 3            | 33.3%        | Preetz y Matthäus: 1         |
| 2001         | No clasificó   | No clasificó | No clasificó | No clasificó | No clasificó | No clasificó | No clasificó | No clasificó | No clasificó | No clasificó | No clasificó | No clasificó                 |
| 2003         | No clasificó   | No clasificó | No clasificó | No clasificó | No clasificó | No clasificó | No clasificó | No clasificó | No clasificó | No clasificó | No clasificó | No clasificó                 |
| 2005         | Tercer lugar   | 3.ª          | 5            | 3            | 1            | 1            | 15           | 11           | 4            | 10           | 66.6%        | Michael Ballack: 4           |
| 2009         | No clasificó   | No clasificó | No clasificó | No clasificó | No clasificó | No clasificó | No clasificó | No clasificó | No clasificó | No clasificó | No clasificó | No clasificó                 |
| 2013         | No clasificó   | No clasificó | No clasificó | No clasificó | No clasificó | No clasificó | No clasificó | No clasificó | No clasificó | No clasificó | No clasificó | No clasificó                 |
| 2017         | Campeón        | 1.ª          | 5            | 4            | 1            | 0            | 12           | 5            | 7            | 13           | 86.6%        | Goretzka, Stindl y Werner: 3 |
| Total global | 3/10           | 4.ª          | 13           | 8            | 2            | 3            | 29           | 22           | 7            | 26           | 66.6%        | Michael Ballack: 4           |

### Juegos Olímpicos
| Edición                                                                              | Resultado                                                 | Posición                                                  | PJ                                                        | PG                                                        | PE                                                        | PP                                                        | GF                                                        | GC                                                        | Dif.                                                      | Pts.                                                      | Rend.                                                     | Goleador                                                  |
| ------------------------------------------------------------------------------------ | --------------------------------------------------------- | --------------------------------------------------------- | --------------------------------------------------------- | --------------------------------------------------------- | --------------------------------------------------------- | --------------------------------------------------------- | --------------------------------------------------------- | --------------------------------------------------------- | --------------------------------------------------------- | --------------------------------------------------------- | --------------------------------------------------------- | --------------------------------------------------------- |
| 1896                                                                                 | No hubo competición de fútbol                             | No hubo competición de fútbol                             | No hubo competición de fútbol                             | No hubo competición de fútbol                             | No hubo competición de fútbol                             | No hubo competición de fútbol                             | No hubo competición de fútbol                             | No hubo competición de fútbol                             | No hubo competición de fútbol                             | No hubo competición de fútbol                             | No hubo competición de fútbol                             | No hubo competición de fútbol                             |
| 1900                                                                                 | En 1900 y 1904 los Juegos Olímpicos los disputaron clubes | En 1900 y 1904 los Juegos Olímpicos los disputaron clubes | En 1900 y 1904 los Juegos Olímpicos los disputaron clubes | En 1900 y 1904 los Juegos Olímpicos los disputaron clubes | En 1900 y 1904 los Juegos Olímpicos los disputaron clubes | En 1900 y 1904 los Juegos Olímpicos los disputaron clubes | En 1900 y 1904 los Juegos Olímpicos los disputaron clubes | En 1900 y 1904 los Juegos Olímpicos los disputaron clubes | En 1900 y 1904 los Juegos Olímpicos los disputaron clubes | En 1900 y 1904 los Juegos Olímpicos los disputaron clubes | En 1900 y 1904 los Juegos Olímpicos los disputaron clubes | En 1900 y 1904 los Juegos Olímpicos los disputaron clubes |
| 1904                                                                                 | En 1900 y 1904 los Juegos Olímpicos los disputaron clubes | En 1900 y 1904 los Juegos Olímpicos los disputaron clubes | En 1900 y 1904 los Juegos Olímpicos los disputaron clubes | En 1900 y 1904 los Juegos Olímpicos los disputaron clubes | En 1900 y 1904 los Juegos Olímpicos los disputaron clubes | En 1900 y 1904 los Juegos Olímpicos los disputaron clubes | En 1900 y 1904 los Juegos Olímpicos los disputaron clubes | En 1900 y 1904 los Juegos Olímpicos los disputaron clubes | En 1900 y 1904 los Juegos Olímpicos los disputaron clubes | En 1900 y 1904 los Juegos Olímpicos los disputaron clubes | En 1900 y 1904 los Juegos Olímpicos los disputaron clubes | En 1900 y 1904 los Juegos Olímpicos los disputaron clubes |
| 1908                                                                                 | No participó                                              | No participó                                              | No participó                                              | No participó                                              | No participó                                              | No participó                                              | No participó                                              | No participó                                              | No participó                                              | No participó                                              | No participó                                              | No participó                                              |
| 1912                                                                                 | Fase de grupos                                            | 7.ª                                                       | 3                                                         | 1                                                         | 0                                                         | 2                                                         | 18                                                        | 8                                                         | 10                                                        | 2                                                         | 33.3%                                                     | Gottfried Fuchs: 10                                       |
| 1920                                                                                 | No participó                                              | No participó                                              | No participó                                              | No participó                                              | No participó                                              | No participó                                              | No participó                                              | No participó                                              | No participó                                              | No participó                                              | No participó                                              | No participó                                              |
| 1924                                                                                 | No participó                                              | No participó                                              | No participó                                              | No participó                                              | No participó                                              | No participó                                              | No participó                                              | No participó                                              | No participó                                              | No participó                                              | No participó                                              | No participó                                              |
| 1928                                                                                 | Cuartos de final                                          | 7.ª                                                       | 2                                                         | 1                                                         | 0                                                         | 1                                                         | 5                                                         | 4                                                         | 1                                                         | 2                                                         | 50%                                                       | Richard Hofmann: 4                                        |
| 1932                                                                                 | No hubo competición de fútbol                             | No hubo competición de fútbol                             | No hubo competición de fútbol                             | No hubo competición de fútbol                             | No hubo competición de fútbol                             | No hubo competición de fútbol                             | No hubo competición de fútbol                             | No hubo competición de fútbol                             | No hubo competición de fútbol                             | No hubo competición de fútbol                             | No hubo competición de fútbol                             | No hubo competición de fútbol                             |
| 1936                                                                                 | Cuartos de final                                          | 6.ª                                                       | 2                                                         | 1                                                         | 0                                                         | 1                                                         | 9                                                         | 2                                                         | 7                                                         | 2                                                         | 50%                                                       | Simetsreiter y Urban: 3                                   |
| 1948                                                                                 | No participó                                              | No participó                                              | No participó                                              | No participó                                              | No participó                                              | No participó                                              | No participó                                              | No participó                                              | No participó                                              | No participó                                              | No participó                                              | No participó                                              |
| Los Juegos Olímpicos de 1948 fueron los últimos disputados por selecciones absolutas |                                                           |                                                           |                                                           |                                                           |                                                           |                                                           |                                                           |                                                           |                                                           |                                                           |                                                           |                                                           |
| Total                                                                                | 3/7                                                       | -                                                         | 7                                                         | 3                                                         | 0                                                         | 4                                                         | 32                                                        | 14                                                        | 18                                                        | 6                                                         | 42.8%                                                     | Gottfried Fuchs: 10                                       |

### Finales disputadas
La presente lista incluye solo partidos finales jugados por torneos mundiales, intercontinentales, y continentales oficiales a nivel de Selecciones absolutas.
| Año  | Torneo          | Resultado                                     |
| ---- | --------------- | --------------------------------------------- |
| 1954 | Mundial         | Hungría 2 - 3 Alemania Federal                |
| 1966 | Mundial         | Inglaterra 4 - 2 Alemania Federal             |
| 1972 | Eurocopa        | Alemania Federal 3 - 0 Unión Soviética        |
| 1974 | Mundial         | Países Bajos 1 - 2 Alemania Federal           |
| 1976 | Eurocopa        | Checoslovaquia 2 (5) - 2 (3) Alemania Federal |
| 1980 | Eurocopa        | Bélgica 1 - 2 Alemania Federal                |
| 1982 | Mundial         | Italia 3 - 1 Alemania Federal                 |
| 1986 | Mundial         | Argentina 3 - 2 Alemania Federal              |
| 1990 | Mundial         | Argentina 0 - 1 Alemania Federal              |
| 1992 | Eurocopa        | Dinamarca 2 - 0 Alemania                      |
| 1996 | Eurocopa        | República Checa 1 - 2 Alemania                |
| 2002 | Mundial         | Alemania 0 - 2 Brasil                         |
| 2008 | Eurocopa        | Alemania 0 - 1 España                         |
| 2014 | Mundial         | Alemania 1 - 0 Argentina                      |
| 2017 | Confederaciones | Chile 0 - 1 Alemania                          |

- Alemania jugó 15 finales: ganó 8 y perdió 7: (8-7)

## Clasificación FIFA
| Año                             | Enero                            | Febrero                          | Marzo                            | Abril                            | Mayo                             | Junio                            | Julio                            | Agosto         | Septiembre     | Octubre        | Noviembre      | Diciembre      |
| ------------------------------- | -------------------------------- | -------------------------------- | -------------------------------- | -------------------------------- | -------------------------------- | -------------------------------- | -------------------------------- | -------------- | -------------- | -------------- | -------------- | -------------- |
| 1993                            | No existía la clasificación FIFA | No existía la clasificación FIFA | No existía la clasificación FIFA | No existía la clasificación FIFA | No existía la clasificación FIFA | No existía la clasificación FIFA | No existía la clasificación FIFA | 1.ª (57)       | 5.ª (55)       | 4.ª (58)       | 3.ª (58)       | 1.ª (59)       |
| 1994                            | –                                | 1.ª (58)                         | 1.ª (58)                         | 2.ª (58)                         | 2.ª (58)                         | 1.ª (59)                         | 4.ª (61)                         | –              | 4.ª (61)       | 4.ª (60)       | 4.ª (60)       | 5.ª (61)       |
| 1995                            | –                                | 5.ª (60)                         | –                                | 4.ª (60)                         | 5.ª (59)                         | 5.ª (58)                         | 4.ª (58)                         | 4.ª (58)       | 4.ª (61)       | 3.ª (60)       | 2.ª (61)       | 2.ª (61)       |
| 1996                            | 2.ª (61)                         | 3.ª (61)                         | –                                | 2.ª (61)                         | 2.ª (62)                         | –                                | 2.ª (64)                         | 2.ª (64)       | 2.ª (64)       | 2.ª (64)       | 2.ª (64))      | 2.ª (64)       |
| 1997                            | –                                | 2.ª (64)                         | –                                | 2.ª (63)                         | 2.ª (64)                         | 2.ª (63)                         | 5.ª (60)                         | 4.ª (60)       | 2.ª (63)       | 3.ª (63)       | 2.ª (64)       | 2.ª (65)       |
| 1998                            | –                                | 2.ª (65)                         | 2.ª (66)                         | 2.ª (65)                         | 2.ª (64)                         | –                                | 3.ª (68)                         | 3.ª (68)       | 3.ª (67)       | 3.ª (67)       | 3.ª (67)       | 3.ª (66)       |
| 1999                            | 5.ª (742)                        | 5.ª (738)                        | 5.ª (734)                        | 3.ª (746)                        | 3.ª (742)                        | 5.ª (733)                        | 5.ª (720)                        | 5.ª (718)      | 5.ª (735)      | 5.ª (734)      | 5.ª (739)      | 5.ª (739)      |
| 2000                            | 5.ª (739)                        | 5.ª (742)                        | 5.ª (735)                        | 5.ª (725)                        | 6.ª (717)                        | 6.ª (706)                        | 9.ª (711)                        | 11.ª (700)     | 9.ª (712)      | 8.ª (719)      | 8.ª (715)      | 11.ª (705)     |
| 2001                            | 11.ª (705)                       | 11.ª (703)                       | 11.ª (698)                       | 8.ª (714)                        | 9.ª (711)                        | 8.ª (720)                        | 5.ª (726)                        | 5.ª (725)      | 12.ª (708)     | 14.ª (695)     | 11.ª (710)     | 12.ª (707)     |
| 2002                            | 12.ª (707)                       | 12.ª (704)                       | 10.ª (710)                       | 12.ª (697)                       | 11.ª (695)                       | –                                | 5.ª (765)                        | 5.ª (764)      | 4.ª (770)      | 4.ª (763)      | 4.ª (763)      | 4.ª (761)      |
| 2003                            | 4.ª (765)                        | 5.ª (762)                        | 5.ª (758)                        | 4.ª (755)                        | 4.ª (757)                        | 6.ª (745)                        | 8.ª (736)                        | 10.ª (728)     | 9.ª (736)      | 7.ª (744)      | 9.ª (736)      | 12.ª (729)     |
| 2004                            | 12.ª (729)                       | 12.ª (727)                       | 10.ª (729)                       | 7.ª (735)                        | 9.ª (723)                        | 8.ª (726)                        | 12.ª (715)                       | 13.ª (712)     | 11.ª (714)     | 13.ª (706)     | 16.ª (706)     | 19.ª (705)     |
| 2005                            | 16.ª (710)                       | 17.ª (708)                       | 18.ª (702)                       | 20.ª (698)                       | 19.ª (697)                       | 21.ª (695)                       | 11.ª (723)                       | 11.ª (722)     | 15.ª (718)     | 15.ª (712)     | 16.ª (710)     | 16.ª (708)     |
| 2006                            | 17.ª (707)                       | 19.ª (706)                       | 22.ª (700)                       | 19.ª (699)                       | 19.ª (696)                       | –                                | 9.ª (1229)                       | 9.ª (1229)     | 8.ª (1291)     | 6.ª (1339)     | 6.ª (1348)     | 6.ª (1350)     |
| 2007                            | 5.ª (1363)                       | 5.ª (1359)                       | 5.ª (1390)                       | 5.ª (1393)                       | 5.ª (1390)                       | 4.ª (1467)                       | 5.ª (1311)                       | 5.ª (1337)     | 4.ª (1330)     | 5.ª (1245)     | 5.ª (1296)     | 5.ª (1298)     |
| 2008                            | 5.ª (1305)                       | 5.ª (1281)                       | 5.ª (1294)                       | 5.ª (1261)                       | 5.ª (1364)                       | 5.ª (1274)                       | 3.ª (1364)                       | 2.ª (1343)     | 3.ª (1329)     | 3.ª (1336)     | 2.ª (1413)     | 2.ª (1381)     |
| 2009                            | 2.ª (1389)                       | 2.ª (1403)                       | 2.ª (1366)                       | 2.ª (1362)                       | 2.ª (1362)                       | 3.ª (1378)                       | 5.ª (1207)                       | 4.ª (1195)     | 4.ª (1186)     | 5.ª (1161)     | 6.ª (1170)     | 6.ª (1173)     |
| 2010                            | 6.ª (1173)                       | 5.ª (1208)                       | 6.ª (1157)                       | 6.ª (1107)                       | 6.ª (1182)                       | –                                | 4.ª (1464)                       | 4.ª (1464)     | 3.ª (1490)     | 4.ª (1481)     | 4.ª (1489)     | 3.ª (1485)     |
| 2011                            | 3.ª (1485)                       | 3.ª (1485)                       | 3.ª (1486)                       | 4.ª (1386)                       | 4.ª (1413)                       | 3.ª (1417)                       | 3.ª (1305)                       | 3.ª (1330)     | 3.ª (1290)     | 3.ª (1352)     | 3.ª (1345)     | 3.ª (1345)     |
| 2012                            | 3.ª (1345)                       | 2.ª (1369)                       | 3.ª (1332)                       | 2.ª (1345)                       | 2.ª (1345)                       | 3.ª (1288)                       | 2.ª (1502)                       | 2.ª (1474)     | 2.ª (1437)     | 2.ª (1459)     | 2.ª (1421)     | 2.ª (1437)     |
| 2013                            | 2.ª (1437)                       | 2.ª (1437)                       | 2.ª (1473)                       | 2.ª (1428)                       | 2.ª (1428)                       | 2.ª (1416)                       | 2.ª (1273)                       | 2.ª (1257)     | 3.ª (1261)     | 2.ª (1311)     | 2.ª (1318)     | 2.ª (1318)     |
| 2014                            | 2.ª (1318)                       | 2.ª (1314)                       | 2.ª (1336)                       | 2.ª (1340)                       | 2.ª (1340)                       | 2.ª (1300)                       | 1.ª (1724)                       | 1.ª (1736)     | 1.ª (1765)     | 1.ª (1669)     | 1.ª (1725)     | 1.ª (1725)     |
| 2015                            | 1.ª (1725)                       | 1.ª (1729)                       | 1.ª (1770)                       | 1.ª (1687)                       | 1.ª (1687)                       | 1.ª (1775)                       | 2.ª (1411)                       | 3.ª (1226)     | 3.ª (1248)     | 2.ª (1401)     | 2.ª (1388)     | 4.ª (1347)     |
| 2016                            | 4.ª (1347)                       | 4.ª (1347)                       | 4.ª (1355)                       | 5.ª (1309)                       | 5.ª (1309)                       | 4.ª (1310)                       | 4.ª (1319)                       | 4.ª (1319)     | 3.ª (1347)     | 2.ª (1465)     | 3.ª (1433)     | 3.ª (1433)     |
| 2017                            | 3.ª (1433)                       | 3.ª (1433)                       | 3.ª (1443)                       | 3.ª (1464)                       | 3.ª (1464)                       | 3.ª (1511)                       | 1.ª (1609)                       | 2.ª (1549)     | 1.ª (1606)     | 1.ª (1631)     | 1.ª (1602)     | 1.ª (1602)     |
| 2018                            | 1.ª (1602)                       | 1.ª (1602)                       | 1.ª (1609)                       | 1.ª (1533)                       | 1.ª (1544)                       | 1.ª (1558)                       | –                                | 15.ª (1561)    | 12.ª (1568)    | 14.ª (1555)    | 16.ª (1558)    | 16.ª (1558)    |
| 2019                            | –                                | 16.ª (1558)                      | –                                | 13.ª (1570)                      | –                                | 11.ª (1582)                      | 15.ª (1582)                      | –              | 16.ª (1580)    | 16.ª (1586)    | 15.ª (1602)    | 15.ª (1602)    |
| 2020                            | –                                | 15.ª (1602)                      | 15.ª (1602)                      | 15.ª (1602)                      | –                                | 15.ª (1602)                      | 15.ª (1602)                      | –              | 14.ª (1602)    | 14.ª (1607)    | 14.ª (1610)    | 13.ª (1610)    |
| 2021                            | –                                | 13.ª (1610)                      | –                                | 12.ª (1609.12)                   | 12.ª (1609.12)                   | –                                | –                                | 16.ª (1613.29) | 14.ª (1627.8)  | 12.ª (1642.47) | 11.ª (1648.33) | 12.ª (1648.33) |
| 2022                            | –                                | 11.ª (1648.33)                   | 12.ª (1650.53)                   | –                                | –                                | 11.ª (1658.96)                   | –                                | 11.ª (1658.96) | –              | 11.ª (1650.21) | –              | 14.ª (1646.91) |
| 2023                            | –                                | –                                | –                                | 14.ª (1647.42)                   | –                                | 15.ª (1636.32)                   | 15.ª (1636.32)                   | –              | 15.ª (1637.9)  | 16.ª (1643.49) | 16.ª (1631.22) | 16.ª (1631.22) |
| 2024                            | –                                | 16.ª (1631.22)                   | –                                | 16.ª (1644.21)                   | –                                | 16.ª (1646.78)                   | 13.ª (1686.02)                   | –              | 13.ª (1692.19) |                |                |                |
| Posición promedio: 6.ª posición |                                  |                                  |                                  |                                  |                                  |                                  |                                  |                |                |                |                |                |

Fuente: Ficha de Alemania en FIFA Archivado el 19 de abril de 2018 en Wayback Machine.; Estadísticas FIFA Archivado el 8 de junio de 2012 en Wayback Machine.

## Categorías inferiores
Las categorías inferiores de la selección de fútbol de Alemania, son el conjunto de selecciones de la Federación Alemana de Fútbol integradas en su conjunto por jugadores de entre 16 a 23 años, que representan a Alemania en los diferentes torneos internacionales agrupados en diferentes categorías de edad y que constituyen los escalafones previos a la selección absoluta.
Las diferentes categorías se establecen por el año de nacimiento de los jugadores y normalmente incluyen a futbolistas nacidos en dos años consecutivos. Tradicionalmente la denominación de la selección se refiere a la edad máxima de los jugadores habiendo así competiciones oficiales desde los sub-15 hasta los sub-23.
Cabe destacar también a la extinta selección de fútbol amateur de Alemania, un combinado de carácter no profesional que fue la encargada de defender a entonces la existente Alemania Federal en los Juegos Olímpicos en el período comprendido entre la edición de los JJ. OO. de 1952 de Helsinki, y los JJ. OO. de 1988 de Seúl en el intento del COI por establecer una igualdad entre todos los equipos, que se vio continuada en la edición siguiente de los JJ. OO. de 1992 en Barcelona, donde desde entonces los encargados de representar a su país serían los futbolistas de la categoría inferior sub-23.

### Selección sub-23
La selección sub-23 es, desde los Juegos Olímpicos de Barcelona 1992, la encargada de defender a Alemania en la competición de fútbol, motivo por el que recibe el calificativo de olímpica. Los jugadores participantes en los mismos deben tener menos de 23 años de edad a excepción de tres por escuadra que pueden ser mayores.
El torneo olímpico es considerado así como una Copa Mundial sub-23. En este certamen la Selección Olímpica Alemana tuvo su única participación en los Juegos de Río de Janeiro 2016 donde progresivamente obtuvo la medalla de plata. Ésta es disputada por la selección sub-21, encargada de obtener la plaza en el Campeonato de Europa sub-21.

### Selección sub-21
La selección sub-21, es la encargada de representar a Alemania en la Eurocopa sub-21. En ella, la selección ha salido vencedora en dos ocasiones, en 2009, y en 2017.
Como ocurre con el resto de categorías inferiores, y a diferencia de las selecciones absolutas, al participar en eventos con una duración bienal, el personal técnico y los jugadores coinciden con la selección precedente, cambiando únicamente su denominación. Es por eso que selecciones como la sub-18 o sub-16, queden habitualmente a la sombra de sus mayores sub-19 o sub-17, al no haber grandes torneos oficiales FIFA o UEFA representados por dichas selecciones.

### Selección sub-20
La categoría sub-20 es la categoría juvenil encargada de defender a Alemania en el Campeonato Mundial sub-20 desde su creación en los años 70. En ese torneo la categoría ha salido vencedora en la edición de 1981 tras vencer por 4-0 a la selección catarí, y subcampeona en una ocasión tras perder en la final de 1987 por 5:4 en los penaltis tras el 0-0 contra la selección yugoslava.
En ambas ocasiones, los galardones fueron obtenidos como Alemania Federal. Desde la unificación, la mejor participación de Alemania son unos cuartos de final en las ediciones de 2005 en los Países Bajos y en 2009 en Egipto.

### Selección sub-19
La categoría sub-19 sustituyó oficialmente a la categoría sub-18 para una concordancia con las categorías UEFA. Es, desde su creación en el año 1953 como sub-18, y sub-19 desde 2002, una de las categorías inferiores más importantes de Alemania debido a sus logros e historia, pese a que la mayoría fueron conquistados por la Alemania Democrática.
Los juveniles han conquistado el Campeonato de Europa sub-19 de la UEFA en 3 ocasiones, una como Alemania Federal, y dos como Alemania unificada (al no computar los 3 campeonatos conseguidos por los alemanes orientales).

### Selección sub-17
Al igual que la categoría sub-19, para equiparar las categorías UEFA, proviene de la categoría sub-16 que se dividió en esta y la benjamina selección sub-15. Por tal motivo en su historial como selección se incluyen torneos considerados equivalentes pero realizados bajo la denominación sub-16 desde 1982 hasta 2001.
Encargada de defender a Alemania en el Campeonato Mundial sub-17 de la UEFA, competición que se le resiste y de la que salió subcampeona en 1985 como Alemania Federal, en su primera edición para selecciones sub-16, que cambiaría a sub-17 desde la edición de 1991. Desde entonces y como Alemania unificada, su mejor resultado es un tercer puesto en la edición de 2007 de Corea del Sur.
En la Eurocopa sub-17, competición que ha vencido en 3 ocasiones y ha sido subcampeona en otras 4 oportunidades siendo así la tercera mejor selección europea en el palmarés por detrás de España y Portugal;
Mientras, en la Meridian Cup tuvo participación al tener presentes a tres futbolistas en el seleccionado de Europa en la edición de 2007, año en el que cambia el formato y pasa a ser una competición entre un seleccionado de la UEFA y otro de la CAF. Europa saldría vencedora de la competición.

### Selección sub-15
La selección sub-15 de Alemania es la categoría infantil de la selección alemana.

## Otras modalidades
La selección alemana de fútbol cuenta además de las categorías inferiores con otras modalidades como son el fútbol femenino o el fútbol playa.
La sección femenina es la más longeva de las dos, cuando nace a finales de los años 1950 en la clandestinidad, y oficialmente en los años 1980. La de fútbol playa, la más actual, fue creada en los primeros años de la década de 1990.

### Selección femenina

Fútbol femenino

La categoría femenina se oficializa a principios de los años 1980, y disputa su primer partido frente a la selección escocesa ante la que salió vencedora por 5-1 el 10 de noviembre de 1982. En la clandestinidad, debido a la situación de censura que vivía el fútbol femenino en el país, nace la selección femenina en 1956, aunque no estuvo reconocida ni por la FIFA ni por la DFB ya que no se contemplaba la disputa de fútbol por parte de mujeres.
La selección alemana femenina está considerada como una de las mejores selecciones del mundo.
Sus mayores logros hasta la actualidad son dos Campeonatos Mundiales conquistados en las ediciones de Estados Unidos 2003 y China 2007, siendo la única selección que ha sido hasta el momento capaz de revalidar el título.
Es la máxima dominadora en Europa, donde su mayor logro ha sido la consecución de la Eurocopa en la que consiguió alcanzar el título del torneo en las ediciones de 1989, 1991, 1995, 1997, 2001, 2005, 2009, 2013, para un total de 8 campeonatos, habiéndosele escapado el título en sus participaciones únicamente en la edición de 1993 que fue a parar a manos de la selección noruega.
La disciplina es olímpica desde los Juegos de Atlanta 1996. Alemania ha participado en el certamen en 5 ocasiones, en Río de Janeiro 2016 obtuvo su única medalla de oro; y en 3 veces consiguió la medalla de bronce, en las ediciones de 2000, 2004, 2008.
Al igual que su homónima masculina, el combinado femenino cuenta también con categorías inferiores, divididas en su categoría sub-20, sub-19 y sub-17, donde destacan particularmente las dos primeras tras haber salido campeonas del Mundo en 2004 y 2010, y la sub-19 por ser campeonas de Europa en 6 ocasiones, siendo las máximas dominadoras.

### Selección de fútbol playa

Fútbol playa

La selección alemana nace en los años 1990, y pese a su corta vida, ha conseguido colarse en el palmarés europeo del fútbol playa, territorio dominado históricamente por españoles y portugueses y en donde las selecciones del este empiezan a mostrar un gran poderío. Alemania aún se encuentra lejos de poder ser una selección a tener en cuenta a la hora de dilucidar los grandes títulos.
Vencedora en una ocasión de la Euroliga en 1998 es hasta el momento su mayor logro en la modalidad. Ha conseguido participar en la Copa Mundial en cuatro ocasiones, sin haber superado la fase de grupos en ninguna de sus participaciones.

## Palmarés

### Títulos
La selección alemana cuenta con uno de los mejores palmarés a nivel mundial con ocho títulos oficiales absolutos, convirtiéndola en la primera en Europa y sexta a nivel global. Alemania ha logrado vencer en los tres principales campeonatos de selecciones nacionales, a nivel mundial, internacional y europeo.
Alemania es una de las ocho selecciones campeonas del mundo junto a Argentina, Brasil, España, Francia, Inglaterra, Italia y Uruguay. Se ha proclamado campeona del mundo en cuatro ocasiones, la primera en Suiza 1954 venciendo a Hungría y la cual significó su primer título oficial, en 1974 como anfitriona imponiéndose a los Países Bajos, en Italia 1990 y en Brasil 2014 derrotando a Argentina en ambas finales.
Es una de las diez selecciones europeas que ha obtenido su respectivo torneo continental. Consiguió su primera Eurocopa en Bélgica 1972 venciendo a la Unión Soviética, su segunda la obtuvo en Italia 1980 venciendo a Bélgica, y el tercer campeonato lo conquistó en Inglaterra 1996 derrotando a la República Checa.
En dos ocasiones logró conseguir el «doblete» de selecciones, el primero entre 1972 y 1974 como campeón europeo y mundial, y el segundo entre 2014 y 2017 como campeón mundial y campeón interconfederativo.
| Competición               |                             |                             |                             |
| Competición               | Títulos                     | Subtítulos                  | Tercer lugar                |
| ------------------------- | --------------------------- | --------------------------- | --------------------------- |
| Copa Mundial de Fútbol    | 4 (1954, 1974, 1990 y 2014) | 4 (1966, 1982, 1986 y 2002) | 4 (1934, 1970, 2006 y 2010) |
| Copa FIFA Confederaciones | 1 (2017)                    | -                           | 1 (2005)                    |
| Eurocopa                  | 3 (1972, 1980 y 1996)       | 3 (1976, 1992 y 2008)       | 3 (1988, 2012 y 2016)       |
| Total                     | 8 Títulos                   | 7 Subtítulos                | 8 Tercer lugares            |

### Categorías inferiores
Las categorías inferiores de la selección alemana, están consideradas por la UEFA, una de las mejores y más exitosas de Europa al ser laureadas con el Premio UEFA Maurice Burlaz en tres ocasiones. Destacan en sus categorías inferiores una Copa Mundial de Fútbol Sub-20 en 1981 y un segundo puesto en la Copa Mundial de Fútbol Sub-17 en 1985, sus máximos logros en los Juegos Olímpicos han sido las dos medallas de bronce ganadas en los Juegos Olímpicos de Tokio 1964 y Juegos Olímpicos de Seúl en 1988, la medalla de plata conseguida en los Juegos Olímpicos de Río de Janeiro en 2016 y la única medalla de oro obtenida hasta la fecha como Alemania Democrática en los Juegos Olímpicos de Montreal 1976.
| Competición      |                                         |                                               |                                   |
| Competición      | Títulos                                 | Subtítulos                                    | Tercer lugar                      |
| ---------------- | --------------------------------------- | --------------------------------------------- | --------------------------------- |
| Euro Sub-17      | 4 (1984, 1992, 2009 y 2023)             | 5 (1982, 1991, 2011, 2012 y 2015)             | 5 (1995, 1997, 1999, 2016 y 2017) |
| Mundial Sub-17   | 1 (2023)                                | 1 (1985)                                      | 2 (2007 y 2011)                   |
| Euro Sub-19      | 6 (1965, 1970, 1981, 1986, 2008 y 2014) | 7 (1954, 1969, 1972, 1973, 1994, 1998 y 2002) | 5 (1961, 1971, 1986, 1988 y 2000) |
| Mundial Sub-20   | 1 (1981)                                | 1 (1987)                                      | -                                 |
| Euro Sub-21      | 3 (2009, 2017 y 2021)                   | 2 (1982 y 2019)                               | 1 (2015)                          |
| Juegos Olímpicos | 1 (1976)                                | 2 (1980 y 2016)                               | 4 (1964, 1972 y 1988)             |
| Total            | 16 Títulos                              | 18 Subtítulos                                 | 17 Tercer lugares                 |

## Distinciones
| Distinción                                                  | Año                                                                     |
| ----------------------------------------------------------- | ----------------------------------------------------------------------- |
| Mejor equipo del mundo por la revista «World Soccer»        | 1990 y 2014                                                             |
| Selección nacional del año por la revista «France Football» | 1968, 1972, 1976, 1977, 1980, 1981, 1990, 1993, 1996, 2002, 2011 y 2013 |
| Premio                                                      | Año                                                                     |
| Mejor Equipo del Año FIFA                                   | 1993, 2014 y 2017                                                       |
| Premio FIFA Fair Play Copa Mundial de Fútbol                | 1974                                                                    |
| Laureus del Deporte «Mejor Equipo Internacional del Año»    | 2015                                                                    |
| Premio al equipo más entretenido Copa Mundial de la FIFA    | 2010                                                                    |
| Trofeo UEFA Maurice Burlaz                                  | 1992, 2009 y 2015                                                       |
| Premio FIFA Fair Play Copa Confederaciones                  | 2017                                                                    |